# 2024年のテレビ (日本)
2024年のテレビでは、2024年（令和6年）のテレビ分野（主に日本）の動向についてまとめる。

## テレビ番組関係の出来事

### 1月
- 2023年12月28日 - 8日 - 【スポーツ】日本テレビ系（NNS29社）など民放43局[注 1]で、首都圏を中心に開催の『第102回全国高等学校サッカー選手権大会』（決勝：国立競技場【1月8日】）を連日中継。また今大会の応援歌には日本のボーイズミュージックグループ：BE:FIRSTが歌唱する「Glorious」を採用[1][2]、第19代応援マネージャーには藤﨑ゆみあ（女優）を起用した[3][4]。→各年サッカー記事（2023年・2024年）も参照
- 1日 - 【報道・災害・編成】この日16時台前半に石川県能登半島地方を中心に発生した連続地震（令和6年能登半島地震[注 2]）により大津波警報などが発表されたため、NHKを始め、東京キー局は番組を中断し、緊急報道番組に切り替えた[5]。これによりこの日夜の各局の番組編成が大幅に変更される事態ともなった。
- 2日 - 【報道・災害・事故・編成】
  - 【スポーツ】NHKは前日発生の能登半島地震を受け、この日も総合テレビで特設ニュースを編成。このため、当初は総合テレビで放送を予定していた『第60回全国大学ラグビーフットボール選手権大会』（東京都新宿区・国立競技場）準決勝（第1試合：京都産業大学対明治大学、第2試合：帝京大学対天理大学）2試合の中継をEテレに振り替えて放送した[6]。
  - 【スポーツ・バラエティ】この日17時台後半に東京国際空港（羽田空港、東京都大田区）で発生した羽田空港地上衝突事故の発生を受けてテレビ朝日は放送中の『夢対決2024 とんねるずのスポーツ王は俺だ!!』を一時中断し緊急報道を行ったことにより中断前に放送されていた番組内容の一部が一部地域で最後まで放送されなかった。その後、1月6日に放送された（一部地域を除く）[7][8]。
- 4日
  - 【バラエティ】読売テレビ制作・日本テレビ系で、上沼恵美子（タレント）の冠バラエティ特番『人生選択バラエティ 上沼恵美子の「もしも夫がゾンビになったら…」』を放送（23時59分 - 翌5日 0時54分）。上沼と屋敷裕政（お笑いコンビ・ニューヨーク）がMCを務め、世の中の様々なトピックを3択形式でパネラーと共に議論した。パネラーとして屋敷の相方である嶋佐和也、古舘伊知郎（フリーアナウンサー）、津田篤宏（ダイアン）、菊地亜美、ゆうちゃみ（いずれもモデル・タレント）、佐野雄大（INI）が出演[9]。
  - 【報道】テレビ朝日系『スーパーJチャンネル』の平日版新メインキャスターとして2024年最初となるこの日の放送から井澤健太朗（テレビ朝日アナウンサー）が登板、森川夕貴（同）とコンビを組む。またキャスター交代に併せてスタジオセット・ロゴマーク・番組テーマ曲も一新[10]。新番組テーマ曲はいきものがかりが新たに書き下ろした「Challenger」が使用される[11]。
- 5日
  - 【報道】テレビ朝日系『報道ステーション』では2024年最初の放送となるこの日よりフィールドリポーターとして、所村武蔵（テレビ朝日アナウンサー）が新たに加入[10]。
  - 【バラエティ】フジテレビ系『全力!脱力タイムズ』では、前年末に産前産後休業のため降板した小澤陽子（フジテレビアナウンサー）の後継となる第3代アシスタントとしてこの日の放送より佐久間みなみ（同）が登板[12][13]。
  - 【演芸・追悼・BS】BSよしもとではこの日、前年12月29日に死去したタレント・漫才師の坂田利夫（コメディNo.1）を偲び、『坂田利夫師匠へ感謝のメッセージ あ〜りが〜とさ〜ん!』（18時 - 19時）を急遽編成し、放送した[14]。同番組は1月14日に毎日放送で地上波向けに再編集されて関西ローカルで放送された（14時30分 - 15時）。
  - 【演劇・ドキュメンタリー・放送休止・近畿広域圏】朝日放送テレビは、関西ローカルで毎週日曜未明（土曜深夜）に放送していた『THE GREATEST SHOW-NEN』について、出演者の一人が所属事務所からコンプライアンス違反で契約解除を受けたことが確認できたとして、同番組の放送を当面休止することを発表。放送再開については公式サイト等で決定次第告知するとした[15]。
- 7日 - 【特番・バラエティ・編成】朝日放送テレビ制作・テレビ朝日系の新年恒例の特番『芸能人格付けチェック!これぞ真の一流品だ!2024お正月スペシャル』をこの日の18時 - 21時56分に放送。当初は1日17時 - 21時に放送予定だったが、令和6年能登半島地震の発生に伴う報道特番を放送したことに伴いこの日に延期され、4分短縮となった[16]。なお、この回出演予定だった細川たかし（歌手）がインフルエンザで欠場となり[17]、代役として前川清（同）の実子（紘毅・侑那兄妹）2人が参加した（出演者変更は2020年以来となる。）。また放送日時変更および放送時間短縮に伴い、『浜田・ヒロド ミニ格付け』は時間の関係でカットとなった（放送されなかったのは2020年以来（梅宮辰夫（2019年12月没）の追悼特集のため）。）[18][注 3]。これに伴い『相葉マナブ』が14日に、『ナニコレ珍百景SP』が21日に、『夫が寝たあとにSP』が3月22日にそれぞれ延期、『サンデーステーション』（いずれもテレビ朝日制作）は1時間繰り下げ（22時より）となった。
- 8日 - 【地域報道・情報・近畿広域圏】朝日放送テレビの平日夕方枠地域報道情報番組『newsおかえり』は、この週より現役女子大学生2名が気象情報担当キャスターとして新たに加入する[19]。
- 9日・10日 - 【追悼・トーク】テレビ朝日系トーク番組『徹子の部屋』は、9日の放送では昨年12月31日に死去した俳優・タレントの中村メイコ（89歳没）を[20]、10日の放送では昨年12月30日に死去した歌手の八代亜紀（73歳没）[21] をそれぞれ偲んで生前の故人の出演映像などを紹介した。
- 10日・20日・21日 - 【アニメ・映画】川原礫の同名小説を原作とし、2012年よりTOKYO MX・毎日放送・BS11他で3期にわたりテレビアニメが放送された『ソードアート・オンライン』の劇場版3作品がフジテレビで放送。10日22時より『-オーディナル・スケール-』がフジテレビ系全国ネットで放送、20日（19日深夜）0時55分からは『-プログレッシブ- 星なき夜のアリア』、21日（20日深夜）2時15分からは『-プログレッシブ- 冥き夕闇のスケルツォ』が、いずれも関東ローカルで地上波初放送された[22]。
- 10日 - 【バラエティ】読売テレビは、木曜22時枠で放送中の『ダウンタウンDX』の18日の放送を取りやめ、『秘密のケンミンSHOW 極 2時間スペシャル』を放送すると発表。今回の休止は出演者の一人の芸能活動休止を受けてのもので、『…DX』のレギュラー放送は25日から再開するとしたが[23]、17日に行われた同局社長の大橋善光の新春社長会見では「現時点ではどうするか現場で頭をひねっているところ。余りに突然のことで困惑している。視聴者の皆様に申し訳ないし、どうお詫びしようかという思い」とコメントした[24]。
- 12日（11日深夜） -【アニメ】フジテレビ系深夜アニメ枠『ノイタミナ』で、高橋留美子の漫画を原作とし、2022年10月から2023年3月に第1期が同枠で放送された『うる星やつら』新作アニメシリーズ（david production制作）[注 4]の第2期がこの日より放送開始（ - 6月21日（20日深夜））[25]。
- 13日
  - 【報道・情報】テレビ朝日系土曜昼枠報道情報番組『中居正広のキャスターな会』（2019年4月 - ）は、新年最初の放送となるこの日からタイトルを『中居正広の土曜日な会』に変更すると共に、放送時間枠も30分繰り上がって11時30分からの放送開始となる[26]。なお、土曜午前枠の『ANNニュース』（11時45分 - 12時）は引き続き放送される。
  - 【アニメ】ブシロードの同名カードゲームを原作とし、2011年1月より放送されている『カードファイト!! ヴァンガード』の新シリーズ『カードファイト!! ヴァンガード Divinez』が、テレビ東京系で放送開始（土曜8時 - 8時30分[注 5]、 - 4月27日）。主人公・明導アキナ役はアニメ初主演となる宮田俊哉（Kis-My-Ft2）が担当する[27]。
  - 【音楽・追悼・BS】NHKは前年12月30日に死去した八代亜紀（歌手）を偲び、この日の、NHK BS及びBSプレミアム4Kでは11時30分 - 13時の枠で『新・BS日本のうた「-八代亜紀さんをしのんで- 八代亜紀デビュー50年!名曲だらけの永久保存版!」』（2021年2月7日放送）をアンコール放送した[28]。
- 17日 - 【報道】NHK『ニュースウオッチ9』キャスターの青井実（NHKアナウンサー）は、一身上の都合によりこの日の放送をもって番組を降板した[29]。
- 18日 - 【バラエティ・食】日本テレビ系『ぐるぐるナインティナイン』の人気企画「グルメチキンレース・ゴチになります!」の第25弾の2024年最初の放送となる2時間スペシャルにおいて、前年12月28日放送分の4時間30分スペシャルで「クビ」となった矢部浩之（ナインティナイン）と宮野真守（声優・俳優・歌手）に代わる新メンバーとして[30]、高橋文哉（俳優）とやす子（お笑い芸人）の加入を発表した[31]。やす子の制服は2月1日の放送で初披露された[32]。
- 19日 - 【地域情報・近畿広域圏】毎日放送（MBS）で、関西エリアのエンタメ・サービス情報を月1回の放送で伝える地域情報番組『イマドキめくる!?』（9時55分 - 10時24分）をこの日より放送開始。番組MCは藤林温子（毎日放送アナウンサー）と山﨑香佳（同）の2名が担当する[33]。
- 23日・24日・26日・27日 - 【追悼・編成・BS】BSテレ東（2K・4K）では前年12月30日に死去した八代亜紀（歌手）を偲び、この4日間で故人が出演した番組を放送した[34]。
  - 23日・24日 - 【音楽】この両日、『プレイバック日本歌手協会歌謡祭』（17時56分 - 19時）で故人が出演した回を放送。
  - 26日 - 【音楽】この日の『徳光和夫の名曲にっぽん』（19時 - 20時54分）では、「ありがとう 八代亜紀さん2時間スペシャル」と題して故人のヒット曲や思い出の曲の歌唱シーンなどを紹介。
  - 27日 - 【映画】この日の『CINEMA JAPAN 土曜は寅さん!』で、故人が主題歌を担当した1997年[注 6]の映画『男はつらいよ 寅次郎ハイビスカスの花 特別篇』（18時30分 - 20時54分）を放送[注 7]。
- 27日 - 【健康問題】
  - 【紀行】朝日放送テレビ制作・テレビ朝日系『朝だ!生です旅サラダ』のメイン司会を「体のメンテナンス」を理由に前年11月18日放送分から休んでいた神田正輝（俳優）がこの日の放送から約2か月ぶりに復帰した[35]。
  - 【スポーツ・公営競技・CS・活動進退】CS放送の競馬予想番組『競馬予想TV!』（フジテレビONE[注 8]）の司会を担当する見栄晴（タレント）は、この日の放送のエンディングにて、下咽頭がんの治療に伴う芸能活動の休止を公表した。同番組の司会も当面休止する[36][37][38]。

### 2月
- 3日 - 【スポーツ・公営競技・CS】CS放送の競馬予想番組『競馬予想TV!』（フジテレビONE[注 8]）では、司会を務める見栄晴の休養入りを受けてこの日の放送よりアシスタントの横山ルリカ（タレント）が当面の間メイン司会を代行する[38]。
- 4日
  - 【アニメ】朝日放送テレビ製作・テレビ朝日系『プリキュアシリーズ』（東映アニメーション制作）の第21作『わんだふるぷりきゅあ!』が放送開始（ - 2025年1月26日）[39][40]。タイトルが「プリキュア」を含めて全て平仮名表記となり、シリーズでは初めて飼い犬を主人公に据え、犬が人間と化してプリキュアに変身する設定が取り入れられている[40]。
  - フジテレビ系
    - 【アニメ】『ちびまる子ちゃん』のこの日放送の『「まる子、落とし物を探す」の巻』より、「山田くん」こと山田笑太役の声優が、1990年1月の放送開始から前年12月17日まで担当した山本圭子（声優）[注 9]に代わり、「城ヶ崎さん」こと城ヶ崎姫子役の本井えみ（同）が兼任[41]。
    - 【トーク・バラエティ】トークバラエティ番組『まつもtoなかい』がこの日からタイトルを『だれかtoなかい』に変更。また活動休止中の松本人志（ダウンタウン）に代わり、二宮和也（嵐）が中居正広の新たなパートナーとしてMCを務める（ - 3月31日）[42][43]。
- 9日 - 【トーク・バラエティ】フジテレビ系金曜21時58分枠のトークバラエティ番組『人志松本の酒のツマミになる話』はこの日の放送から『酒のツマミになる話』に改題。MCはお笑いコンビ・千鳥（大悟・ノブ）が務める[44]。
- 12日
  - 【特番・バラエティ】日本テレビ系で、今回が第99回目となる長寿視聴者参加特番『欽ちゃん&香取慎吾の全日本仮装大賞』を3年ぶりに開催し[注 10]放送（19時 - 21時）[45]。制限[注 11]なしの通常開催は前々回[注 12]以来2大会ぶりとなる。司会は今回も萩本欽一と香取慎吾（いずれもタレント）が務めた[46]。ナレーションも堀敏彦（元テレビ新潟アナウンサー）から女性初の担当となる鈴江奈々（日本テレビアナウンサー）に交代した。
  - 【紀行】NHK総合『鶴瓶の家族に乾杯』が1995年の放送開始以来初の生放送を広島県府中市で実施（ゲスト・ムロツヨシ（俳優）、19時30分 - 20時42分）[注 13][47]。また、9月16日にも石川県輪島市から生放送をおこなった（ゲスト・常盤貴子（女優））[48]。
- 16日 - 18日 - 【音楽・追悼】NHKでは6日に死去した指揮者の小澤征爾（88歳没）を偲び、この3日間で故人が出演した番組を放送した。
  - 16日 - 【ドキュメンタリー】総合テレビ『アナザーストーリーズ 運命の分岐点』（22時 - 22時45分）で、小澤が中国にて中国中央民族楽団（中国語版）と共演した映像などを紹介する「小澤征爾 悲願のタクト〜北京に流れたブラームス〜」（2022年12月16日放送）を放送[49]。
  - 17日・18日 - Eテレ『クラシック音楽館』では、17日の土曜再放送版（14時50分 - 16時50分）で前年11月12日放送の「ジョン・ウィリアムズ inセイジ・オザワ松本フェスティバル2023」（長野県松本市：キッセイ文化ホールにて収録）を放送[50][51]。また18日の日曜本放送版（21時 - 23時30分）は「追悼 マエストロ・小澤征爾」と題し、オーストリアのウィーン・フィルハーモニー管弦楽団による2002年のウィーンフィル・ニューイヤーコンサート及び2016年の来日公演にてタクトを揮う小澤の姿など、生前の映像を紹介した[50][52]。
- 18日 - 【スポーツ・BS】NHK BSのサッカー情報番組『Jリーグタイム』は、前年12月で卒業した高階亜理沙（フリーアナウンサー）の後任となる新キャスターとして、今井美桜（同）を新年度第1回となるこの日の放送から起用[53][54]。

### 3月
- 6日 - 【ドキュメンタリー・バラエティ】フジテレビ系水曜20時枠『奇跡体験!アンビリバボー』で、1997年10月の番組開始以来ストーリーテラーを務めていたビートたけし（タレント・映画監督）と、2012年10月から番組進行を務めていた剛力彩芽（女優）がそれぞれこの日19時から放送の2時間SP「爆笑&衝撃&逆転SP!!大人気スイーツ誕生の感動秘話」をもって番組を卒業。今後はお笑いコンビ・バナナマン（設楽統・日村勇紀）が引き続きMCを務める[55][56]。
- 7日 - 【報道・情報】NHK総合『ニュースLIVE! ゆう5時』（2022年4月 - 、月 - 木曜）は、この日の放送をもって2年の歴史に幕[57]。
- 8日
  - 【報道・情報】NHK総合『ニュース きん5時』（2021年4月 - 、大阪放送局制作）が終了、3年間の歴史に幕[58]。この日は国会中継の延長により17時12分開始の短縮放送となった[59][60]。
  - 【バラエティ・紀行】テレビ東京系紀行バラエティ番組『ヤギと大悟』（2023年4月7日 - ）は、この日の放送で「今回限りでレギュラーとしては終了し、今後は定期特番として放送される方針」であることが発表された[61]。
- 9日 - 【紀行】NHK総合で2008年にパイロット版として放送し、2009年10月からレギュラーシリーズ開始、2015年4月にレギュラー第4シリーズが開始されたタモリ（タレント・司会者）MCで土曜19時半枠で放送されていた人気紀行番組『ブラタモリ』が、この日の「鹿児島県・指宿」編の放送をもってレギュラー放送に終止符を打ち、中断期間を含めて14年半の歴史に幕を下ろした。放送直後に更新された番組公式サイトでは「2015年からお届けしたスタイルでの放送は一旦区切りとし、今後楽しんでもらえる放送を検討します」とのコメントが発表された[62]。
- 10日・17日・24日 - 【アニメ】フジテレビ系アニメ『ちびまる子ちゃん』（制作：日本アニメーション、第1期：1990年1月 - 1992年9月、第2期：1995年1月 - ）は、番組開始当初より主役の「まる子」役の声優を務めたTARAKO（声優）が同月4日に死去（後述参照）したため、10日と17日は過去回を再放送[63]、故人が生前に収録していた24日放送の1時間スペシャルをもって出演が終了した[64][65]。
- 11日（10日深夜） - 【スポーツ】フジテレビにて「2024ISU世界ジュニアフィギュアスケート選手権」（2月26日 - 3月3日、・台北市）を放送（2時50分 - 3時50分、関東ローカル）。本大会および世界選手権（18日 - 24日、・モントリオール）では、2023年限りで現役を引退した元フィギュアスケート選手の本田真凜[注 14]が同局のフィギュアスケートスペシャルフィールドキャスターに起用された[66]。
- 13日 - 【スポーツ】テレビ朝日が、1982年から42年間続けていた全米プロゴルフ協会[注 15]（PGA）ツアーのメジャー大会『全英オープン』（毎年7月に開催）の中継から撤退することをこの日、スポーツニッポンと日刊スポーツの両紙が報じた。日刊スポーツの取材に応じた同局は「視聴率及び放送権料[注 16]などを総合的に勘案して撤退を決めた」と話している[67][68]。その後、同局は毎年8月に開催されている全米女子プロゴルフ協会[注 17]（LPGA）メジャー大会の『全英女子オープン』の中継放送からも撤退することが明らかになった[69]。
- 16日
  - （15日深夜）【バラエティ・関東広域圏・CS】フジテレビ『フジバラナイトFRI』枠にて、同局で1995年より制作されている麻雀対局番組『THEわれめDEポン』（2011年よりCSフジテレビONEで放送）が、9年ぶりに地上波で生放送（2時5分 - 4時5分、フジテレビONEとFODでは0時 - 6時に生放送・配信）。今回はガダルカナル・タカと橘ゆりか（ともにタレント）の司会進行、野島卓（フジテレビアナウンサー）の実況の元、堺正章（タレント）、萩原聖人（俳優、MリーグTEAM RAIDEN/雷電）、児嶋一哉（アンジャッシュ）、岡田紗佳（モデル、MリーグKADOKAWAサクラナイツ）の4人が雌雄を決した[70]。
  - 【バラエティ】日本テレビ系で2021年1月から土曜21時枠で放送されていた櫻井翔（嵐）MCのバラエティ番組『1億3000万人のSHOWチャンネル』が終了、約3年3か月の歴史に幕[71][72]。
- 20日・30日 - 【音楽・BS】BS朝日で当初は1月1日・2日に放送を予定しながら、いずれも特別報道[注 18]により中断及び途中からの放送となった『人生、歌がある』の5時間スペシャルを再放送。20日は1月2日放送分、30日は1月1日放送分をそれぞれ再放送した（いずれも19時 - 23時54分）[73]。
- 20日・21日 - 【スポーツ】・ソウルの高尺スカイドームで開催のMLB開幕戦・「ロサンゼルス・ドジャース対サンディエゴ・パドレス」をNHK総合（20日）とテレビ朝日系・NHK BS（21日）[74] で生中継。
- 22日
  - 【報道】日本テレビ系夕方枠報道番組『news every.』に2010年3月の番組開始時から出演したキャスターの藤井貴彦[注 19]（日本テレビアナウンサー）は、自身が3月末で同局を退職することとなったことにより、この日の放送をもって14年間出演した同番組を卒業[75]。また、同番組でサブキャスターを2019年10月から務めていた市來玲奈（同）もこの日をもって番組を卒業した[76]。
  - 【キッズ・情報・バラエティ】テレビ東京系『おはスタ』の「おはガール」[注 20]を2022年9月26日から1年半[注 21]務めた後藤花（アンジュルム[注 22]）、土方エミリ、河村果歩（SUPER☆GiRLS[注 23]）の3名がこの日をもって番組を卒業。
- 23日
  - 【教養・バラエティ】日本テレビ系で2004年10月から土曜20時枠で放送され、「親が子どもに見せたい番組」に2006年から6年連続で1位に選出されていた教養バラエティ『世界一受けたい授業』が終了、19年半の歴史に幕[77][78]。最終回は22時54分までの3時間スペシャルとして放送された[79]。
  - 【報道・情報】テレビ朝日で2015年4月から関東広域圏他一部地域で土曜6時枠で放送されていた城島茂（TOKIO）と石原良純（タレント・気象予報士）がメイン司会を務めていた報道・情報番組『週刊ニュースリーダー』が終了、9年の歴史に幕[80][81]。
- 24日 - 【スポーツ・中京広域圏】CBCテレビにて日曜午後に放送されている日本プロ野球・中日ドラゴンズ応援番組『サンデードラゴンズ』メイン司会（第5代）を2006年4月より18年間務めた若狭敬一（CBCテレビアナウンサー）が、この日をもって番組を卒業[82]。
- 25日 - いずれも【報道】
  - 日本テレビ系
    - 『news every.』はこの日より番組をリニューアル。メインキャスターに森圭介と鈴江奈々（共に日本テレビアナウンサー）を起用。またスペシャルキャスターとして月・火曜に斎藤佑樹（元プロ野球選手）を、水・木曜に桐谷美玲（女優）をそれぞれ起用する[75][83]。
    - 【情報・近畿広域圏】読売テレビ（ytv）の早朝枠報道情報番組『朝生ワイド す・またん!』は、この日より番組をリニューアル。番組タイトルを『す・またん&ZIP!』に変更すると共に、月 - 木曜のメインキャスターに虎谷温子（同局アナウンサー、以下同じ）を、サブキャスターに立田恭三と佐藤佳奈をそれぞれ起用。金曜は虎谷、立田の他、吉田奈央、林マオを加入させての週替りMC制を採用。またスポーツコーナーには大野晃佳、中継リポート担当に西尾桃をそれぞれ起用する[84]。

  - TBS系『Nスタ』はこの日より番組をリニューアル。メインキャスターのシフトを変更し、月 - 木曜をホラン千秋（タレント）と井上貴博（TBSアナウンサー）のコンビとし、金曜を日比麻音子（同）の単独による担当体制とする[85][86]。
- 26日 - 【バラエティ】日本テレビ系で2022年4月から月・火曜23時59分枠で放送されていた『午前0時の森』が終了、2年間の歴史に幕。3月での終了は2月12日の放送で月曜MCの劇団ひとり（タレント）と村上信五（SUPER EIGHT）によって明らかにされた[87][88]。
- 27日 - いずれも【バラエティ】
  - TBS系朝の情報バラエティ番組『ラヴィット!』で、「ラヴィット!参観日」と題して番組史上初となるスタジオ観覧を実施。番組が29日で放送開始3周年となるのを記念して実施している企画「ラヴィット!の恩返し2024」の一環で、事前にTBSの番組ホームページ内で観覧募集を行い、3万9431人の応募の中から抽選で選ばれた100人がスタジオ[注 24]に招待された[89]。
  - 中京テレビ制作・日本テレビ系で2019年4月から水曜23時59分枠で放送されていた生瀬勝久（俳優）と博多華丸・大吉MCの情報バラエティ『それって!?実際どうなの課』が終了、5年間の歴史に幕[90]。
- 28日
  - 【報道】日本テレビ系『news zero』のメインキャスターを2018年10月から5年半務めていた有働由美子（フリーアナウンサー）がこの日をもって同番組を卒業[83]。
  - 【音楽・BS】BS11の音楽番組『八代亜紀いい歌いい話』（2019年4月 - ）は、番組ホステスの八代亜紀（歌手）の死去などにより、この日放送の3時間スペシャル「ありがとう!八代亜紀さん!3時間スペシャル」（18時 - 20時57分）をもって5年間の歴史に幕[91][92]。
- 29日
  - 【スポーツ】プロ野球セントラル・リーグ開幕戦「読売ジャイアンツ対阪神タイガース」（東京都文京区・東京ドーム）を日本テレビ系（18時10分 - 21時19分、25分延長[注 25]）で生中継[注 26][93]。
  - 【地域報道・広島県】テレビ新広島（TSS、フジテレビ系）夕方枠地域報道番組『TSSライク!』メインキャスターの西山穂乃加（テレビ新広島アナウンサー）は、自身の同局退職準備（後述）を理由として、前年10月より務めた同番組から降板した[94]。
- 30日
  - 【報道】
    - 【情報】テレビ朝日系『グッド!モーニング』は、従来の平日枠のみならず、この日から土曜日にも進出し、“土曜版”として6時 - 8時枠で放送を開始[95][96]。番組司会には平石直之、山本雪乃、荒井理咲子[注 27]（いずれもテレビ朝日アナウンサー）の3名が起用される[97]。
    - 【BS】NHK BS『BSニュースWorld+Biz』[注 28]がこの日の10時40分 - 50分の放送をもって終了、BS1[注 29]時代から30年の歴史に幕[98]。

  - 【教養・紀行・クイズ】TBS系で1986年4月から土曜21時枠で放送されていた紀行クイズ番組『日立 世界・ふしぎ発見!』（日立グループ一社提供）がこの日放送の3時間スペシャルをもってレギュラー放送を終了、38年の歴史に幕。終了は2023年10月6日にTBSから発表された。以降は特番として継続する[99][100]。
  - 【紀行・情報・バラエティ】テレビ東京系土曜21時枠の地域情報バラエティ番組『出没!アド街ック天国』では、第4代秘書（アシスタント）[注 30] を務めた片渕茜（テレビ東京アナウンサー、2021年1月より在任）が、この日放送の15分拡大版（渋谷・百軒店）をもって3年3か月出演した番組を離任[101][102]。
  - 【音楽・バラエティ】フジテレビ系で2014年10月から放送を開始、土曜11時台（関東広域圏他）で放送されていたKinKi Kidsの冠音楽バラエティ番組『KinKi Kidsのブンブブーン』が終了、9年半の歴史に幕[103][104]。
- 31日
  - 【バラエティ・演芸】日本テレビ系日曜夕方の『笑点』で、1969年11月から55年にわたり大喜利にレギュラー出演していた林家木久扇[注 31]（落語家）が、この日をもって番組を卒業[105]。
  - 【報道】TBS系『サンデーモーニング』の司会を1987年10月の番組開始から務めた関口宏（俳優・タレント・司会者）が、この日をもって卒業[106]。
  - 【スポーツ】
    - テレビ東京系『みんなのスポーツ Sports for All』（2022年4月 - ）が終了、2年間の歴史に幕[107]。
    - フジテレビ系
      - （30日深夜）週末のスポーツニュース情報番組『S-PARK』（2018年4月 - ）が終了、6年間の歴史に幕[注 32][108][109]。
      - 2001年から2016年まで放送されていたスポーツニュース情報番組『すぽると![注 33]』が8年ぶりに週末版ながら復活する形で放送開始。放送時間は土曜版が日曜未明（土曜深夜）の0時35分 - 1時15分、日曜版が23時15分 - 翌0時30分。出演者はお笑いコンビの「千鳥」が番組キャプテンとして毎週日曜に登場、キャスターはメインには榎並大二郎（フジテレビアナウンサー）を起用、サブには土曜版に松﨑涼佳（同）、日曜版に佐久間みなみ（同）をそれぞれ起用する[108][109]。

    - 【中京広域圏】CBCテレビ『サンデードラゴンズ』第6代メイン司会として、光山雄一朗（CBCテレビアナウンサー）がこの日より登板[82]。
    - 【広島県・編成】広島テレビのスポーツ情報番組『進め!スポーツ元気丸』は、年度替わりとなるこの日の放送より番組タイトルを『元気丸』と改めると共に、放送枠も前週までの夜枠から16時55分 - 17時25分に変更された[110]。

  - 【バラエティ・愛媛県】南海放送（RNB、日本テレビ系）で2018年4月から放送されていたお笑いコンビ・和牛の冠番組『和牛のA4ランクを召し上がれ!』（広島テレビ・BSよしもとでも放送）が、和牛の解散にともない、この日をもって終了、6年の歴史に幕[111]。
- 月内
  - NHK
    - SMILE-UP.（旧ジャニーズ事務所）所属タレントのNHKへの新規出演見合わせを新年度でも継続、レギュラー番組についても終了や降板の措置をとることから、Eテレ『バリューの真実』（26日終了）『言葉にできない、そんな夜。』『とまどい社会人のビズワード講座』『世界サンライズツアー』（2日終了）とBS『ニュージェネ!』『プレミセ!』の6番組がこの月をもって終了。また、BS『The Covers』[注 34]ナレーションの堂本光一（KinKi Kids）、総合テレビ『民謡魂 ふるさとの歌』に出演の城島茂（TOKIO）、Eテレ『みんなの手話』に出演の佐久間大介（Snow Man）もそれぞれ降板、4月からは出演者を変えて継続する[注 35][112]。

  - フジテレビ系
    - 【バラエティ・紀行・音楽】SMILE-UP.所属タレントが出演していた火曜未明（月曜深夜）の『SUPER EIGHTの あとはご自由に』（26日（25日深夜）終了）、またいずれも土曜午前帯（関東広域圏他）に放送していた『いただきハイジャンプ』、『トキタビ』（この2本は30日終了）の以上3本がこの月をもって終了[103][113]。

### 4月

#### 上期
- 1日
  - 【編成】NHKはこの日より令和6年度の番組改編及び番組担当者の人事異動などを実施。
    - 【報道】NHK総合（特記なき場合、役職はNHKアナウンサー）
      - 朝枠の『NHKニュースおはよう日本』は、この週より6時・7時台メインキャスターの三條雅幸と首藤奈知子は前年度に引き続き続投するが、担当曜日が月 - 木曜に変更される。サブキャスターコンビとして今井翔馬と是永千恵を、5時台キャスターは小野文明、打越裕樹、勝呂恭佑、野口葵衣、大谷舞風が隔週交代で担当する[114]。また金 - 日曜及び祝日のキャスターは井上二郎と赤木野々花が担当する[114]。
      - 【情報】東京本局制作の報道・情報ライブ番組『午後LIVE ニュースーン』（15時10分 - 17時57分[注 36]）を放送開始[115][116]。同番組メインキャスターには池田伸子と伊藤海彦を、サブキャスター兼中継リポーターとして安藤結衣、志賀隼哉、宮﨑慶太をそれぞれ起用する[114]。
      - 19時枠の『NHKニュース7』では月 - 木曜担当キャスターとして糸井羊司と副島萌生を起用する[114]。
      - 平日21時枠の『ニュースウオッチ9』（月 - 金曜）では、メインキャスターとして広内仁（NHK報道局記者）、佐藤真莉子（同）、星麻琴を起用する[114]。
      - 【地域報道】
        - 【北海道】札幌放送局
          - 朝枠の『NHKニュースおはよう北海道』（平日）は、新年度より高橋秀和と松本真季が隔週交代でキャスターを担当する[117]。
          - 夕方枠の『ほっとニュース北海道』は、東京本局異動の是永千恵の後を引き継ぐ新キャスターとして新年度より飯尾夏帆がこの日より登板[117]。

        - 【関東広域圏】首都圏放送センター夕方枠の『首都圏ネットワーク』はこの週より月 - 木曜キャスターとして江原啓一郎と寺門亜衣子を、金曜キャスターには押尾駿吾と宮﨑あずさ（月 - 木曜のフィールドリポーターも兼任）を起用する[114]。
        - 【山梨県】甲府放送局夕方枠の『Newsかいドキ』は、この週よりメインキャスターが小田切千と藤原優紀のコンビに交代[118]。
        - 【新潟県】新潟放送局夕方枠の『新潟ニュース610』は、この週よりメインキャスターが木花牧雄に交代[119]。
        - 【愛知県】名古屋放送局夕方枠の『まるっと!』は、この週よりメインキャスターが豊原謙二郎と木村穂乃のコンビに交代[120]。
        - 【福岡県】福岡放送局夕方枠の『ロクいち!福岡』は、前月までキャスターを務めた野口葵衣の東京異動に伴い、この週より野口の後任として道上美璃が登板[121]。

  - 日本テレビ系
    - 【情報】午後枠の情報ワイド番組『情報ライブ ミヤネ屋』（制作：読売テレビ）は、新年度に入ったこの週よりアシスタントを務める澤口実歩（ytvアナウンサー）の担当曜日が月 - 木曜に変更となり、金曜は週替りアシスタント制[注 37]を採用する[122]。
    - 【報道】深夜枠の『news zero』はこの日よりリニューアルスタート。新メインキャスターとして、前月まで夕方枠の『news every.』平日版メインキャスターを務めていた藤井貴彦（3月末で日本テレビを退社し、4月からフリーアナウンサーとして活動）が登板[83]。またこの週より新たな番組パートナーとして火曜：波瑠（俳優）、水曜：板垣李光人（同）、木曜：シシド・カフカ（歌手）がそれぞれ6月までの3か月間登場する[123]。

  - テレビ朝日系 - いずれも【報道・情報】
    - 早朝枠の『グッド!モーニング』[注 38]は、新年度のこの日よりコーナーキャスターとして今年度の新人アナウンサーである三山賀子を起用[124]。前年6月まで8年3か月間出演していた新井恵理那（フリーアナウンサー）については、復帰しない意向であることを3月5日に自身のInstagramで公表している[125]。
    - 午前枠の『羽鳥慎一モーニングショー』では、前週までの森山みなみ（テレビ朝日アナウンサー）の後を引き継ぐ第4代アシスタントとして、今年度の新人アナウンサーである松岡朱里を起用[124]。
    - 夕方枠の『スーパーJチャンネル』では、前週までの森川夕貴（テレビ朝日アナウンサー）に代わり、森山みなみ（同）が新キャスターとして登板[126]。

  - TBS系
    - 【報道・情報】平日早朝枠『THE TIME'』『THE TIME,』はこの日より新体制となる（番組公式Instagramで3月20日に実施したライブ配信 にて発表）。中継コーナーを担当する篠原梨菜（TBSテレビアナウンサー、以下同じ）の担当曜日を月 - 水曜に縮小、木・金曜は古田敬郷が担当する。また、木・金曜のスタジオ進行として小沢光葵が1年半ぶりに復帰。金曜の『TIME'』の総合司会には宇賀神メグが就任する。なお、前年10月より木・金曜のスタジオ進行を務めているものの出演を一旦休止している御手洗菜々に関しては、他のレギュラー番組等との兼ね合いから出演調整中としている。ただし、篠原は体調不良（後に新型コロナウイルス感染が判明）により1 - 3日は古田が代演、8日から新体制での出演を開始[127]。
    - 【音楽】これまで月曜20時枠で放送されていた『CDTVライブ!ライブ!』がこの日放送の4時間半スペシャルから放送時間を1時間拡大し、19時からの2時間生放送に変更。これに伴い19時枠で放送されていた冒険バラエティ『アイ・アム・冒険少年』は3月4日の3時間スペシャルをもって終了した[128]。
    - 【紀行・食・酒・BS】BS-TBS（2K・4K）は「よいの日3時間スペシャル」と題してこの日、『吉田類の酒場放浪記』（21時 - 22時30分）と『町中華で飲ろうぜ』（22時30分 - 翌0時）の両番組90分2本立てスペシャル版を放送。また『町中華で飲ろうぜ』にて番組開始の2019年4月より5年間出演した高田秋（ファッションモデル）と坂ノ上茜（タレント）が同番組開始5周年記念スペシャル版を最後に番組を卒業[129]。

  - テレビ東京系
    - 【報道・経済・情報】
      - 早朝枠『Newsモーニングサテライト』は、新年度となるこの日よりシフトを変更。メインキャスターの片渕茜（テレビ東京アナウンサー）の担当曜日を月 - 水曜に変更。木・金曜のメインキャスターを前週までの塩田真弓（テレビ東京経済専任キャスター）から角谷暁子（テレビ東京アナウンサー）に交代する[130][131]。
      - 夜枠『ワールドビジネスサテライト』は、新年度となるこの日よりシフトを変更。前週まで月・火曜のメインキャスターであった大江麻理子（テレビ東京経済専任キャスター）を金曜のみの担当に変更。また水 - 金曜のメインキャスターであった佐々木明子（テレビ東京アナウンサー）に代わり、相内優香（同）が月 - 木曜のメインキャスターとして登板、豊島晋作（同局報道局記者）とコンビを組む[130][131]。

    - 【スポーツ】平日深夜帯枠にスポーツ情報新番組『スポーツ リアライブ〜SPORTS Real&Live〜』（月 - 木曜：23時55分 - 翌0時、金曜：23時58分 - 翌0時12分）を放送開始[107]。
      - 【BS】BSテレ東（2K・4K）
        - 朝枠『日経モーニングプラスFT』は、新年度より八木ひとみ（フリーアナウンサー）に代わるメインキャスターとして山田幸美及び前週まで同番組サブキャスターだった石川奈津紀（いずれもフリーアナウンサー）を起用する[132]。
        - プライムタイム枠『日経ニュースプラス9』は、新年度初日のこの日より月 - 木曜の放送時間枠を21時 - 22時に変更すると共に、メインキャスターに前週まで『日経モーニングプラスFT』を担当していた八木ひとみを起用、番組コメンテーターには小柳建彦と大塚節雄（共に日本経済新聞社編集委員）、山川龍雄（テレビ東京解説委員）を充てる[132]。また生田絵梨花（歌手、元乃木坂46）が作詩・作曲・歌唱する「No one compares」[注 39]が番組エンディングテーマとして使用される[133][134]。

  - フジテレビ系
    - 【報道】
      - 地上波夕方枠報道番組『Live News イット!』は、この日の放送より体制を一新。メインキャスターに元NHKアナウンサーの青井実を起用、サブキャスターの宮司愛海（フジテレビアナウンサー）は続投し月 - 木曜の担当となり、金曜サブキャスターには遠藤玲子（同、水・木曜の情報キャスター兼務）を起用。スペシャルキャスターとしてパトリック・ハーラン（タレント）が新規加入[135]。その他の出演者シフトも変更され、気象情報キャスターは月曜：勝野健、火曜：山本賢太、水曜：東中健、木曜：岸本理沙、金曜：小山内鈴奈（いずれもフジテレビアナウンサー）の日替わり体制に[136]、前週まで気象情報担当だった竹俣紅（同）が金曜情報キャスターに配置転換された[136][137]。
      - 【BS】BSフジ（2K・4K）
        - 19時台後半の平日帯報道番組『プライムオンラインTODAY』は、この週より放送時間を拡大し、月 - 木曜を19時25分 - 20時、金曜を19時 - 20時とする[138]。また、金曜のみのメインキャスターに『週刊プライムオンラインS』を3月30日で卒業した登坂淳一（フリーアナウンサー）を起用する[139]。
        - 【討論】報道・討論番組『BSフジLIVE プライムニュース』は、新年度より進行キャスターを変更。前週までの新美有加（フジテレビアナウンサー）に代わり竹俣紅（同）が加入し、月 - 水曜を担当[137]。長野美郷（フリーアナウンサー）が木・金曜の担当となる。

  - 【地域報道】
    - 【中京広域圏】
      - 【情報】CBCテレビの夕方枠報道・情報番組『チャント!』では、新年度となるこの日より新メインキャスターとして若狭敬一（CBCテレビアナウンサー）が登板する[82]。
      - 東海テレビの夕方枠報道番組『ニュースONE』の新メインキャスターとして、系列企業である東海ラジオアナウンサーの安蒜豊三（あんびる・とよぞう）が就任。柴田美奈（東海テレビアナウンサー）とのコンビで放送する[140][141]。

    - 【広島県】広島ホームテレビ（HOME、テレビ朝日系）夕方枠地域報道番組『ピタニュー』は、年度替わりのこの日より女性メインキャスターが前週まで出演した山﨑菜緒（広島ホームテレビアナウンサー）から、月曜及び金曜の担当に野村舞（同）に、月 - 木曜の担当に小嶋沙耶香（同）にそれぞれ交代[110]。
- 2日
  - （1日深夜）【バラエティ】テレビ朝日系平日深夜のバラエティゾーン『バラバラ大作戦』がこの日よりリニューアル。『夫が寝たあとに』が日曜（土曜深夜）0時30分枠へ昇格。火曜（月曜深夜）3部には8人組ユニット「ダウ90000」による『ダウ★ツーマン』を、水曜（火曜深夜）1部には女性お笑いコンビ・「Aマッソ」による『A LABBO』を、同3部には久保田かずのぶ（とろサーモン）と井口浩之（ウエストランド）による『耳の穴かっぽじって聞け!』を、木曜（水曜深夜）2部にはマユリカ（お笑いコンビ）とFRUITS ZIPPER（女性アイドルグループ）による『マユリカとおねだりフルーツジッパー』を、金曜（木曜深夜）2部には児嶋一哉（アンジャッシュ）が司会を務める『集まれ!キャラクター麻雀』をそれぞれ放送開始。また、火曜（月曜深夜）から金曜（木曜深夜）までの4部を廃止し、1か月ごとに新番組を放送する「バラバラマンスリー」を新設する[142]。
  - 【報道】NHK総合・大阪放送局制作の午後枠の地域報道番組『列島ニュース』は、この日より放送時間を拡大して13時5分 - 14時50分（途中でテレビ体操と14時のスポットニュースを挿入）とする[注 40][115][116]。
- 4日 - 【アニメ】あfろ作の同名漫画を原作とし、2018年よりテレビアニメ2期とショートアニメ1期が[注 41]、2020年・2021年にはテレビ東京系で福原遥主演のテレビドラマ版がそれぞれ放送された、『ゆるキャン△』のSEASON3がTOKYO MX・サンテレビ・BS11・AT-X他で放送開始（ - 6月20日）。今作ではこれまでの京極義昭監督・C-Station制作から登坂晋監督・エイトビット制作へと制作体制を大幅に変更する[143]。
- 5日
  - （4日深夜）
    - 【アニメ】毎日放送（MBS）制作・TBS系の深夜アニメ枠『スーパーアニメイズム』が『スーパーアニメイズムTURBO』に改称のうえ、土曜（金曜深夜）から金曜（木曜深夜）0時26分 - 0時56分枠に移動。その第1弾作品として、にいさとるの漫画を原作とした『WIND BREAKER』（赤井俊文監督、CloverWorks制作）が放送開始（ - 6月28日（27日深夜）。BS日テレ（2K・4K）でも放送）[144]。
    - 【編成・教養・バラエティ】フジテレビ系で前年4月に木曜21時枠でレギュラー放送を開始したバカリズム（タレント・脚本家）MCの教養バラエティ番組『私のバカせまい史』がこの日の放送から従来より3時間25分繰り下げ、0時25分からの放送に変更となると同時に放送時間も30分枠に短縮され、さらに全国ネットから関東ローカル枠に降格となる[145]。

  - 【教養・歴史】NHK総合でNHKが過去に放送し、かつ保有する数々の番組アーカイブスの中から幅広いジャンルの選りすぐり作品を放送する『時をかけるテレビ 今こそ見たい!この1本』（金曜 22時30分 - 23時30分）を放送開始[注 42]。番組ナビケーターは元NHK報道記者でフリージャーナリストの池上彰が務める[146][147]。
  - 【報道】TBS系報道番組『News23』は、この日より金曜メインキャスターが前週までの山本恵里伽（TBSアナウンサー）から上村彩子（同）に交代[注 43][148]。
  - 【報道・情報】フジテレビ系早朝枠報道情報番組『めざましテレビ』は、この日より毎週金曜の気象情報担当キャスターが前週までの谷尻萌（フリーアナウンサー）から東京大学在学中の女子学生・田中裕理に交代。なお田中は『めざましどようび』の気象情報も担当する[注 44][150]。
  - 【アニメ】日本テレビ系
    - 【映画】『金曜ロードショー』にて、新海誠監督のアニメ映画『すずめの戸締まり』（2022年、コミックス・ウェーブ・フィルム制作）を本編ノーカット、30分枠拡大で地上波初放送（21時 - 23時24分）。エンディングでは、新海によるイラストを使用した特別映像が公開された[151]。
    - 伏瀬による同名ライトノベルを原作とし、2018年よりBS11やTOKYO MXでテレビアニメ2期[注 45]・番外編1期が放送[注 46]された、『転生したらスライムだった件』（エイトビット制作）の第3期が、「FRIDAY ANIME NIGHT」枠にて放送開始[注 47]（ - 9月27日）[152]。

  - 【地域報道・秋田県】秋田放送の夕方ローカルニュース番組『ABS news every.』は、金曜担当キャスターとしてこの日の放送から関向良子（ABSアナウンサー）が加入した[153]。
- 6日
  - NHK総合
    - 【ドキュメンタリー】2000年3月から2005年12月まで放送されたドキュメンタリー番組『プロジェクトX〜挑戦者たち〜』を18年ぶりに復活させ、『新プロジェクトX〜挑戦者たち〜』として土曜19時30分枠で放送開始。ナレーションは前シリーズに引き続き田口トモロヲ（俳優）が務め[154][155]、またキャスターには有馬嘉男（NHK記者）と森花子（NHKアナウンサー）を起用[114][156]。また、主題歌は前シリーズから引き続き中島みゆきによる『地上の星』の新バージョンと『ヘッドライト・テールライト』を用いる[157]。
    - 【報道】土曜夜枠報道番組『サタデーウオッチ9』はこの日より新メインキャスターとして伊藤良司（NHK報道記者）と林田理沙（NHKアナウンサー）を起用[114]。
    - 【トーク・バラエティ・宮城県】仙台放送局の土曜午前枠トークバラエティ番組『大好き♡東北 定禅寺しゃべり亭』は、前年度まで席亭[注 48]を担当した宮﨑あずさ（NHKアナウンサー）が東京本局に異動したことを受け、この日の放送から新しい席亭として富山放送局から仙台へ異動した岩﨑果歩（同）が登場[158]。

  - 【報道】TBS系土曜夕方の報道番組『報道特集』の女性キャスターが前週までの上村彩子（TBSアナウンサー）から山本恵里伽（同）に交代、事実上両者の担当番組が一部入れ替わる形となる。また、これまでスポーツコーナーを担当していた渡部峻（同）がニュースコーナーも担当する[159]。
  - テレビ東京系
    - 【アニメ】土曜10時枠で、かわさき健（原作）、古沢優（作画）の同名漫画（「週刊ゴルフダイジェスト」連載）をテレビアニメ化した『オーイ! とんぼ』（OLM制作）を放送開始（ - 6月29日。BSテレ東（2K・4K）、BS松竹東急でも放送。10月5日 - 2025年1月4日に第2期が放送）[160][161]。
    - 【スポーツ・公営競技】土曜午後枠の競馬中継番組『ウイニング競馬』は、新解説者として三嶋まりえ（東京スポーツ競馬担当記者）がこの日の放送から登場[162]。
    - 【紀行・情報・バラエティ】土曜21時枠の『出没!アド街ック天国』では、第5代秘書（アシスタント）としてこの日放送の15分拡大版（麻布十番）より中原みなみ（テレビ東京アナウンサー）が登板[101][102]。
    - 【スポーツ】週末夜枠のスポーツ情報新番組として『スポーツ リアライブ〜SPORTS Real&Live〜（週末版）』（土曜：22時30分 - 23時、日曜：22時54分 - 23時20分）を放送開始[107]。週末版については土曜司会に佐々木久美（日向坂46）を起用。土・日曜の番組進行は池谷実悠（テレビ東京アナウンサー）、野球解説には五十嵐亮太と里崎智也（共に野球解説者）をそれぞれ起用する[107]。

  - 【スポーツ・秋田県】秋田朝日放送（AAB、テレビ朝日系）土曜午前のサッカー情報番組『KICK OFF! AKITA』は、この日の放送より新MCとして大久保香穂（AABアナウンサー）を起用[163]。
- 7日
  - 【スポーツ】
    - NHK総合のスポーツニュース番組『サンデースポーツ』は、新年度より田所拓也（NHKアナウンサー）が新キャスターとして登板。サブキャスターの中川安奈（同）は続投する[114]。
    - テレビ東京系にて日曜夜枠に日本女子プロゴルフ協会（JLPGA）監修のオフィシャル情報番組『Weekly女子ゴルフ』（23時20分 - 23時45分）をこの日より放送開始。番組ではその週のJLPGAツアートーナメントやステップアップ・ツアーの各試合のハイライトやスター選手を中心に女子プロゴルフの魅力を余すところなく伝える。本番組ではキャスターを竹﨑由佳と中垣正太郎（ともにテレビ東京アナウンサー）が務め、週替わりで解説者が出演する[注 49][164][165]。

  - 【教養・ゲーム】NHK Eテレの囲碁番組の担当司会者（囲碁棋士）が新年度最初の放送となるこの日より変更。
    - 『囲碁フォーカス』（12時 - 12時30分）は、安田明夏（初段、2022年4月 - ）から徐文燕（二段）に交代する[166]。
    - 『NHK杯テレビ囲碁トーナメント』（12時30分 - 14時）は、星合志保（三段、2019年4月 - ）から安田明夏（初段）に交代する[167]。

  - 日本テレビ系
    - 【情報】午前枠情報番組『シューイチ』は、前年度限りで産前産後休業入りの徳島えりか（日本テレビアナウンサー）に代わり、この日の放送より岩田絵里奈[注 50]（同）が3代目女性MCとして登場。またスポーツ・フィールドキャスターとして辻岡義堂[注 51]（同）が9年ぶりに復帰する[168][169]。
    - 【芸能・演芸】老舗演芸番組『笑点』の大喜利で、前週で降板した林家木久扇に代わる新メンバーとして立川志の輔門下の立川晴の輔が登場。落語立川流からの同番組レギュラー出演者[注 52]は初となる[170]。

  - 【報道・情報】
    - テレビ朝日系『サンデーLIVE!!』（朝日放送テレビ・メ〜テレとの共同制作）は、新年度より出演者の一部を変更。前週までアシスタントキャスターを務めた鷲尾千尋（朝日放送テレビアナウンサー）に代わって増田紗織（同）がこの日の放送から登板した[171]。
    - TBS系『サンデーモーニング』の2代目司会として膳場貴子（フリーアナウンサー、TBS専属契約）がこの日より就任[106][172]。

  - 【アニメ】
    - テレビ東京系
      - 日曜8時台後半枠にて、新幹線が巨大ロボットに変形するメディアミックスプロジェクト『新幹線変形ロボ シンカリオン』シリーズ[注 53]の第3期『シンカリオン チェンジ ザ ワールド』を放送開始（ - 2025年2月2日[注 54]）。本作ではアニメーション制作がこれまでのOLMからシグナル・エムディとProduction I.Gに変更、これまで小学生だった主人公も中学生に変更されている。またオープニングテーマはGReeeeNが担当する[173][174]。
      - 日曜10時台前半枠にて、『プリティーシリーズ』の新作テレビシリーズ『ひみつのアイプリ』（OLM・DONGWOO A&E共同制作）が放送開始。2022年10月に終了した『ワッチャプリマジ!』以来1年半ぶりのシリーズ再開となり、制作会社が過去のシリーズを手掛けてきたタツノコプロからOLMに交代し、シリーズ初の新キャラクターによるダブル主人公となる[175][176]。

    - TBS系
      - 毎日放送制作「日5」枠にて、権平ひつじの漫画（週刊少年ジャンプ連載）を原作とした『夜桜さんちの大作戦』（SILVER LINK.制作）が放送開始（ - 10月6日。BS日テレ（2K・4K）でも放送）[177]。
      - 日曜23時30分枠にCBCテレビ制作の新たなアニメ枠「アガルアニメ」を設置。第1弾作品として投稿サイト「小説家になろう」から誕生した『転生貴族、鑑定スキルで成り上がる』（studio MOTHER制作）を放送開始（ - 6月23日。BS日テレ（2K・4K）でも放送。9月29日より同枠にて第2期を放送（ - 12月22日））。藤原夏海、坂泰斗、生天目仁美、戸松遥らが声の出演を務める[178]。これに伴い、同時間帯で放送されていたトークバラエティ『ドーナツトーク』（2022年4月 - ）は3月31日をもって終了した[179]。

    - 武田綾乃作の同名小説を原作とし、2015年よりTOKYO MXほかでテレビアニメ版が放送、劇場版作品も4作公開された『響け!ユーフォニアム』（石原立也監督、京都アニメーション制作）の第3期『響け!ユーフォニアム3』がNHK Eテレ日曜17時台前半枠で放送開始（ - 6月30日）[180]。
- 8日・22日 - 【紀行・食・酒・BS】BS-TBS（2K・4K）の月曜22時枠『町中華で飲ろうぜ』は、放送開始6年目に入る年度替わり第1回となる8日から新レギュラーキャストとして俳優・ファッションモデルの樋口日奈（元乃木坂46）と清田みくりの2名が登場[注 55][181][182]。清田は8日の後半部（第288回「神楽坂編」）、樋口は22日の後半部（第290回「京成線SP」）にて、それぞれ初回出演を果たした[183]。
- 11日 - 【改編・音楽】フジテレビ系木曜19時枠で、過去特番として13回放送されたさまぁ〜ずMCの音楽番組『ミュージックジェネレーション』をレギュラーに昇格してこの日より放送開始（初回は21時54分までの3時間SPとして放送）[113][184]。これに伴い、3月まで同枠で放送されていた相葉雅紀（嵐）MCのバラエティ『木7◎×部』は13日より『相葉◎×部』にタイトル変更。さらに土曜16時30分からの30分番組としたうえで全国ネットから関東ローカル枠に降格した[185]。
- 13日
  - 【音楽】日本テレビ系土曜20時枠に音楽番組『with MUSIC』を放送開始。司会には有働由美子（フリーアナウンサー）を[186][187]、また「アーティストナビゲーター」として松下洸平（俳優・ミュージシャン）をそれぞれ起用する[188]。
  - 【報道・関東広域圏】フジテレビは平日深夜枠の『FNN Live News α』の週末版と位置づけ、過去数回放送された経済特化型ニュース番組『News α プラス』（土曜 16時 - 16時30分）を新設し、この日より放送開始。キャスターは『Live News α』月 - 木曜キャスターの堤礼実（フジテレビアナウンサー）が担当する[189][190]。
  - 【地域情報・北海道】北海道放送（HBC、TBS系）にてこの日より土曜昼枠の地域情報番組（月1回）として『サタブラ〜SATURDAY BRUNCH〜』（11時59分 - 13時30分）を放送開始（この回のみ第2土曜、以後は原則最終土曜日放送）。番組司会は吉村崇（平成ノブシコブシ）と滝谷美夢（タレント）が務め、堀内大輝・堀内美里（共に北海道放送アナウンサー）など多彩な出演陣でおくる[191][192]。
- 14日
  - 【トーク・バラエティ】フジテレビ系『だれかtoなかい』は、3月31日放送分で降板した二宮和也（嵐）に代わり、ムロツヨシ（俳優）が中居正広の新たなMCパートナーとしてこの日から出演[43][193]。
  - 【地域情報・富山県】北日本放送（KNB、日本テレビ系）の地域情報番組『ちょこミラ』は、新年度最初の放送となったこの日より放送時間枠が3月までの土曜夕方から日曜昼枠（12時55分 - 13時30分）に移動すると共に、司会も粟島佳奈子（北日本放送アナウンサー）から大沢綾子（同）に交代した[194]。

#### 下期
- 16日 - 【教養・バラエティ】テレビ東京系『開運!なんでも鑑定団』の3代目アシスタントを務めた片渕茜（テレビ東京アナウンサー、2016年10月より在任）が、報道キャスター専念を理由としてこの日の放送をもって7年半強出演した同番組を退いた[195][196][197]。
- 17日 - 【編成・食・バラエティ】日本テレビ系にて水曜22時枠にて1991年より放送されていた「水曜ドラマ」枠を転換する形でバラエティ枠を新設。その第1弾として過去に特番として放送された『世界未開グルメ』を『世界頂グルメ』と改題してこの日より放送開始。司会はハライチ（お笑いコンビ）と佐藤栞里（タレント）が務める。なお、初回は21時 - 22時54分の2時間スペシャルとして放送された[198]。
- 18日 - 【グルメ・バラエティ】フジテレビ系木曜20時枠でかまいたちMCのグルメバラエティ『街グルメをマジ探索!かまいまち』を放送開始（初回は19時からの2時間SP）[199]。これに伴い、同枠で3月まで放送されていた『オドオド×ハラハラ』は4日の2時間スペシャルより1時間繰り下げ、21時枠での放送に変更された（木曜21時枠で放送されていた『私のバカせまい史』については4月5日のできごと参照）[113][184]。
- 21日
  - 【アニメ】フジテレビ系『ちびまる子ちゃん』で、3月4日に死去したTARAKO（声優・ナレーター・シンガーソングライター、63歳没）に代わる2代目まる子役として菊池こころ（声優）がこの日の放送から就任[200]。
  - 【情報・教養・BS】BS-TBS（2K・4K）日曜12時枠にて、前月までTBS系『サンデーモーニング』の司会を務めた関口宏による『関口宏のこの先どうなる!?』が放送開始。関口がオブザーバーの川口盛之助（未来予測研究家）とともに世界が抱える今の問題と、日本の未来へのヒントを紐解く番組となっている[201]。
- 22日 - 【編成・教養・ドキュメンタリー・バラエティ】NHK総合『100カメ』は新年度より放送枠が月曜22時に移動し、放送時間が22時 - 22時45分と拡大。司会は前年度同様にオードリー（お笑いコンビ）が担当[202]。
- 23日 - 【教養・バラエティ】テレビ東京系『開運!なんでも鑑定団』のMC（4代目女性アシスタント）としてこの日の放送より菅井友香（タレント、元欅坂46→櫻坂46）が登板[195][196]。
- 27日 - 【クイズ】TBS系土曜21時枠で、前年12月に単発特番として放送されたマネークイズ番組『世の中なんでもHOWマッチ いくらかわかる金?』をレギュラーに昇格して放送開始。MCは特番に引き続き澤部佑（ハライチ）と杉山真也（TBSテレビアナウンサー）が務める[203]。初回は19時54分からの2時間スペシャルとして放送[204]。
- 28日 - 【報道・経済・ドキュメンタリー・フィクション・特番】テレビ東京系にてこの日、『テレビ東京開局60周年特別企画「JAPANプロジェクト」』と題する経済・報道及びドキュメンタリーのハイブリッド特別番組を放送（18時30分 - 20時50分）。番組では同局開局から現在まで60年の軌跡について、テーマは『世界都市 東京』・『日本の食』・『ものづくり』の三本を取り上げ、真山仁（作家）が書き下ろした日本再興へのシナリオを基に、テレビ東京経済ニュースアーカイブと新撮ドキュメント映像、そして佐々木蔵之介と二階堂ふみが出演するドラマパートの三本柱を軸に制作された。また番組ナレーションを紺野美沙子と山中崇（共に俳優）が担当した[205][206]。

### 5月
- 3日・23日 - 【トーク・追悼】テレビ朝日系『徹子の部屋』で、当初の予定を変更しての追悼編成が実施された。
  - 3日 - ウェディングドレスデザイナーの桂由美（4月26日、94歳没）が亡くなる4日前に出演、収録した内容を放送[207][208]。
  - 23日 - 俳優の中尾彬（16日、81歳没）を偲び、故人が生前に同番組に出演した際の映像などを放送[注 56][209]。
- 12日・19日（18日深夜） - 【アニメ】フジテレビ系日曜23時15分枠にて、吾峠呼世晴原作の人気漫画『鬼滅の刃』の最新アニメ作品となる『鬼滅の刃 柱稽古編』を放送開始（ - 6月30日）。19日（18日深夜）からはTOKYO MX・BS11ほかでも日曜（土曜深夜）0時枠にて放送する（ - 7月7日（6日深夜））。第1話は1時間スペシャルとして放送した[210][211]。
- 26日 - 【音楽・ドキュメンタリー・追悼】NHK総合『NHKスペシャル』で、4月21日に死去したピアニストのフジコ・ヘミング（92歳没）の追悼特集として「魂のピアニスト、逝く〜フジコ・ヘミング その壮絶な人生〜」を放送（21時 - 21時49分）。番組では貴重な取材映像などを交え、フジコの知られざる姿を克明に描いた[212]。
- 31日 - 【バラエティ・追悼・近畿広域圏】朝日放送テレビ『探偵!ナイトスクープ』は、14日に死去した同番組の「最高顧問」である作曲家・タレントのキダ・タロー（93歳没）の追悼企画「追悼 キダ・タロー最高顧問総集編!上岡局長時代からの名場面集」を放送。その中で、探偵局員役の石田靖とカンニング竹山（いずれもタレント）が「（番組の）最高顧問は自称だった」と発言した[213]。

### 6月
- 9日・16日・23日 - 【演芸・追悼・BS】BSよしもとで、5月27日に死去した漫才師・タレントの今くるよ（76歳没）を偲ぶ特別番組が放送された。
  - 9日・16日 - 『今くるよさんへ感謝のメッセージ「たくさんの“どやさ!”をありがとう」』を放送（9日：18時 - 19時30分、16日：18時 - 20時）。9日は38組54名[注 57]、16日は44組60名[注 58]の吉本興業所属タレントからの、くるよへのメッセージが紹介された[214][215][216]。
  - 23日 - 『花王名人劇場』（1979年 - 1990年、関西テレビ）[注 59]出演時の映像などで、生前の2人[注 60]を振り返る『今いくよ・くるよ「どやさ漫才、永遠に…」』を放送（18時 - 19時）[216]。
- 16日 - 【報道・災害・防災・新潟県】新潟放送（BSN、TBS系）で、1964年の同日に発生した新潟地震から60年に当たるこの日、平日夕方のローカルワイドニュース『BSN NEWS ゆうなび』の特別版「新潟地震60年『あの日の記憶 あすへの備え』」を放送（15時 - 16時24分）。発生直後、信濃川に遡る津波の映像を世界で初めて生放送した場面を含む、当時の同局屋上からのビデオ映像のダイジェストや、様々な取材映像や被災者の証言などで同地震を振り返ったほか、本年の能登半島地震によって再び発生した新潟市内の液状化現象も取り上げ、能登半島地震の被災地の現状や課題を伝えるとともに、災害に強い街づくりや新潟県内企業の防災に向けた取り組みなどを紹介し、地震被害に対しての「明日への備え」について考える内容を放送。同番組は翌日、同局の公式YouTubeチャンネルに全編アップされた[217]。
- 22日 - 【アニメ・活動進退】5月に不倫問題が報じられ、自身のXで謝罪した古谷徹（声優）を巡り、所属する青二プロダクションはこの日、「作品およびキャラクターのイメージを著しく傷つけた」として、フジテレビ系『ONE PIECE』サボ役と読売テレビ製作・日本テレビ系『名探偵コナン』安室透役を降板したことを発表した[218]。両作品の公式サイトでも発表され、後任や今後の放送への対応についてはこれから選考や協議を進めていくとしている[219][220]。その後、前者の後任に入野自由（同）が起用されることが8月16日に発表され、同月18日より担当する[221]。
- 23日・7月1日（6月30日深夜） - 【演芸・追悼・近畿広域圏】毎日放送で、12日に死去した落語家の二代目桂ざこば（76歳没）を偲ぶ特別編成が実施された[222][223]。
  - 23日 - 『桂ざこばさん追悼番組〜笑って、怒って、涙もろかった…ざこばさん、ありがとう!〜』を放送（13時27分 - 14時30分）。過去に出演した『ちちんぷいぷい』『知っとこ!』や落語番組などのアーカイブ映像とともに、弟弟子の桂南光と桂米團治、筆頭弟子の桂塩鯛、『ちちんぷいぷい』で共演したなるみ（タレント）や角淳一（元毎日放送アナウンサー）をゲストに招き、在りし日のざこばを偲んだ。
  - 7月1日（6月30日深夜） - 『らくごのお時間』（第4日曜 5時 - 5時30分）の特別版「桂ざこばさん追悼SP」（0時20分 - 1時55分）にて、『特選!!落語全集』1998年6月28日放送分における、師匠の三代目桂米朝（2015年没）が作った人情話「一文笛」の熱演を放送。
- 26日 - 【音楽・特番】テレビ東京系で夏の恒例の大型音楽特番にして、開局60周年記念企画番組ともなる『テレ東ミュージックフェス2024夏』を放送（17時30分 - 21時54分）。今回のメインMCにはお笑いコンビの南海キャンディーズ（山里亮太・山崎静代）とあの（タレント・歌手）を起用。番組進行は田中瞳（テレビ東京アナウンサー）が担当した[224][225]。
- 28日
  - 【報道】テレビ朝日系『報道ステーション』で、2021年3月より気象情報を担当した眞家泉（気象予報士、ウェザーニューズ所属）がこの日の放送を最後に3年3か月出演した同番組から退任した[226]。
  - 【地域報道・鳥取県・島根県】日本海テレビ（NKT、日本テレビ系）の夕方枠ローカルニュース番組『ニュースevery日本海[注 61]』（2010年3月 - ）が終了、14年3か月の歴史に幕[227][228]。
- 30日 - 【演芸・追悼・近畿広域圏】関西テレビにてこの日、12日に死去した落語家の二代目桂ざこばを偲び、『追悼特別番組 ありがとう! 桂ざこば師匠〜笑って怒って泣いて〜』（正午 - 13時）を放送。番組では関純子（関西テレビアナウンサー）を進行役として、ゲストに桂南光、ますだおかだ、月亭八光を迎え、同局に保管されているざこばの秘蔵映像から名場面集を紹介したり、ざこば一門の弟子たちによる座談会、本人の落語口演などを紹介した[229]。

### 7月
- 1日
  - 【報道】テレビ朝日系『報道ステーション』は、この日より新任の気象情報キャスターとして細川栞（気象予報士）が登板[230]。
  - 【地域報道・鳥取県・島根県】日本海テレビの夕方枠ローカルニュース新番組として『ONE[注 62]』（15時48分 - 19時）を放送開始。番組メインキャスターは前番組『ニュースevery日本海』から中山紗希（日本海テレビアナウンサー、月 - 水曜担当）と神岡遼（同、木・金曜担当）がそのままスライド続投となる[227][228]。
  - いずれも【BS】
    - 【経済・報道】BSテレ東（2K・4K）の夜枠経済ニュース番組『日経ニュース プラス9』はこの日よりタイトルを『NIKKEI NEWS NEXT』と変更し、内容も経済特化型に模様替えする。出演者については前番組からそのまま続投する[232][233]。→4月1日も参照
    - 【情報】BSよしもとの平日午後枠で、情報ワイド番組『発信Live ジモトノチカラ!』（月 - 木曜13時 - 16時）を放送開始。番組では日本各地の魅力などについてライブで発信することを狙いとする。週の前半（月・火曜）は東京発、後半（水・木曜）は大阪発とし、MCには曜日順に福田充徳（チュートリアル）、佐久間一行、ヤナギブソン（ザ・プラン9）、西川かの子を起用する[234]。
- 2日・4日 - 【報道】フジテレビ系夕方枠報道番組『Live News イット!』は、この週より本年入社の新人アナウンサー2名が火曜と木曜のフィールド兼気象情報を担当する新メンバーとして加入。火曜は梶谷直史（フジテレビアナウンサー）が2日から、木曜は宮本真綾（同）が4日から、それぞれ出演する[235]。
- 3日 - いずれも【アニメ】
  - 赤坂アカ・横槍メンゴの同名漫画を原作とし、2023年4月 - 6月に第1期が放送された『【推しの子】』の第2期（動画工房制作）がTOKYO MXほかで放送開始（ - 10月6日[236]）[237][238][239]。
  - 燦々SUNの同名ライトノベルを原作とした『時々ボソッとロシア語でデレる隣のアーリャさん』（動画工房制作）がTOKYO MXほかで放送開始（ - 9月18日）[240]。
- 6日・7日 - 【スポーツ・BS】BSフジ（2K・4K）『BSフジLIVE プロ野球2024』はこの両日、ニッポン放送『ニッポン放送ショウアップナイター』とコラボレーションし、明治神宮野球場での東京ヤクルトスワローズ対読売ジャイアンツ戦の実況中継において、『ショウアップナイター』の実況をBSフジの第2音声でそのまま放送した[241]。
- 6日
  - （5日深夜）【アニメ・関東広域圏】テレビ東京土曜（金曜深夜）1時23分枠にて、1975年10月 - 1977年2月にフジテレビ系で放送された永井豪原作・東映動画（後の東映アニメーション）制作のロボットアニメ『UFOロボ グレンダイザー』のリブート版となる、『グレンダイザーU』（福田己津央総監督、GAINA制作）が放送開始（ - 9月28日（27日深夜）。BSテレ東（2K・4K）でも放送）[242][243]。
  - 【経済・報道・BS】BSテレ東（2K・4K）土曜午前枠の『日経プラス9サタデー 〜ニュースの疑問〜』は、この日より『日経サタデー 〜ニュースの疑問〜』へ改題[232][233]。
  - 【音楽・特番】日本テレビ系で、恒例の大型生放送音楽特番『THE MUSIC DAY 2024』を放送（15時 - 22時54分、途中ニュースによる中断あり）。総合司会は12年連続で櫻井翔（嵐）が務めた[244]。
- 7日
  - 【報道・政治】この日投開票の東京都知事選挙に関する選挙特別番組が各局で放送。
    - NHK総合では19時58分 - 23時25分（中断あり）に『都知事選開票速報』を放送[245]。
    - テレビ朝日系『サンデーステーション』は21時30分[注 63] - 22時54分の拡大版で放送[246][247]。
    - フジテレビ系『Mr.サンデー』（関西テレビとの共同制作）は「“七夕決戦”都知事選SP」と題し、2時間超の拡大スペシャル（21時 - 23時9分）として放送[248]。
    - 【東京都】TOKYO MXでは『都知事選開票特番選挙FLAG』を19時30分 - 23時[注 64]に放送。『堀潤モーニングFLAG』のキャスターを務める堀潤（ジャーナリスト、元NHKアナウンサー）と豊崎由里絵（フリーアナウンサー、元毎日放送アナウンサー）が進行を担当、当日は泉房穂（前明石市長）や東国原英夫（タレント、元宮崎県知事・衆議院議員）などのゲストコメンテーターのほか、MX本社を訪れた有権者からの意見を新知事に届ける企画も行った[249]。
    - 【CS】日テレNEWS24は『日本テレビ報道特番 東京都知事選挙2024』（19時50分 - 22時）を[250]、TBS NEWSは『選挙DIG 東京都知事選挙2024 開票速報&“最速”データ分析・結果』（19時30分 - 22時）を[251]、それぞれYouTubeでの同時配信と合わせて放送。

  - 【アニメ】CBCテレビ制作・TBS系「アガルアニメ」枠第2弾作品として、ゆでたまご原作の人気漫画『キン肉マン』を18年ぶりにテレビアニメ化、『キン肉マン 完璧超人始祖編』（Production I.G制作）[注 65]のタイトルで放送開始[注 66]（ - 9月22日。BS11でも放送）。今作はキン肉マン（キン肉スグル）の声を宮野真守が務め、旧作でキン肉マンを演じていた神谷明は父のキン肉大王（キン肉真弓）と師匠のプリンス・カメハメの二役を担当[252][253]。この他ブラックホール役を宮田俊哉（Kis-My-Ft2）[254]、ウルフマン役をケンドーコバヤシ（タレント）[255]、ビッグ・ザ・武道（ネプチューン・キング）役を川島明（麒麟）が務める[256]。これに先立ち、前週の6月30日には直前特番『キン肉マン アニメ放送開始直前SP〜来週からのキン肉マンはこれでバッチリ! 心配とへのつっぱりはいらんですよ!〜』を放送。MCを錦鯉（お笑いコンビ）が務め、ゲストとしてハリウッドザコシショウ（お笑いタレント）、和田正人（俳優）、秋元真夏（タレント、元乃木坂46）が出演した[257]。
- 8日
  - （7日深夜）【アニメ】七斗七のライトノベルを原作とした『VTuberなんだが配信切り忘れたら伝説になってた』（TNK制作）がTOKYO MXほかで放送開始（ - 9月23日（22日深夜））。主人公のVTuber・心音淡雪の声を佐倉綾音が務める[注 67][259]。
  - 【経済・ビジネス・教養・ドキュメンタリー・関東広域圏】テレビ東京にて不定期放送されているビジネスドキュメンタリー番組『ニッポン! こんな未来があるなんて 〜巨大企業の変革プロジェクト〜』が、この日開始のシーズン8より毎週月曜早朝（5時15分 - 5時45分[注 68]）へ移動。番組ナビケーターは加藤浩次（タレント）と伊藤隆行（テレビ東京制作局長）が務める[260]。
- 10日 - 【科学・BS】BSテレ東（2K・4K）の水曜夜枠科学番組『いまからサイエンス』は、6月末に退職した須黒清華（テレビ東京アナウンサー（当時））の後任となる新アシスタントとして、この日より古旗笑佳（ふるはた・えみか、テレビ東京新人アナウンサー）が就任[261]。
- 13日 - 【音楽・特番】TBS系で、今回で15回目を迎える夏恒例の大型音楽特番『音楽の日2024』を放送（14時 - 21時56分、途中ニュースによる中断あり）。今回も司会は中居正広（タレント）と安住紳一郎（TBSテレビアナウンサー）が務めた[262]。
- 17日
  - 【スポーツ】NHK総合にて、この日（現地時間：16日）催されたMLBの祭典で、大谷翔平（ドジャース）や今永昇太（カブス）らが出場した『MLBオールスターゲーム2024』（アーリントン・グローブライフ・フィールド）を生中継（9時 - 12時15分[注 69]）。
  - 【音楽・特番】フジテレビ系『週刊ナイナイミュージック』（水曜 23時 - 23時40分）は、この日の放送時間を翌0時までの1時間に拡大し、ニッポン放送『ナインティナインのオールナイトニッポン』とコラボした『ナインティナインのオールナイトニッポンミュージック』として、ニッポン放送のスタジオからテレビ・ラジオで同時生放送。当日はナインティナインのほか、ゲストとして森高千里、SUPER EIGHT、渋谷龍太（SUPER BEAVER）、EXILE TAKAHIRO、EXILE NAOTOが出演した[263]。
- 20日・21日 - 【バラエティ・特番】フジテレビ系にて、FNSの日・『FNS27時間テレビ』（FNN・FNS27局ネット[注 70]）を昨年に引き続き放送（20日 18時30分 - 21日 21時54分）。同系列にて土曜20時 - 21時に放送されている『新しいカギ』をベースとしたうえで、スペシャル企画やフジテレビの他の番組とのコラボレーションが展開された。総合司会はチョコレートプラネット、霜降り明星（いずれもお笑いコンビ）、ハナコ（お笑いトリオ）が務めた[264][265][266]。
- 23日・24日 - 【スポーツ・BS・CS】テレビ朝日系にて、プロ野球『マイナビオールスターゲーム2024』（23日：北海道北広島市・エスコンフィールドHOKKAIDO、24日：東京都新宿区・明治神宮野球場）を中継放送（両日ともに18時30分 - 20時54分）[267]。BS朝日（2K・4K）でも地上波終了後からリレー中継、CS放送・テレ朝チャンネル2でも完全中継したほか、BS・CSではホームランダービーの模様も中継した[268]。
- 23日 - 30日  - 【スポーツ】本年8月に開催される日本の高校野球の全国大会『第106回全国高等学校野球選手権大会』出場校を決定する各地区予選大会の状況を追跡する番組『甲子園への道』（制作：朝日放送テレビ）がこの期間放送。番組は全国版と各地方局のパートに分かれて放送され、全国版のキャスターは福戸あや（朝日放送テレビアナウンサー）が担当した[269][270]。
- 26日 - 8月11日 - 【オリンピック】2024年パリオリンピックが・パリ市で開催[注 71]、NHK・民放各局で連日競技中継及び関連番組が放送された[注 72][271][272]。

- 27日・28日・8月3日・4日 - 【スポーツ・公営競技・BS・CS】日本中央競馬会（JRA）が実施する暑熱対策による「競走時間帯の拡大」に伴い、BS11の『BSイレブン競馬中継』第2部とグリーンチャンネルの『中央競馬全レース中継』はこの4日間、放送時間を19時[注 73]まで拡大して放送[273][274]。

### 8月
- 7日 - 23日 - 【スポーツ】日本高校野球の全国大会である『第106回全国高等学校野球選手権大会』（兵庫県西宮市・阪神甲子園球場、大会期間14日間[注 74]）が開催、NHK総合・Eテレ及び、朝日放送テレビ[注 75]、BS朝日 4K、スカイAで連日中継放送。また、テレビ朝日系で例年通り『熱闘甲子園』（朝日放送テレビ・テレビ朝日共同制作）を連日23時台に放送。番組キャスターは昨年に引き続いて古田敦也（テレビ朝日野球解説者、元ヤクルトスワローズ捕手・監督[注 76]）、斎藤佑樹（元北海道日本ハムファイターズ投手、株式会社斎藤佑樹代表）、ヒロド歩美（フリーアナウンサー、元朝日放送テレビアナウンサー）の3人が担当[275][276]。また本年の番組テーマ曲兼“2024 夏の高校野球応援ソング”としてロックバンド「ねぐせ。」が歌唱する「ずっと好きだから」を起用[277][278]。
- 7日 - 【情報・バラエティ・活動進退】中丸雄一（KAT-TUN）が自身を巡るスキャンダル報道を受けて謹慎を発表したことに伴い、中丸がレギュラー出演している日本テレビ系『シューイチ』、テレビ朝日系『家事ヤロウ!!!』『朝だ!生です旅サラダ』（後者は朝日放送テレビ制作）の3番組はこの日、中丸本人及び所属するSTARTO ENTERTAINMENTからの申し出を受け入れ、当面の間出演を見合わせると発表した[279]。
- 8日 - 【報道・災害・編成】この日16時台後半に日向灘を震源とする最大震度6弱・マグニチュード7.1の地震が発生し、津波注意報に加え、初運用となった南海トラフ地震臨時情報も発表されたことを受け、NHKではスポーツ中継[注 77]を中断し緊急報道番組の編成、民放各局[注 78]の夕方の報道番組でも番組内容を変更し関連情報を放送。19時15分に「巨大地震注意」の情報が出されたことを受け、民放各局は放送番組を中断し臨時ニュースを編成して対応した[280][281][282]。
- 21日
  - 【特番・スポーツ】TBS系で放送されているスポーツ・エンターテイメント特別番組『SASUKE』の関連番組として、初の団体戦となる国際大会『SASUKEワールドカップ2024』を放送（18時30分 - 22時）[283]。
  - 【音楽・追悼・BS】BSテレ東（2K・4K）でこの日放送の『プレイバック日本歌手協会歌謡祭』で、7月26日に死去した歌手の園まり（80歳没）を追悼する特別企画を放送した[284]。
- 29日 - 【特番・クイズ・バラエティ】テレビ東京系でこの日、『さんまさん! ここで問題です〜解答者・明石家さんまVSクイズさん〜』を放送（19時58分 - 21時48分）。同番組は明石家さんまが1984年以来、40年ぶりに同局系のスタジオ番組に出演する特別番組[注 79]として制作・放送されたもので、出川哲朗、ホラン千秋、川島明（麒麟）らがクイズの出題者となり、さんまが唯一の回答者としてそのクイズに答えるという形式となった[285][286]。
- 31日 - 【情報】この日朝放送の在阪局制作の情報番組は台風10号の影響に伴い、大阪のスタジオに出演できない出演者が東京からリモート出演する状況となった[287][288]。
  - 朝日放送テレビ・テレビ朝日系『朝だ!生です旅サラダ』は司会の神田正輝・松下奈緒やゲストの久本雅美・柴田理恵らが東京のスタジオから出演。大阪のスタジオは大仁田美咲（朝日放送テレビアナウンサー）が1人で出演した。
  - 関西テレビ・フジテレビ系『土曜はナニする!?』はメインMCの山里亮太と宇賀なつみが東京のスタジオから出演。大阪のスタジオでは本来ゲストだった見取り図（盛山晋太郎・リリー）が代理MCを務めた。
  - 毎日放送・TBS系『サタデープラス』はアンタッチャブル（山崎弘也・柴田英嗣）、アンミカ、正門良規らが東京から出演。大阪のスタジオでは清水麻椰（毎日放送アナウンサー）が1人で出演した。
  - 読売テレビ・日本テレビ系『ウェークアップ』は、パートナーの山崎怜奈が読売テレビ東京支社からのリモート出演となった。
- 31日 - 9月1日 - 【特番・福祉】日本テレビ系列31局[注 80]で恒例の『24時間テレビ47』を両国国技館（墨田区横網）をメイン会場[注 81]に生放送[289][290]。今年度のテーマは前年11月に日本海テレビで長年の募金着服[注 82]が発覚したことを受けて、開始時からタイトルに掲げてきた「愛は地球を救う」を変更、その意味を見つめ直す「愛は地球を救うのか？」とした[291]。総合司会を羽鳥慎一（フリーアナウンサー、元日本テレビアナウンサー）、水卜麻美（日本テレビアナウンサー）、上田晋也（くりぃむしちゅー）、またチャリティーマラソンランナーをやす子（お笑い芸人）がそれぞれ務めた[292]。

### 9月
- 4日 - 【特番・スポーツ】読売テレビ制作・日本テレビ系で、今回で第46回目を迎える『Iwataniスペシャル 鳥人間コンテスト2024』[注 83]を放送（19時 - 21時[注 84]）。今回は「滑空機部門」にお笑いコンビ・ティモンディの高岸宏行が挑戦した[293]。出演は矢部浩之（ナインティナイン）、阿部亮平（Snow Man）、八木莉可子（女優）、スザンヌ（タレント）、コットン（お笑いコンビ）ら[294]。
- 6日 - 【バラエティ・近畿広域圏】朝日放送テレビ『探偵!ナイトスクープ』で、前年4月から探偵局員役を務めていたゆりやんレトリィバァ（ピン芸人）が、ハリウッド進出を目指し渡米するためこの日の放送をもって卒業[295]。
- 10日 - 【特番・クイズ】日本テレビ系で、毎年恒例のクイズ特番『第44回全国高等学校クイズ選手権（高校生クイズ2024）』を放送（19時 - 21時54分）。前年まで安村直樹（日本テレビアナウンサー）が3年間務めたこれまでの「総合司会」に変わる「メインアナウンサー」として石川みなみ（同）が就任、パーソナリティーには2021年以来2度目のお笑いコンビ・かまいたち（濱家隆一・山内健司）と、いずれも初めて担当する指原莉乃（タレント）、SixTONES（男性アイドルグループ）が務めた[296][297]。
- 18日 - 【クイズ】パイロット版[注 85]を経て2017年4月よりレギュラー化[注 86]されたTBS系のクイズ番組『東大王』がこの日をもって終了、7年半の歴史に幕。最終回は19時からの3時間スペシャルとして一部生放送を交えたクイズバトルを実施した[298][299][300]。
- 19日
  - （18日深夜）【情報・バラエティ】テレビ朝日で2009年10月より平日深夜枠（火 - 金曜未明〈月 - 木曜深夜〉）の帯番組として放送された『お願い!ランキング』シリーズ[注 87]がこの日放送の『バズマンTV』をもって終了、15年の歴史に幕[301][302]。
  - 【バラエティ】単発放送を経て前年10月期よりレギュラー化[注 88]されたフジテレビ系のバラエティ『オドオド×ハラハラ』が視聴率苦戦を理由にこの日をもって終了、1年の歴史に幕[303][304]。
- 20日 - 22日 - 【スポーツ・BS・CS】日本テレビ及びBS日テレ（2K・4K）、CS放送の日テレNEWS24[注 89]において、日本最大級のアーバンスポーツ国際大会『Xゲームズ CHIBA2024』（千葉県千葉市美浜区：幕張メッセ）の模様を全日程中継放送した[305]。
- 20日 - 【スポーツ】NHKはこの日（現地時間：19日）大谷翔平が「50-50（50本塁打・50盗塁）」を達成し、さらに「51-51」に到達したドジャース対マーリンズ戦中継（BSで5時30分 - 9時4分[注 90]に生中継）を、同日23時45分 - 翌2時40分に総合テレビで再放送した[306]。
- 25日・26日 - 【健康問題】お笑いトリオ・ジャングルポケットの斉藤慎二が、自身の体調不良による活動休止（後述）となったことを受け、レギュラー番組を相次いで降板することが発表された。→「その他テレビに関する話題」の9月20日の項も参照
  - 【情報】前年7月から水曜パーソナリティを務めていた日本テレビ系『ZIP!』を降板することが、25日の番組冒頭でメインMCの水卜麻美（日本テレビアナウンサー）から報告された。降板は斉藤本人からの申し出によるもので、番組もその意思を尊重したとした[307]。
  - 【公営競技】
    - 2013年4月より司会を務めていた[注 91]テレビ東京・BSテレ東（2K・4K）『ウイニング競馬』に関しても本人の申し入れにより降板したことが25日に番組公式サイトにて発表され[308][309]、さらに28日放送の同番組でもMCの冨田有紀（テレビ東京アナウンサー）から改めて斉藤の降板が報告された[310]。
    - 【トーク・バラエティ】三男役として出演していたグリーンチャンネル（BS・CS）の競馬トークバラエティ番組『競馬ブロス』も、本人の申し入れにより所属事務所を通じて降板したことが26日に番組公式サイトで発表された[311][312]。
- 27日
  - （26日深夜）【トーク・バラエティ】テレビ東京[注 92]の人気トークバラエティ番組『きらきらアフロ』（2001年4月 - ）がこの日の放送をもって終了、23年半の歴史に幕。番組終了は6月7日（6日深夜）の番組中に発表され[313]、最終回は番組開始時の制作局であるテレビ大阪で収録[注 93]した模様を放送した[315]。
  - 日本テレビ系
    - 【テレビショッピング】2009年4月から放送されていたセブン&アイ・ホールディングス一社提供のテレビショッピング番組『女神のマルシェ』がこの日をもって終了。これにより2008年4月から『買物大スキ!女神の市場』時代から始まった通販番組シリーズは16年半の歴史に幕。
    - 【報道】夕方枠報道番組『news every.』のメインキャスターを2010年3月の番組開始より14年半務めた陣内貴美子（スポーツジャーナリスト、元バドミントン選手）が、この日の放送を最後に番組を退任した[316][317]。
    - 【クイズ】単発特番[注 94]を経て2019年10月からレギュラー化された『クイズ!あなたは小学5年生より賢いの?』がこの日放送の2時間スペシャルをもって終了、5年の歴史に幕[318][319]。

  - フジテレビ系
    - 【情報】
      - 朝の情報番組『めざましテレビ』のメインキャスターを2012年4月から12年半務めていた三宅正治（フジテレビアナウンサー）がこの日の放送をもって番組を退任した[320][321]。
      - 8時枠の情報番組『めざまし8』で2021年4月の開始当初から情報&フィールドキャスターを担当した西岡孝洋（フジテレビアナウンサー）もこの日をもって番組を退任した[322]。

    - 【報道・BS】BSフジ（2K・4K）の19時台後半の平日帯報道番組『プライムオンラインTODAY』キャスターを2023年1月より務めた内田嶺衣奈（フジテレビアナウンサー）は、第1子懐妊による体調面への配慮のため、この日の放送をもって番組を離任した[323]。

  - 【情報・東京都】 - TOKYO MX
    - 平日朝枠で放送されていた『堀潤モーニングFLAG』（2021年4月 - ）がこの日の放送をもって終了、3年半の歴史に幕[324]。
    - 夜枠情報番組『バラいろダンディ』（2014年4月[注 95] - ）がこの日の放送をもって終了、10年半[注 96]の歴史に幕[325][326]。終了は8月1日の放送で正式に発表された[327]。
- 28日
  - テレビ朝日系
    - （27日深夜）【報道・討論】1987年4月より毎月最終土曜（金曜深夜）に放送している討論番組『朝まで生テレビ!』が、番組初回からメイン司会を務める田原総一朗（評論家・ジャーナリスト）の高齢[注 97]による負担を考慮し、この日をもって地上波での放送を終了した[328][329]。
    - 【紀行】朝日放送テレビ制作『朝だ!生です旅サラダ』で、1997年4月から27年半にわたり総合司会を務めた神田正輝（俳優）がこの日をもって退任。10月5日からはサブMCの松下奈緒（女優）が3代目総合司会[注 98]に昇格した[330][331]。
    - 【特番・バラエティ】同系で2000年4月 - 2005年9月に放送された、内村光良（ウッチャンナンチャン）の冠バラエティ番組『内村プロデュース』が、『祝!内村光良還暦祭り 内村プロデュース復活 SP!!』と題し、テレビ朝日開局65周年記念および内村の還暦祝い[注 99]となる復活特番を放送（22時 - 23時54分）。2008年3月以来16年半ぶりの放送で、内村やさまぁ〜ず（お笑いコンビ）、ふかわりょう（お笑いタレント）などのレギュラー陣の他、当時出演していた芸人や視聴者だった芸人が出演した[332][333][334][335]。

  - フジテレビ系
    - 【旅・バラエティ】同系で2021年からの特番を経て2022年10月より土曜18時30分枠（一部遅れネットあり）でレギュラー化された『イタズラジャーニー』がこの日をもって終了、2年の歴史に幕。今後は特番として放送する可能性があるとしている[336]。
    - 【報道・BS】BSフジ（2K・4K）の土曜昼枠報道番組『週刊プライムオンラインS』は、この日の放送をもって2年半の歴史に幕[337]。

  - 【紀行】日本テレビ系『Google Pixel presents ANOTHER SKY』で、前年10月からMCの今田耕司のパートナーを務めていた八木莉可子（俳優）がこの日の放送をもって退任した[338]。
- 29日
  - テレビ朝日系
    - 【情報】日曜朝枠の『サンデーLIVE!!』（テレビ朝日・朝日放送テレビ・名古屋テレビ（メ〜テレ）共同制作、2017年10月 - ）がこの日をもって終了、7年の歴史に幕[339][340][341]。
    - 【報道・情報】日曜21時枠の報道・情報番組『サンデーステーション』（2017年4月 - ）がこの日をもって終了、7年半の歴史に幕[342]。

  - 【情報・バラエティ・中京広域圏】中京テレビ（CTV、日本テレビ系）の日曜午前枠情報バラエティ番組で2013年11月から放送されていた『前略、大とくさん[注 100]』が、この日の放送をもって終了、10年11か月の歴史に幕[343]。
- 30日
  - 日本テレビ系 - いずれも【報道】
    - 早朝枠の『Oha!4 NEWS LIVE』は、この週よりキャスターシフトを変更。月曜が林田美学とラルフ鈴木、火曜が市來玲奈と中野謙吾、水曜が河出奈都美と町田浩徳、木曜が石川みなみと伊藤大海、金曜が佐藤真知子と伊藤遼（全員日本テレビアナウンサー）の組み合わせとなった[344]。
    - 23時枠の『news zero』は、この週より番組のリニューアルを実施。ニュースパートナーとして火曜は長濱ねる（俳優）、水曜は篠原ともえ（デザイナー）、木曜は野口啓代（フリークライマー）が12月までの3か月間出演する[345][346]。またフィールドキャスターとして日本テレビアナウンサーの滝菜月（月・火曜担当）、並木雲楓（なみき・もか、水・木曜担当）が加入する[346]。
    - 【地域報道・広島県】広島テレビ（HTV）の夕方枠ローカルニュース番組『テレビ派』は、前週までキャスターを務め、本年10月末で同局を退職する予定となっている馬場のぶえ（HTVアナウンサー）の後任として、前週まで木・金曜の担当キャスターだった井上沙恵（同）をこの日の放送から月 - 金曜通しのキャスターとしてシフトチェンジさせた[347]。

  - 【バラエティ】TBS系で2023年10月から月曜21時枠で放送を開始した『ジョンソン』がこの日放送の2時間スペシャルをもって終了、1年の歴史に幕。番組終了の理由に関しては「視聴率の低迷」によるものとしている[348]。
  - TBS系
    - 【情報・ワイドショー】CBCテレビ制作（TBS系）情報ワイド番組『ゴゴスマ -GO GO!Smile!-』は、この週より出演者シフトを変更。水曜アシスタントに小川実桜（CBCテレビアナウンサー）[349]、木曜アシスタントに友廣南実（同）[350] と今年度同局新人アナウンサーを起用。
    - 【地域報道・中京広域圏】CBCテレビの夕方枠地域報道番組『チャント!』は、この週より番組を模様替え。メインキャスターの若狭敬一（CBCテレビアナウンサー）を補佐するキャスターとして月曜及び水 - 金曜を柳沢彩美（同）、火曜を古川枝里子（同）が担当、サブキャスターには月曜：小川実桜、火曜：山内彩加、水曜：瀧川幸樹と中村彩賀、木曜：松本道弥、金曜：友廣南実の同局アナウンサーがそれぞれ登板する[351]。

  - フジテレビ系
    - 【情報】フジテレビ系『めざましテレビ』のこの日の放送から、メインキャスターを伊藤利尋（フジテレビアナウンサー）が務める[320]。
    - 【報道・BS】BSフジ（2K・4K）の19時台後半の平日帯報道番組『プライムオンラインTODAY』は、この週より出演者の変更を行うこととし、月・火曜キャスターには德田聡一朗（フジテレビアナウンサー）と杉浦みずき（フリーアナウンサー）を[352][353]、水 - 金曜キャスターには藤井弘輝と海老原優香（ともにフジテレビアナウンサー）をそれぞれ起用する[352]。

  - 【東京都】TOKYO MXはこの日より10月改編を開始[354][355]。
    - 【情報・報道】
      - 平日朝の新情報番組として『おはリナ!』が放送開始（平日7時 - 8時）。番組メインキャスターとしてこれがフリー転身後初の帯番組レギュラーとなる山本里菜（フリーアナウンサー）が月〜木曜を、田中陽南（TOKYO MXアナウンサー）が金曜を担当する。またコメンテーターとして藤井サチ（モデル・タレント）、杉浦太陽（俳優・タレント）、モモコグミカンパニー（作家、元BiSH）、尾関高文（ザ・ギース）などが出演するほか、ナレーションや天気予報は青木陽菜をはじめとする人気声優が担当する[354][356][357]。
      - 平日夜の報道情報番組として『堀潤 Live Junction』が放送開始（平日18時 - 19時）。これまで10年にわたりTOKYO MXで朝の情報番組のメインキャスターを務めた堀潤と、『堀潤モーニングFLAG』月- 木曜キャスターの豊崎由里絵（フリーアナウンサー）、金曜キャスターの田中陽南が揃って夕方枠にスライドする形で出演、コメンテーターとして大空幸星（NPO代表）、ふかわりょう、みたらし加奈（臨床心理士）、八代英輝（国際弁護士）、馬渕磨理子（経済アナリスト）らが出演する[354][358]。
      - これまで『堀潤モーニングFLAG』の中で放送されていた『堀潤激論サミット』[注 101]が分離独立し、平日20時57分 - 21時25分にレギュラー番組として放送開始[324]。

    - 【アニメ】アニメ放送枠を大幅に拡充、これまで18時30分からだった平日のキッズ向けアニメ帯を19時からに繰り下げたうえで20時57分までの約2時間枠に拡大するほか、木曜21時25分からもアニメ枠を新設。ショートアニメや22時以降の深夜アニメ枠も含め、新作約40本を含む週約75本のアニメを放送する[354][359]。

### 10月
- 1日
  - （9月30日深夜）【バラエティ】テレビ朝日系『バラバラ大作戦』が秋改編を実施。新たに始まる4番組中3番組が『バラバラマンスリー』からの昇格で、木曜（水曜深夜）第1部に永野と髙比良くるま（令和ロマン）の『永野&くるまのひっかかりニーチェ』、同第3部に森香澄（元テレビ東京アナウンサー）が出演する『森香澄の全部嘘テレビ』、金曜（木曜深夜）第3部にぺえ、RIHO（平成フラミンゴ）、稲田美紀（紅しょうが）による『私が愛した地獄』がそれぞれ開始。土曜（金曜深夜）第2部には酒井健太（アルコ&ピース）の『叫叫男子〜金曜深夜のホラーゲーム〜』を開始する[360]。
  - 日本テレビ系
    - 【編成・情報】日本テレビ早朝枠情報番組『ZIP!』は、10月改編より番組構成を見直し、三部制での放送編成とする。同番組第一部（5時50分 - 6時54分）は関東ローカル編成[注 102]、第二部（6時55分 - 7時55分）は全国ネット枠ながら系列各局が自局番組に差し替え可能な柔軟編成とし、第三部（7時55分 - 9時）は完全全国ネット編成とした形となる[361]。
    - 【情報・中京広域圏】中京テレビは、この日より前日（9月30日）まで放送していた『ZIP!CHUKYO』に代わり、早朝枠のローカル新番組として『あさドレ♪』（月 - 金曜 5時50分 - 6時54分）を放送開始。メインキャスターには中川萌香（同局アナウンサー）を起用する[362]。

  - 【バラエティ・教養】テレビ東京系火曜23時枠にて、9月24日まで同枠で放送していた『秋山ロケの地図』が不定期放送にシフトチェンジすることにより、この日より過去3度スペシャル番組として放送された『LIFE IS MONEY〜世の中お金で見てみよう〜』（司会：林修〈教育者〉）をレギュラー化し、放送を開始する[363]。
  - 【バラエティ】フジテレビ系火曜の単発2時間特番枠『カスペ』が9年ぶりに再開、『今夜はナゾトレ』と隔週交代での放送となる。これに伴い火曜20時枠の『突然ですが占ってもいいですか?』は、7日（6日深夜）より月曜（日曜深夜）0時30分枠に移動、『深夜のハチミツ』は『ハチミツ!!』に改題のうえで同1時5分枠に繰り下げる[364][365]。
- 2日
  - 【経済・報道】テレビ東京系『ワールドビジネスサテライト』[注 103]では、この日の放送から水・木曜のフィールドキャスターとして竹﨑由佳（テレビ東京アナウンサー）が加入[366]。
  - 【アニメ】長月達平の同名ライトノベルを原作とした『Re:ゼロから始める異世界生活』（WHITE FOX制作）の第3期がTOKYO MX、AT-Xほかで放送開始。前半8話と2025年2月開始予定の後半8話の2部構成となり、第1話は90分スペシャルとして放送された[367][368]。
- 3日
  - 【アニメ】フジテレビ系
    - （2日深夜）「+Ultra」枠にて2023年10月 - 12月に放送された『カミエラビ』（UNEND制作）のシーズン2（完結編）が放送開始（ - 12月19日（18日深夜））[365]。
    - 【映画】鳥山明原作による『ドラゴンボール』シリーズの劇場版第21作目として2022年6月に公開された『ドラゴンボール超 スーパーヒーロー』を、後述のテレビ新シリーズ放送開始を記念して地上波初放送（21時 - 23時8分）[369]。

  - 【音楽・トーク・BS】日本BS放送（BS11）木曜20時枠にて7月に特別番組として放送した音楽トーク番組『鶴瓶のええ歌やなぁ』をレギュラー化し、放送開始（20時 - 20時53分）。番組司会は笑福亭鶴瓶（落語家）と八木亜希子（フリーアナウンサー）が務める[370][371]。
- 4日（3日深夜）
  - 【バラエティ・関東広域圏】テレビ朝日金曜（木曜深夜）1時26分枠で、2006年よりCS放送・テレ朝チャンネル1で放送中の上田晋也（くりぃむしちゅー）MCの冠バラエティ『上田ちゃんネル』を地上波に進出してレギュラー放送を開始。地上波ではCSでの人気企画である「最強おバカ決定戦」や「おバカたちの芸能界適正チェック」を中心に放送。古坂大魔王、浜ロン、清水あいりらも出演する[372][373]。
  - 【アニメ】
    - フジテレビ「ノイタミナ」枠にて、和月伸宏の同名漫画を原作とし、2023年7月 - 12月に第1期が放送された『るろうに剣心 -明治剣客浪漫譚-』新作アニメシリーズ（ライデンフィルム制作）[注 104]の第2期『京都動乱』が放送開始（ - 2025年3月21日（20日深夜））[注 105][365]。
    - 稲垣理一郎・池上遼一の同名漫画を原作とし、TBSでテレビドラマ化[注 106]もされた『トリリオンゲーム』（マッドハウス制作）が、同局及びAT-X、サンテレビ、BS11（5日より）、TOKYO MX（8日：7日深夜より）ほかで放送開始（ - 2025年3月28日（27日深夜））[注 107][375]。
- 5日
  - 【アニメ】テレビ朝日系土曜23時30分枠にアニメ枠「IMAnimation」を設置。第1弾作品として、金城宗幸・ノ村優介の同名漫画を原作とし、2022年10月 - 2023年3月に同局系「NUMAnimation」枠にて第1期が放送された『ブルーロック』（エイトビット制作）の第2期『VS. U-20 JAPAN』を放送開始（全14話、- 12月28日[注 108]）。日野聡、若山晃久らが新キャラクターの声を務める[376][377]。初回放送日に当たるこの日は「ブルーロック・スペシャルナイト」と銘打ち、翌6日0時に開始時間を繰り下げたうえで、第2期開始記念として4月に公開された映画『劇場版ブルーロック -EPISODE 凪-』を22時より地上波初放送した[378]。
  - 【芸術・美術・教養】テレビ東京系土曜22時枠に放送している『新美の巨人たち』（旭化成ホームズ一社提供）は、この月より番組ナレーターとして磯村勇斗（俳優）と上野樹里（女優）を起用。磯村は同日、上野は12日放送回より担当[379][380]。
  - 【紀行】
    - 日本テレビ系『Google Pixel presents ANOTHER SKY』のこの日の放送から、今田耕司の新たなパートナーとして山本舞香（俳優・モデル）が就任[338]。
    - 【大阪府】テレビ大阪土曜18時58分枠で、本年3月と6月に特番として放送された『大阪おっさんぽ』をレギュラーに昇格して放送開始。MCを特番に引き続き黒田有（メッセンジャー）が務め、毎回ゲストと共に大阪の街を探訪する。同局でゴールデンタイムにレギュラーの自社制作番組を放送するのは『たかじんNOマネーGOLD』（2013年4月）以来11年ぶりとなる[381]。

  - 【報道・BS】BSフジ（2K・4K）で土曜夕方枠報道番組『プライムオンライン どようび』を放送開始（18時 - 18時55分）[382]。
- 6日
  - （5日深夜）
    - 【アニメ】高橋留美子の同名漫画を原作とし、1989年 - 1992年にフジテレビ系で放送された[注 109]『らんま1/2』の新作アニメシリーズ（宇田鋼之介監督、MAPPA制作）が、この日より日本テレビ系[注 110]にて放送開始（ - 12月22日（21日深夜））[注 111]。早乙女乱馬（男乱馬）役は山口勝平、早乙女らんま（女らんま）役は林原めぐみ、天道あかね役は日髙のり子と、主要キャラクターの担当声優は基本的に旧シリーズから続投する[383]。
    - 【バラエティ・近畿広域圏】朝日放送テレビ日曜（土曜深夜）1時枠にて、ダンス&ボーカルグループTHE RAMPAGEの冠バラエティ番組『STAGE RAMPAGE』がこの日より放送開始。同グループが即興で様々な芸に挑戦する番組で、初回は0時30分からの1時間スペシャルとして、土田晃之を進行役にかもめんたる、や団、ラブレターズ、パーパーといった芸人たちと即興コントに挑戦する[384]。

  - テレビ朝日系 - いずれも【情報】
    - 前月で終了した『サンデーLIVE!!』の後番組として、月 - 土曜に放送している『グッド!モーニング』を日曜にも拡大して放送を開始。これにより『グッド!…』は全曜日で放送されることになる[339]。7月10日に正式発表され、『サンデー…』に引き続きテレビ朝日・朝日放送テレビ・メ〜テレ3局共同制作を継続、キャスター陣も『サンデー…』から続投する平石直之（テレビ朝日アナウンサー）、増田紗織（朝日放送テレビアナウンサー）、小松﨑花菜（メ〜テレアナウンサー）に加え、平石とともに『グッド!…』土曜版に出演している荒井理咲子と三山賀子（ともにテレビ朝日アナウンサー）が出演する[340][341]。
    - 日曜21時枠で、有働由美子（フリーアナウンサー）がメインキャスターを務める新情報番組『有働Times』（20時56分 - 22時15分）を放送開始[342][385]。初回は94分拡大版として放送した[386]。

  - 【アニメ】
    - NHK Eテレ日曜17時枠にて、『ラブライブ!スーパースター!!』（サンライズ制作）の第3期が放送開始（ - 12月22日）[387]。
    - 村田椰融の同名漫画を原作とし、テレビドラマ化[注 112]もされた『妻、小学生になる。』（阿部記之監督、スタジオ サインポスト制作）がTOKYO MX、BS11ほかで放送開始（ - 12月22日）。平川大輔、悠木碧、野村麻衣子らが声の出演を務める[388]。

  - 【情報・東京都】TOKYO MX土曜昼の情報番組『土曜はカラフル!!!』が、この日より『日曜はカラフル2 天使篇』へ改題のうえ、日曜18時枠に移動[389]。
  - 【情報・バラエティ・中京広域圏】中京テレビにて前週まで放送されていた『前略、大とくさん』に代わる新しい日曜午前枠情報バラエティ番組として『ぐ〜たくさん』がこの日より放送開始。木村昴（声優）が司会を務め、アシスタントには佐野祐子（中京テレビアナウンサー）を起用[390]。
  - 【紀行・食・BS】BS朝日（2K・4K）火曜22時30分  - 23時[注 113]に放送の『迷宮グルメ 異郷の駅前食堂』（2018年4月 - ）がこの日放送の2時間スペシャルをもって終了、6年半の歴史に幕。終了は9月17日に番組の公式Xアカウントで報告された[391]。
- 7日 - いずれも【BS】
  - 【酒・紀行】BS-TBS（2K・4K）『吉田類の酒場放浪記』のこの日の放送より、オープニングテーマが番組開始[注 114]から21年間に渡って使用された「Egyptian Fantasy（エジプトの幻想）」から、高田漣[注 115] 作曲の「ほろよいの王国」に変更。同時にオープニング映像も一新された。これに先立ち、9月30日の放送では、レギュラー回の後、吉田と高田の対談の模様が放送された[注 116][392][393]。
  - 【経済・教養】BSテレ東（2K・4K）の経済教養番組『日経スペシャル 人生100年時代 マネーのまなび』は、この日の放送より番組リニューアルを敢行。2021年の放送開始より本年9月まで司会を務めた村尾信尚（経済学者）に代わり、新司会者としてパトリック・ハーラン（パックンマックン）と武藤十夢（女優・タレント、元AKB48）を起用し、番組進行担当として竹﨑由佳と藤井由依（共にテレビ東京アナウンサー）を起用する[394][395]。
- 8日
  - （7日深夜）
    - 【アニメ】緑川ゆき原作で、テレビ東京系でこれまで6期にわたって放送された『夏目友人帳』シリーズの、7年ぶりとなる第7シリーズ『夏目友人帳 漆』（朱夏制作）が、この日より同局系火曜（月曜深夜）0時 - 0時30分枠で放送開始（ - 12月24日（23日深夜））[396]。
    - 【バラエティ・埼玉県】テレビ埼玉火曜（月曜深夜）1時30分枠にて、『Beauty Man〜宮迫博之イケおじ宣言〜』をこの日より放送開始。宮迫博之（元雨上がり決死隊）の冠番組で、闇営業問題で2019年7月に所属していた吉本興業から契約解除を受けて以来約5年半ぶりに地上波の番組に復帰することになる[397]。

  - 【教養・BS】BS朝日（2K・4K）火曜22時30分枠で、前年11月から合わせて5回特番として放送された有吉弘行の冠番組『夢が咲く 有吉園芸 〜Road to start a garden shop〜』をレギュラーに昇格してこの日から放送開始[398]。
- 9日・12日 - 【音楽・BS】NHKの新音楽番組として『JOYNT POPS』を放送開始。ファンとアーティストが一緒に作り上げる音楽番組として、藤本美貴（元モーニング娘。）をMCにNHKホールでの公開収録を行う。BSプレミアム 4Kで水曜17時40分 - 18時29分枠で放送後、NHK BSでも土曜23時30分 - 翌日曜0時19分枠で放送する[399][400]。
- 9日 - 【バラエティ】TBS系水曜20時枠にて、6月に特番として放送[注 117]された『巷のウワサ大検証!それって実際どうなの会』をレギュラーに昇格して放送開始。MCの生瀬勝久が引き続き出演するほか、大島美幸（森三中）と満島真之介がレギュラー出演する。これに伴い『世界くらべてみたら』は水曜19時枠に繰り上げとなる[401][402]。
- 11日
  - 【編成・枠移動・バラエティ】日本テレビ系にて日曜10時25分枠（一部地域除く）で放送されている二宮和也（嵐）MCの冠バラエティ番組『ニノさん』がこの日から金曜19時枠に移動[403]。
  - 【編成・教養・バラエティ・ドラマ】テレビ東京系では10月改編にて金曜ゴールデンタイム（20時台及び21時台）のドラマ枠とバラエティ枠を入れ替え、21時台放送の『所さんの学校では教えてくれないそこんトコロ!』を20時枠に、「ドラマ8」枠を「ドラマ9」と改題した上で21時枠にそれぞれ交換移動する。また『そこんトコロ』は今月よりアシスタントが前月までの竹﨑由佳（テレビ東京アナウンサー）から冨田有紀（同）に交代し、この日は枠移動記念の2時間スペシャルとして放送された[363][404]。
  - 【アニメ】フジテレビ系金曜23時40分枠に全国ネットの深夜アニメ放送枠を新設。第1弾作品としてこの日より、鳥山明（3月1日死去）原作の『ドラゴンボール』の新作アニメシリーズ『ドラゴンボールDAIMA』（東映アニメーション制作）が放送開始（ - 2025年2月28日。初回は10分拡大で放送）。テレビシリーズとしては『ドラゴンボール超』（2015年7月 - 2018年3月）以来6年ぶりかつシリーズ初の深夜アニメとしての放送で、鳥山自らがストーリーとキャラクターデザインを手掛け、鳥山としてはこれが遺作となった[405][406][407]。なお、長らくヤムチャ役の声優を務めていた古谷徹が降板、後任として鈴木崚汰が演じる[408]ほか、劇中で小さな姿に変えられた主要キャラクターの声優についても孫悟空役の野沢雅子を除き新たな配役になった[409]。
- 12日
  - 【お笑い・演芸】TBS系でこの日14時より、5回目となる8時間の大型お笑い特番『お笑いの日2024』を生放送（ - 21時56分[注 118]）。総合司会はかまいたち（お笑いコンビ）が務めた[410]。18時30分から年1回恒例のコント日本一決定戦『カーネクスト presents キングオブコント2024』決勝を放送[411]。司会は浜田雅功（ダウンタウン）が務めた。優勝はラブレターズ（ASH&Dコーポレーション所属）[412]。
  - 【トーク・バラエティ・関東広域圏】テレビ東京土曜午前枠トークバラエティ番組『伊集院光&佐久間宣行の勝手にテレ東批評』は、前月末で同局を退職したことにより番組を降板した池谷実悠に代わる2代目進行アシスタントとして中根舞美（テレビ東京アナウンサー）がこの日の放送から登板[413]。
- 13日
  - 【バラエティ】日本テレビ系『世界の果てまでイッテQ!』のこの日の放送より手越祐也（元NEWS）が約4年5か月ぶりに復帰[注 119]。番組内でのインタビューで降板について謝罪した[414]。
  - 【アニメ・映画】フジテレビ系にて、尾田栄一郎原作の『ONE PIECE』の劇場版第15作として2022年8月に公開され、シリーズ歴代最高興行収入を記録した『ONE PIECE FILM RED』がこの日地上波初放送（19時 - 21時24分）[415]。また同日にはテレビシリーズの展開についても発表があり、「エッグヘッド編」をこの日朝放送分でクオリティ向上のため一時中断し充電期間に入り、2025年4月より枠移動して再開、それまでは20日に特別編「ONE PIECE FAN LETTER」を、11月3日[注 120]からは「魚人島編」の再編集版を半年間放送した[417]。
- 17日 - 【バラエティ】フジテレビ系木曜21時枠で、本年5月3日に単発特番として放送されたバラエティ『この世界は1（ワン）ダフル』をレギュラーに昇格して放送開始。MCは特番に引き続き東野幸治（タレント）と渡辺翔太（Snow Man）が務める[418]。
- 18日
  - 【バラエティ】フジテレビ系金曜21時枠をドラマ枠からバラエティ枠に戻したうえで、5月に特番として放送された『女のTHE共通テン』が『ザ・共通テン!』に改題、レギュラーに昇格して放送開始。MCは特番に引き続きヒロミとホラン千秋（ともにタレント）が、進行役をチョコレートプラネットが務める[419][420]。初回は20時からの2時間スペシャルとして放送[421]。
  - 【トーク・追悼】この日放送のテレビ朝日系トーク番組『徹子の部屋』は、前日17日に俳優の西田敏行が死去（76歳没）したことを受けて、急遽当初の予定を変更し、西田を偲び生前故人が出演した映像を放送した[422][注 121]。
- 19日
  - 【教養・紀行・ドキュメンタリー・追悼】テレビ朝日系『人生の楽園』は、西田敏行の死去を受けてこの日の放送を「追悼アンコール 西田敏行20周年スペシャル」と題して、前年12月9日放送の「青森・五戸町 〜西田敏行20周年! 冬の1時間SP〜」をアンコール放送した[423]。
  - フジテレビ系 - いずれも【バラエティ】
    - 9月まで金曜23時40分枠で放送されていた『ネタパレ』が、この日より土曜18時30分枠に移動[424]。
    - 【特番】「土曜プレミアム」枠にて、とんねるず（石橋貴明・木梨憲武）が出演する特別番組『とんねるずの2億4千万の大陸スペシャル』を放送。石橋と木梨が揃ってフジテレビ系の番組に出演するのは2018年3月の『とんねるずのみなさんのおかげでした』最終回以来6年半ぶりで、今回の特番では11月に開催された29年ぶりとなる日本武道館ライブに向けた2人を追うドキュメンタリー風企画「笑熱大陸」と2年ぶりとなる「2億4千万のものまねメドレー選手権」[425]を放送した[426][427]。
- 20日 - 【追悼・教養・ドキュメンタリー】NHK総合では西田敏行を偲び、自ら出演し2017年10月に放送された『ファミリーヒストリー』「西田敏行〜二人の母 二人の父〜」をこの日の23時45分 - 21日（同日深夜）1時の枠でアンコール放送した[423]。
- 21日 - 【バラエティ】TBS系月曜21時枠にて、5月に単発特番として放送された中居正広・東野幸治・ヒロミの3人による『THE MC3』をレギュラーに昇格して放送開始[428][429]。
- 22日 - 【スポーツ・特番・神奈川県】テレビ神奈川（tvk）は、横浜市に本拠地を置くプロ野球球団「横浜DeNAベイスターズ」が「2024年セントラルリーグクライマックスシリーズ」を制覇し、通算4度目[注 122]となる「2024SMBC日本シリーズ」に出場を決めたことを受け、この日の21時 - 21時30分の枠で『横浜DeNAベイスターズ熱烈LIVE CS優勝記念SP』を緊急編成で放送した[430]。
- 24日 - 【スポーツ・特番・編成】この日開催の『プロ野球ドラフト会議 supported by リポビタンD』（会場：東京都・グランドプリンスホテル新高輪「国際館パミール」）をTBS系およびCS・スカイAにて放送。TBSは第1部（16時40分 - 17時40分）では各球団がアマチュア球界の新人選手を指名する会議の模様を、第2部（17時40分 - 19時54分）では『速報プロ野球ドラフト会議 THE運命の1日』と題して注目のドラフト候補選手などの生の姿や知られざる普段の姿などを徹底取材して報じた。番組の総合司会は中居正広（タレント）が務めた[431]。
- 26日〜31日 - 【スポーツ・編成】大谷翔平・山本由伸が所属するロサンゼルス・ドジャースが4年ぶりのワールドシリーズ進出を決めたことを受けて、26日（現地時間25日）より開幕のワールドシリーズ（ドジャース対ニューヨーク・ヤンキース）全試合をフジテレビ系・NHK BSにて生中継した[416]。
- 27日 - 【追悼・ドキュメンタリー・BS】BSフジ（2K・4K）では、西田敏行を偲び同局で2019年3月10日に放送されたドキュメンタリー番組『西田敏行 笑って泣いて 役者人生50年』をこの日の12時 - 14時の枠で再放送した[432]。
- 27日 - 28日未明 -【報道・選挙・特番】第50回衆議院議員総選挙投開票日（27日）、NHK総合・民放各局で開票特番を放送。
  - 【スポーツ】このうちTBS系では、プロ野球日本シリーズ（横浜DeNAベイスターズ対福岡ソフトバンクホークス、26日開幕）のDeNAホームゲーム（第1・2・6・7戦、横浜スタジアム）の放送権を持っていることから、第2戦の実況中継と2021年10月31日（前回の総選挙）より放送している選挙特番『選挙の日』とのコンプレックス編成で放送された[433][434]。
- 28日 - 【映画・追悼・BS】NHK BSでは西田敏行を偲び、この日の「プレミアムシネマ」枠で1988年に公開された主演映画『敦煌』（日本／中華人民共和国合作、井上靖原作、佐藤純彌監督）を放送[435]。

### 11月
- 1日
  - 【映画】日本テレビ系「金曜ロードショー」で、前年11月に公開され、本年のアカデミー賞で日本映画で初めて視覚効果賞を受賞したゴジラシリーズ70周年記念作品『ゴジラ-1.0』（山崎貴監督）を地上波初放送（21時 - 23時29分）[436]。翌2日には同作の白黒版『ゴジラ-1.0/C』がBS日テレ（2K・4K）にて放送された（19時 - 21時24分）[437]。
  - 【スポーツ】世界水泳連盟（WA）[注 123]主催の国際大会である「世界水泳選手権」の中継放送に関し、2001年福岡大会（福岡県福岡市）から本年のドーハ大会まで24年継続して中継放送してきたテレビ朝日が、翌年の2025年シンガポール大会を最後に放送権契約を打ち切り、中継放送から撤退する方針であることがこの日のスポーツニッポンによる報道で明らかとなった[438]。
  - 【バラエティ・追悼・近畿広域圏】朝日放送テレビ『探偵!ナイトスクープ』は、2001年1月から2019年11月まで2代目局長を務めた西田敏行の死去を受けて、この日の放送を故人を偲ぶ追悼回として放送[439]。2代目秘書の岡部まり（タレント）、3代目秘書の松尾依里佳（タレント・ヴァイオリニスト）らが出演し、在りし日の西田を偲んだ[440]。
- 2日 - 4日 - 【紀行・教養・特番】NHK総合にてこの3日間、3月にレギュラー放送を終了した『ブラタモリ』の特番を放送。今回は京都から大阪まで「道」をテーマに歩くことでそれぞれの街の魅力や個性を解き明かした。放送時間は2日：19時30分 - 20時15分、3日・4日：19時30分 - 19時58分。また番組8代目パートナーとして佐藤茉那（広島局アナウンサー）が起用された[441]。→3月9日も参照
- 3日
  - 【アニメ】テレビ東京系日曜7時台前半枠にて、東映アニメーションと サウジアラビアのマンガプロダクションズとの共同制作によるアニメ『アサティール2 未来の昔ばなし』が放送開始（ - 2025年2月2日）。第1期（2020年4月 - 6月）はJ:COM・Jテレでの放送だったため、今回が初の地上波放送となる[442]。
  - 【報道・討論・BS】9月までテレビ朝日系地上波で放送されていた『朝まで生テレビ!』は、この日からBS朝日（2K・4K）に移行し、最終日曜19時からの2時間生放送に変更[注 124][328][443]。
- 3日・4日 - 【映画・追悼】前月17日に死去した西田敏行を偲び、各局で主演映画を放送。
  - 3日 - 【BS】BSテレ東（2K・4K）[注 125]で、『釣りバカ日誌』（原作：やまさき十三／北見けんいち）シリーズ第1作（1988年、栗山富夫監督）を放送（18時55分 - 20時54分）[注 126][445]。
  - 4日
    - （3日深夜）【関東広域圏】日本テレビで、『釣りバカ日誌』シリーズ最終作『釣りバカ日誌20 ファイナル』（2009年、朝原雄三監督）を放送[注 127]（2時15分 - 3時50分）[447][448]。
    - 【BS】NHK BS「プレミアムシネマ」枠で、『植村直己物語』（1986年、植村直己原作、佐藤純彌監督）を放送[435]。
- 9日
  - （8日深夜）【音楽・近畿広域圏】朝日放送テレビは子会社のABCフロンティアとの共同事業として、韓国のクリエイティブ大手DITURN、シンガポールのコンテンツインキュベーターEmpire of Arkadiaとのパートナーシップによる音楽エンターテインメントフォーマット『Miracle100』を共同開発、第1弾として日本版を同局でこの日放送（1時59分 - 3時4分）。出場メンバーの合計年齢が「100歳」のグループが最高の音楽パフォーマンスを競う内容で、司会を小櫃裕太郎（同局アナウンサー）、審査員を土田晃之（お笑いタレント）、岡本知高（歌手）、森泉（タレント）が担当。フォーマットとしては2025年2月に韓国版が放送され、今後世界に向けてフォーマット配給が行われることになっている[449]。
  - 【教養・ドキュメント・ヒューマン】テレビ朝日系『人生の楽園』は、2003年より番組案内人（ナレーター）を務めた西田敏行（10月17日没）がこの日の放送をもって最終出演[注 128]となった。同番組は翌週（16日）の放送より小木逸平（テレビ朝日アナウンサー）が男性案内人として当面の間出演。また番組冒頭のナレーションは生前の西田の声を継続することを決定した[450]。
  - 【紀行・クイズ・特番】TBS系で、3月30日に38年間のレギュラー放送に幕を閉じた『世界・ふしぎ発見!』の復活3時間スペシャルを放送（19時 - 21時56分）。司会の石井亮次、クイズマスターの草野仁（フリーアナウンサー）、レギュラー解答者の黒柳徹子、野々村真（タレント）に加え、菅野美穂（俳優）、岡田圭右（ますだおかだ）、カズレーザー（メイプル超合金）、西川貴教（ミュージシャン・俳優）、デーモン閣下（ミュージシャン・好角家）、影山優佳（俳優・タレント、元日向坂46）らが出演した[451][452][453]。→当節の3月30日の項も参照
- 10日 - 24日 - 【スポーツ】この期間開催の「大相撲九州場所」（福岡県福岡市博多区：福岡国際センター）におけるNHKの中継放送から、同局の新専属解説者として元大相撲力士・年寄で元大関・琴風（8代尾車）の中山浩一が就任[454]。
- 20日 - 【特番・音楽】テレビ東京系にて『テレ東音楽祭スペシャル1964→2024 〜60年分の名曲!実は"歌の衝撃映像"ベスト100〜』をこの日17時30分 - 21時54分に放送。『テレ東音楽祭』のタイトルでの放送は前年6月放送回以来で、諸般の事情で前年11月と本年6月の放送回には出演しなかった国分太一（TOKIO）がMCに復帰した[455]。
- 25日 - 12月1日 - 【特番・アニメ】フジテレビ系で1969年10月より放送されている『サザエさん』がこの年で放送開始55周年に達したことを記念し、この期間「祝・放送55周年 秋のサザエさんウィーク」を題した企画を展開。25日から29日は4月29日 - 5月3日の『ゴールデン「サザエさん」ウィーク傑作選』に続き傑作選を18時50分 - 19時に放送。26日は『国民的アニメの祭典 サザエさん55周年SP』を川島明（麒麟）と内田有紀（俳優）のMCで放送（19時 - 21時）、この中で1975年から1997年まで火曜19時台前半枠で放送されていた「火曜サザエさん」こと再放送枠の『まんが名作劇場 サザエさん』が約27年ぶりに同時間帯で復活した。12月1日には締めくくりとなる磯野家それぞれにスポットを当てた全7エピソードで構成された1時間スペシャルを放送（18時 - 19時）[注 129]。その中で、39年ぶりとなる新キャラクターで磯野カツオのライバルとして星宮くん（声：平井祥恵）が登場した[456][457][458][459]。
- 26日 - 【音楽・特番】NHKは翌2025年3月に日本の放送メディアが開始して100年[注 130]になるのを記念するプロジェクトのキックオフ特番として、『「あなたが選ぶ!みんなのベスト紅白」キックオフスペシャル!』をこの日総合テレビで放送（19時30分 - 20時43分）。これまで放送されてきた『NHK紅白歌合戦』の中から、視聴者の心に残る「ベスト紅白」を募集するとともに、紅白の名場面を紹介した。MCは桑子真帆（NHKアナウンサー）、内村光良（ウッチャンナンチャン）、大泉洋、上白石萌音（いずれも俳優）が担当。今後2025年1月に第2弾、3月に第3弾を放送する予定[460]。
- 28日 - 【報道】TBS系平日夕方枠報道番組『Nスタ』は前週まで気象情報担当を務めた國本未華（気象予報士、2020年9月より出演）が産前産後休業入りしたため、この日の放送から水・木曜の気象情報担当の新キャスターとして小野裕子（気象予報士、元大分放送〈OBS〉アナウンサー）が加入した[461]。
- 30日
  - 【音楽・特番】日本テレビ系で、今回が24回目となる冬恒例の音楽特番『日テレ系音楽の祭典ベストアーティスト2024』を生放送（19時 - 22時54分）。総合司会を今回が16回目となる櫻井翔（嵐）、また司会を羽鳥慎一（フリーアナウンサー）、バカリズム（タレント・脚本家）、市來玲奈（日本テレビアナウンサー）がそれぞれ務めた[462][463]。
  - 【料理・バラエティ・関東広域圏】フジテレビ土曜午前のローカル枠「土曜RISE!」枠の新番組として『ミキティダイニング』（10時25分 - ）を放送開始。番組の司会進行は庄司智春（品川庄司）・藤本美貴（歌手、元モーニング娘。）夫妻が務め、藤本の公式YouTubeチャンネル「ハロー!ミキティ」ともコラボレーションを行う[464][465]。
  - 【情報・バラエティ・近畿広域圏】毎日放送のローカル情報バラエティ『せやねん!』はこの日、「限界突破の12時間 あれもこれもお任せやねん!」と題した12時間生放送を実施（5時 - 17時[注 131]）。番組メインMCのトミーズ雅（お笑いコンビ・トミーズ）とアキナ（お笑いコンビ）が番組開始直後の5時から2時間半歩きっぱなしの中継を行ったほか、人気コーナー「ハッピー物々交換」では香港ロケの模様を放送。また『かまいたちの知らんけど』や『よしもと新喜劇』など他番組とのコラボレーション企画も行った[467][466]。

### 12月
- 1日
  - 【バラエティ・特番】日本テレビ系で、今回が第10弾となる明石家さんまを題材とした恒例バラエティ『誰も知らない明石家さんま』（19時 - 21時54分）を放送。この中で、渡辺隆（錦鯉）のプロデュースでさんまが正体を隠し、新人バーチャルYouTuber「八都宿ねね（はつどまり・ねね）」に扮して動画配信に挑戦した企画を放送。同企画にはVTuberグループの「にじさんじ」と「ホロライブ」も参加、前者から壱百満天原サロメと星川サラの2人、後者から白上フブキ、さくらみこ、宝鐘マリンの3人とのコラボの模様も放送した[468]。
  - 【トーク・バラエティ】フジテレビ系『だれかtoなかい』で、4月14日放送分から中居正広のMCパートナーを務めていたムロツヨシ（俳優）がこの日の放送をもって番組を卒業[469][470]。→当節の4月14日の項も参照
- 8日
  - 【アニメ・活動進退】フジテレビ系『ONE PIECE』で、2005年の初登場以来20年以上にわたりフランキー役を務めた矢尾一樹（声優）が降板することが、作品の公式サイトで発表された。矢尾本人も自身のXで「俺の理想としてるフランキーとの間に溝が出来てしまった」と降板理由を明らかにしている。[471]。後任は木村昴（同）が務めることが22日に開催の『ジャンプフェスタ2025』で発表された[472]。
  - 【演芸・追悼・近畿広域圏】毎日放送『らくごのお時間』で、11月20日に死去した桂雀々（64歳没）の追悼企画を放送[473]。
- 14日 - 【追悼・特番】フジテレビ（一部系列局ネットあり）はこの日、9日に死去したフリーアナウンサー・司会者の小倉智昭（77歳没）を偲び、『小倉智昭さん追悼特別番組』（15時 - 15時55分）を放送[474]。ナレーションは小倉と長年『とくダネ!』で共演してきた笠井信輔（元同局アナウンサー）の他[475]、いずれも同局アナウンサーの佐々木恭子、伊藤利尋、梅津弥英子が務めた[476]。
- 14日・15日 - 【音楽・特番】NHKでは放送100年プロジェクトの一環として、『NHK紅白歌合戦』の初期の映像をビデオレストア技術で4K同等の画質に再生、その第1弾として『懐かしの『NHK紅白歌合戦〜第22回』』と題し、1971年に放送された第22回のリマスター版をこの両日16時30分より総合テレビで放送した[460]。
- 17日 - 【追悼・特番】この日のフジテレビ系で、この年死去した著名人を偲ぶドキュメントバラエティ特番『星になったスターたち』を放送（19時 - 21時、一部地域を除く）。MCは今回初めてタッグを組む上沼恵美子と香取慎吾（ともにタレント）、進行を上垣皓太朗（フジテレビアナウンサー）が務め、西田敏行（俳優、10月17日死去）、TARAKO（声優・シンガーソングライター、3月4日死去）、ピーコ（タレント・ファッション評論家、9月3日死去）、曙太郎（第64代横綱、4月6日死去）らを、フジテレビのアーカイブ素材や関係者からのエピソードを元に故人の人柄や功績を振り返ったほか、中尾彬（俳優、5月16日死去）のパートでは妻の池波志乃（女優）がスタジオゲストとして出演し、中尾の死去後初めてテレビで心境を語った[477][478]。
- 19日 - 【報道・情報】TBS系『THE TIME'』および『THE TIME,』で2022年1月より約3年間ピアノ演奏を担当[注 132]していた高木里代子（ジャズ・ピアニスト）がこの日の放送をもって卒業。18日に自身のXで発表したもので、今後はジャズ活動に専念する[479]。
- 22日
  - 【お笑い・演芸】朝日放送テレビ制作・テレビ朝日系で、恒例の漫才頂上決戦『M-1グランプリ2024』最終日の敗者復活戦及び決勝を生放送[480]。今回も敗者復活戦を15時から18時30分に放送、その後引き続き決勝を22時10分まで放送と、総計7時間10分ぶっ通しで放送した[481]。決勝のMCは今回が14回目のコンビとなる今田耕司（タレント）と上戸彩（女優）、また敗者復活戦のMCは陣内智則（お笑い芸人）と齋藤飛鳥（元乃木坂46、俳優）がそれぞれ務め[482]、また決勝の審査員は2015年大会以来の9名となり、柴田英嗣（アンタッチャブル）、若林正恭（オードリー）、山内健司（かまいたち）が初担当、石田明（NON STYLE）と哲夫（笑い飯）が2015年大会以来の返り咲きとなった[483]。優勝は令和ロマン（吉本興業東京本社所属）で、M-1史上初めて大会連覇を果たした[484]。
  - 【情報・バラエティ】TBS系『アッコにおまかせ!』で進行を務めている宇内梨沙（TBSテレビアナウンサー）が2025年3月にTBSテレビを退職することに伴い、年内最終放送となるこの日をもって卒業。4日に自身のInstagramおよびTBSラジオ『アフター6ジャンクション2』の冒頭で発表し、8日の同番組でも報告。その他生放送番組については30日までに卒業[注 133]しているが、収録済みの番組は2025年1月放送分も出演した[485][486][487]。
  - 【スポーツ・千葉県】千葉テレビ放送（チバテレ）で第4日曜夜に放送のJリーグ・柏レイソル応援番組『Rising Reysol』のMCを、2009年1月より16年間務めた西谷綾子（タレント）が、年度最終放送となるこの日をもって番組を卒業。卒業は10月27日の番組内で発表した[488][489]。
  - 【映画・追悼・BS】WOWOWプライムで、6日に死去した中山美穂（54歳没）を偲び、1995年公開の主演映画『Love Letter』（岩井俊二監督）を放送（17時45分 - 19時45分）[490][491]。
- 24日 - 【音楽・特番】TBS系で、シンガーソングライターの小田和正がホストを務めるクリスマス恒例の音楽特番『クリスマスの約束2024』を2021年以来3年ぶりに放送。また本年は2部構成で放送した（第1部：22時 - 22時57分、第2部：23時56分 - 翌25日 1時56分（第2部は一部地域除く））。ゲストとして根本要（スターダストレビュー）、松たか子、矢井田瞳らが出演。なお2001年に開始し、今回が第20弾となる同番組は本年をもって幕を下ろした[492][493]。
- 26日 - 【バラエティ・食】日本テレビ系『ぐるぐるナインティナイン』の人気コーナー「グルメチキンレース・ゴチになります!」のこの日一部生放送されたパート25最終戦で、盛山晋太郎（見取り図）とやす子（お笑い芸人）のクビが決定。盛山は2年で、やす子はわずか1年でそれぞれクビとなった[494]。また、前年クビとなった矢部浩之（ナインティナイン）はVIPチャレンジャーの木村佳乃と松坂桃李（ともに俳優）の誤差を上回りミッション失敗となったため、翌年からの復帰は叶わなかった[495]。→1月18日・12月31日も参照
- 27日
  - 【トーク・バラエティ】日本テレビ系で、2012年10月から2019年3月まで放送された中居正広MCの冠トークバラエティ『ナカイの窓』がこの日、『ナカイの窓 復活SP』として約6年ぶりに復活し放送（22時 - 23時24分）。中居を始め、陣内智則、山里亮太（南海キャンディーズ）、バカリズム、矢作兼（おぎやはぎ）、近藤春菜（ハリセンボン）、指原莉乃、長田庄平（チョコレートプラネット）らが出演しトークを展開した[496]。
  - 【情報・近畿広域圏】朝日放送テレビの早朝の情報番組『おはよう朝日です』で2009年秋より15年3か月エレクトーンガールを務めていたエレクトーン奏者の赤﨑夏実が、この日の年内最終放送をもって卒業[497][498][499]。
- 28日 - 【スポーツ・公営競技・BS】BS11の競馬番組である『BSイレブン競馬中継』および『うまナビ!イレブン』土曜アシスタントを2017年1月より8年間務めて来た高田秋（ファッションモデル）が本年最後となるこの日の放送をもって両番組を降板した[500]。
- 29日
  - いずれも【報道・特番】
    - TBS系で、年末恒例の報道特番『報道の日2024』を6時間半にわたり放送（9時54分 - 16時30分）。キャスターを膳場貴子（フリーアナウンサー）、井上貴博（TBSテレビアナウンサー）、そして報道番組のキャスター初挑戦となる中田敦彦（オリエンタルラジオ）が務めた。膳場は前番組の『サンデーモーニング』からの連続出演となった[501]。
    - 【経済】テレビ東京系平日夜の経済報道番組『ワールドビジネスサテライト』は、放送開始から36年目で初の試みとして、年末3時間拡大スペシャル『本当は超面白い“ケーザイ”の現場SP』として放送（22時10分 - 翌30日 1時）。番組メインキャスターとして大江麻理子（テレビ東京報道局キャスター）と伊沢拓司（クイズプレイヤー、タレント、QuizKnock代表）、ゲストキャスターとして山之内すず（タレント）、フィールドキャスターとして田中瞳（テレビ東京報道局キャスター兼アナウンサー）と長部稀（テレビ東京アナウンサー）を起用した[502][503]。

  - 【スポーツ・公営競技】地方競馬年末恒例の国際GI競走「第70回東京大賞典」（大井競馬場）をフジテレビ系（フジテレビ、関西テレビ、東海テレビ、北海道文化放送、BSフジ〈2K・4K〉）、TOKYO MX2、グリーンチャンネル（BS・CS）、南関東地方競馬チャンネル（CS）にて中継。フジテレビ系（地上波4局：14時45分 - 16時、BSフジ：14時45分 - 18時[注 134]）では、当日の司会を倉田大誠（フジテレビアナウンサー）と橋本マナミ（タレント）が担当、佐々木主浩（野球解説者・馬主）、高橋文哉（俳優）[注 135]らをゲストに招いて放送した[504][505]が、司会の橋本が喉の不調により番組開始直後に謝罪するアクシデントがあった[506]。
- 30日
  - いずれも【音楽・特番】
    - 【賞】TBS系で年末恒例の『第66回 輝く!日本レコード大賞』を東京・初台の新国立劇場から17時30分 - 22時の4時間半にわたり生放送[507]。これに先立ち11月21日に主催の日本作曲家協会より各部門賞が発表された[508]。総合司会は2年連続で安住紳一郎（TBSテレビアナウンサー）と川口春奈（俳優）が務め[509]、大賞にはMrs. GREEN APPLEの『ライラック』が受賞しバンドとしては史上初の連覇を達成[510]。また最優秀新人賞にはこっちのけんとが受賞した[511]。
    - 【追悼・BS】BS11では前年のこの日に死去した歌手の八代亜紀の一周忌を迎えるこの日、八代を改めて偲ぶ『八代亜紀さん一周忌あなたが選ぶ名曲集!』（20時 - 21時58分）を放送。番組司会は福田こうへいと伍代夏子（共に歌手）が務め、ゲストに美川憲一（歌手）と武田鉄矢（歌手・俳優）を迎え、八代が残した数々の名曲などを視聴者のリクエストを交えて紹介した[512][513]。
- 31日
  - 【音楽・芸能】
    - テレビ東京系で、大晦日恒例の歌謡特番『第57回年忘れにっぽんの歌』を放送（16時 - 22時、同月17日・18日に相模女子大学グリーンホール（相模原市南区）で収録）[514]。例年通り司会は徳光和夫（フリーアナウンサー）、竹下景子（女優）、中山秀征（俳優・タレント）が務め、石川さゆり、五木ひろし、早見優、細川たかし、松平健、森口博子ら50組以上が出演した[515]。
    - 同じく大晦日恒例の『第75回NHK紅白歌合戦』をNHKホール（渋谷区神南）から生放送（19時20分 - 23時45分、NHK総合・BSプレミアム4K・BS8K。ラジオ第1と同時放送）[516]。今年度の放送テーマは「あなたへの歌」と定め、中核となる司会者として有吉弘行（お笑いタレント）、橋本環奈、伊藤沙莉（ともに女優[注 136]）、鈴木奈穂子（NHKアナウンサー）の4人を起用した[517]。平均世帯視聴率（関東地区・ビデオリサーチ調べ）は第1部（19時20分 - 20時55分）が29.0%、第2部（21時 - 23時45分）が32.7%で、第2部は前年・第74回の31.9%を上回ったものの、歴代ワースト2位だった[518]。

  - 【バラエティ・食】日本テレビ系で、同局の人気番組『ぐるぐるナインティナイン』の名物企画である「グルメチキンレース・ゴチになります!」の大晦日スペシャル版として『史上最大32名×超高額自腹!!ピタリでたら1000万円 大晦日もゴチになります!SP』[注 137]（18時30分 - 23時45分）を放送。船越英一郎、出川哲朗、土屋太鳳、上沼恵美子、泉ピン子、阿部一二三・詩兄妹、鈴木福、永野芽郁、佐藤健ら総勢32名が4名×8チームに分かれ、ピタリ賞総額1000万円を懸けたチーム対抗戦を実施。対抗戦下位2チーム8名が自腹決定戦に進み、最下位となった者が超高額自腹を支払う羽目になる。MCを矢部浩之（ナインティナイン）、進行を羽鳥慎一（フリーアナウンサー）と市來玲奈（日本テレビアナウンサー）、また元ゴチメンバーである盛山晋太郎（見取り図）とやす子（お笑い芸人）がリポーターを務めた[519][520][521]。総合最下位は武田真一（フリーアナウンサー）で、総額約86万円を支払った[注 138]が、自腹決定戦で武田が1位になると予想した杉村太蔵（経済評論家・タレント、元衆議院議員）といとうあさこ（タレント）も“連帯責任”でそれぞれ約20万円を支払うことになった[522][523]。
  - 【アニメ・映画】フジテレビ系で、任天堂の人気ゲームソフト『スーパーマリオブラザーズ』を原作とし、2023年に公開された『ザ・スーパーマリオブラザーズ・ムービー』を本編ノーカットで地上波初放送（19時 - 20時52分）[524][525][526]。
  - 【スポーツ】TBS系で、バナナマン（設楽統・日村勇紀）MCによるスポーツ特番『大晦日オールスター体育祭』を放送（17時 - 23時45分）[注 139]。『SASUKE』、『関口宏の東京フレンドパーク』、『オールスター感謝祭』、『最強スポーツ男子頂上決戦』などの番組から誕生したスポーツ系名物企画にとにかく明るい安村（お笑い芸人）、松坂桃李、芳根京子、広瀬すず、木村拓哉、松たか子、吉岡里帆、松山ケンイチ、井桁弘恵（いずれも俳優）、あの、春日俊彰（オードリー）、尾形貴弘（パンサー）などの芸能人、角田夏実、ウルフ・アロン（いずれも柔道選手）、富樫勇樹、髙田真希、比江島慎（いずれもバスケットボール選手）らアスリートを含む総勢100名が挑んだ[527][528]。総合優勝は木村[529]。
- 31日 - 2025年1月1日
  - 【バラエティ】
    - 【トーク】テレビ朝日系で、『ザワつく!金曜日』の6年連続となる大晦日特別版『ザワつく!大晦日〜一茂・良純・ちさ子の会〜』を放送。スピンオフ企画である『ザワつく!路線バスで寄り道の旅』や『ザワつく!音楽会』などを含め、番組史上初となる年またぎ放送を実施（17時 - 翌1月1日 1時）[530]。ゲストとして2024年現在放送中の人気ドラマ『相棒』に出演中の水谷豊、寺脇康文（いずれも俳優）、また映画化もされた『ドクターX〜外科医・大門未知子〜』に出演した主演の米倉涼子をはじめ、「ドクターX軍団」である田中圭、内田有紀、鈴木浩介（いずれも俳優）らを迎えた[515][531]。
    - フジテレビ系では、3年連続で人気バラエティ『run for money 逃走中』の大みそかSPを2部構成（第1部：17時 - 19時、第2部：20時52分 - 翌1月1日 0時30分）で放送[532]。第1部では田中卓志（アンガールズ）の進行で過去20年の名場面を振り返り、第2部では逃走者（チャレンジャー）として田中、伊沢拓司、神尾楓珠（俳優）、津田篤宏（ダイアン）、中岡創一（ロッチ）、ヒコロヒー（タレント・司会者）、村重杏奈（元HKT48）、松村沙友理（元乃木坂46）、ゆうちゃみら芸能人、橋本大輝（体操選手）、宮脇花綸（フェンシング選手）、Shigekix（ブレイクダンサー）ら本年のパリ五輪代表選手11名、さらに番組開始20周年を記念して特別に選考された視聴者2名を含む総勢29名が出演しハンター達との“鬼ごっこ”を展開した[533][534][535][536]。岡澤セオン（アマチュアボクシング選手）が逃走に成功し、賞金132万円を獲得した[537]。
    - 【キャンプ・BS】BS-TBS（2K・4K）では、ヒロシ（お笑い芸人）の冠キャンプバラエティ番組『ヒロシのぼっちキャンプ』（水曜22時 - 22時54分）の年越し4時間スペシャルを放送（21時 - 翌1月1日 1時）[538]。

  - 【音楽・東京都】TOKYO MXは、バーチャルライバーグループ「にじさんじ」による初の年越しカウントダウンライブ『NIJISANJI COUNTDOWN LIVE 2024→2025』（大阪市北区・グランキューブ大阪）を地上波独占生中継（23時54分 - 翌1月1日2時[注 140]）[539]。
- 月末 - 【釣り・福岡県】RKB毎日放送[注 141]の釣り番組『城島健司のJ的な釣りテレビ』MC兼企画の城島健司（元プロ野球選手）が年内をもって番組を卒業。2025年1月より福岡ソフトバンクホークス[注 142]のチーフベースボールオフィサー兼会長付特別アドバイザーに就任することに伴うもので、11月21日の就任会見で城島本人から言及された[540]。

## その他テレビに関する話題

### 1月
- 1日

琉球放送（RBC）の新ロゴ

  - 【結婚・キー局】TBSテレビアナウンサーの安住紳一郎（1997年入社）が、日刊スポーツに独占報告する形で西島まどか（元タレント）との結婚を発表[541]。
  - いずれも【訃報】
    - 三菱商事社員を皮切りに12回の転職を経て楽天証券経済研究所客員研究員や獨協大学経済学部特任教授を務めて資産形成分野を中心に経済情報活動を展開、またテレビの経済関連番組などに数多く出演し、“ナマの経済学”を解りやすく解説したことで知られた経済評論家の山崎元（はじめ）がこの日、食道癌のため死去（65歳没）。訃報は長らく所属した楽天証券が公式SNSで告知した[542][543]。
    - 1967年に日本ビクター（ビクターレコード）より「命ひとつ」で歌手としてデビュー、その後日本コロムビアへ移籍し、1977年の「旅の終りに」、1992年の「炎」のヒット曲で知られ、また三度『NHK紅白歌合戦』に出場した経歴をもち、さらに「炎」に代表される「ネオ演歌」「アクション演歌」が話題となり、自身のユニークなキャラクターも相まってバラエティ番組にも多く出演したことでも知られる演歌歌手の冠二郎（本名・堀口義弘）がこの日夕方、心不全のため埼玉県内の病院で死去（79歳没）。訃報は11日に日本コロムビアの公式サイトで発表され、体調不良のため長期にわたり療養していたという[544][545][546]。

  - 【CI・ロゴ・沖縄県】琉球放送（RBC、TBS系）はこの年開局70周年を迎えるに当たり、新たにパーパス「五感を揺さぶるコンテンツ創造と発信を通じ、沖縄の「いま」と「未来」に寄り添い続ける」とスローガン「一生によりそう一秒を。」を策定、ロゴデザインも一新しこの日より使用を開始した[547]。
- 9日 - 【災害・報道・石川県・BS】令和6年能登半島地震の影響で、甚大な被害が生じた石川県奥能登地域で地上波放送が視聴できない状況に陥っていることから、NHKはこの日の18時より、前年2023年11月末で放送終了したBSプレミアムで使っていたBS103チャンネル[注 143]で、総合テレビのニュース番組の放送を開始した。金沢放送局による石川県域のローカルニュース番組や全国向けのニュース番組のほか、『クローズアップ現代』『NHKスペシャル』で能登半島地震を取り上げた回も放送する[548][549]。
- 11日
  - 【報道・BPO】BPOの放送倫理検証委員会は、2023年1月12日にTBS系『news23』で放送された、農業協同組合（JA）の全国共済農業協同組合連合会（JA共済）の営業に関する報道において、内部告発した職員の身元がばれた問題に関し、「秘匿すべき内部告発者の周辺で身元特定が強く疑われる状況を招き、取材源の秘匿を貫くことができなかった」との考えを示し「放送倫理違反があったと判断する」との意見書を公表した[550]。
  - 【訃報】日本を代表する演歌歌手である北島三郎に入門し、1988年にビクターレコードより「おまえさがして」で歌手デビュー、1992年に放送された興和の口腔用ヨード剤『フィニッシュコーワ』のCMに出演。渡辺篤史（俳優・ナレーター）のナレーションによる「歌手の小金沢君…」のフレーズで一躍ブレイク。その後も日本盛のCMソングを歌唱し、2003年に発表した「ありがとう…感謝」がヒットするなど歌手としても地位を築き、タレントとしても数々のテレビ番組に出演した歌手の小金沢昇司がこの日未明、呼吸不全のため神奈川県内の病院で死去（65歳没）。訃報は15日に所属のキングレコードより公表された[551][552][553]。
- 12日 - いずれも【訃報】
  - 1965年に日本放送協会に入職し、報道記者としてアメリカ合衆国特派員など外信報道畑を歩み、1980年の『海外ウィークリー』キャスターを担当したのを皮切りに、1988年 - 1990年にはプライムタイム枠大型報道番組『NHKニュースTODAY』アンカーマンを務めるなどNHK報道の顔としてお茶の間に知られ、またNHK欧州総局長や解説委員などを務めたジャーナリストの平野次郎がこの日午後、肺炎のため東京都内の病院で死去（83歳没）[554]。
  - 1980年にTBSに入社。2025年現在放送中の『サンデーモーニング』や『news23』、また過去には『みのもんたの朝ズバッ!→朝ズバッ!』（2005年 - 2014年）など報道・情報番組のプロデューサーとして活動。晩年は編成局長や情報制作局長、執行役員兼制作局長を歴任した吉﨑隆がこの日の夜、肺がんによる右下咽頭腫瘤のため神奈川県川崎市内の病院で死去（67歳没）。訃報は17日にTBSホールディングスにより発表された[555][556]。
- 14日 - 【結婚・キー局】TBSテレビアナウンサーの宇内梨沙（2015年入社）がこの日、自身が出演したTBS系『アッコにおまかせ!』の番組エンディングで「2023年のクリスマス（＝12月25日）に結婚した」ことを生報告した[557][558]。
- 16日 - 【訃報】1980年代から本名名義で“高能力”という独自のジャンルを確立、1991年に芸名を改めてからもライブ・パフォーマンスや『スーパージョッキー』、『投稿!特ホウ王国』（いずれも日本テレビ系）、『めちゃ×2イケてるッ!』（フジテレビ系）などのバラエティ番組に数多く出演し、お笑い肉体パフォーマーとしてお茶の間に知られたタレントのエスパー伊東（本名：伊東万寿男（ますお））がこの日、てんかん重積のため入院先の病院で死去（63歳没）[559][560][561]。伊東は2018年に右変形性股関節症を発症し翌2019年に芸能活動を休止。さらに多発性脳梗塞及び認知症も患い入院生活の後に老人ホームに入居していたという。死因は19日に所属事務所により明らかにされた[560][561]。
- 19日 - 【訃報】旅役者の両親の下で3歳時に初舞台を踏み、1941年（昭和16年）に実妹の正司照枝と漫才コンビを組んで本格的に演芸活動を始め、第二次世界大戦終結後にはもうひとりの妹である正司花江を加えての漫才ユニット「かしまし娘」を結成して朝日放送『ごきげん横丁』を始めとするテレビ番組に数多く出演して戦後演芸界に一時代を築き、1981年にユニットとしての活動を休止してからは個人としての活動を展開し、時代劇を中心にテレビドラマに出演するなどした漫才師・タレント・俳優の正司歌江（本名：平井歌江）がこの日、老衰のため大阪市内の自宅で死去（94歳没）。訃報は24日に所属事務所のWAHAHA本舗から公表された[562]。
- 20日 - 【訃報】生命保険会社の社員を経てテアトル・エコーに入団し、1980年に肥後克広、上島竜兵（2022年没）、寺門ジモンの3名と共に「ダチョウ倶楽部」を結成し、初代リーダーを務めフジテレビ系の『ひょうきん予備校』などに出演、その後同グループを脱退した後にギュウゾウ・ダンナ小柳と共に「電撃ネットワーク」を結成し、肉体を駆使したパフォーマンス芸で数々のバラエティ番組に出演して一世を風靡。また個人としても北日本地産『3456（サガシゴロ）』（岩手県限定）のCMにも出演するなどタレントとしても活動したお笑い芸人の南部虎弾（なんぶ・とらた、本名：佐藤道彦）がこの日の夜に東京都内の自宅で倒れ、救急搬送先の病院で脳卒中のため死去（72歳没）。訃報は21日にグループの公式X（旧Twitter）にて公表された[563][564][565]。
- 24日 - 【訃報】1964年に大和銀行（後のりそな銀行）に入行、1998年に専務を退任後はりそな総合研究所会長や大阪学院大学教授を歴任、阪神タイガースの熱狂的なファンとしても知られ「阪神の勝利が関西の経済を活性化させる」という理論を提唱、またユーモアのある語り口から読売テレビ『ウェークアップ!ぷらす』『たかじんのそこまで言って委員会（後のそこまで言って委員会NP）』などテレビ番組のコメンテーターとして出演した、経済評論家の國定浩一がこの日、病気のため死去（83歳没）。訃報は30日に明らかにされた[566][567]。
- 25日 - 【不祥事・福島県】NHKはこの日、福島放送局コンテンツセンターに所属する報道記者が前年8月に飲酒運転により対面通行車両と接触し、相手方運転者を負傷させる交通事故を起こしていたことを明らかにした上で「飲酒運転の危険性を訴えるべき（同局の）責任を損なう言語道断の行為である」として、当該職員を2月1日付をもって諭旨免職処分とすることを発表した[568][569]。
- 29日
  - 【食・商品開発】フジテレビはこの日、化粧品メーカーの株式会社ポーラが展開する冷凍宅食惣菜「BIDISH」の事業展開に参加し、美の食材にこだわったメニューを商品として開発し、『わたしのための、BIDISH。』として2月20日より専門サイトにて順次発売することを発表。本事業ではフジテレビの5人の女性社員（参加メンバーは秋元優里〈元アナウンサー、ビジネス推進局〉、椿原慶子・竹俣紅〈共にアナウンス部〉ら）が開発したメニューを商品化し、『働く方の“食”の文化』に貢献することを狙いとする[570][571]。
  - いずれも【訃報】
    - 高校教師から旧中央公論社[注 144]に入社し、『婦人公論』副編集長を務めるなど編集者として活動、1966年に同社から独立し、1968年に小説「糸魚川心中」を発表するなどフリーの作家となった後はタレントとしてテレビ朝日系深夜番組『トゥナイト』（1980年 - 1994年）やNHK教育『芸能花舞台』の司会を務めるなどテレビ界でも足跡を残し、実生活では元TBSテレビプロデューサーの利根川展（とねがわ・まこと）の実父であった作家の利根川裕（とねがわ・ゆたか）がこの日未明、下肢閉塞性動脈硬化症のため東京都新宿区内の病院で死去（96歳没）。訃報は2月5日に明らかになった[572][573][574]。
    - 長崎大学から1957年に朝日麦酒（後のアサヒグループホールディングス）に入社し、主に営業畑でキャリアを積んだ後に同社取締役を経て社長及び会長を歴任、2008年には第19代日本放送協会会長に就任して1期3年務めるなど放送界にも足跡を残した実業家の福地茂雄がこの日、脳出血のため東京都内の病院で死去（89歳没）。訃報は2月5日に明らかになった[575]。
- 31日
  - 【活動進退・中京広域圏】1981年にアナウンサーとして東海テレビ放送に入社。同局ではアナウンサー、報道記者を経てドキュメンタリー番組のディレクターやプロデューサーとして『約束〜日本一のダムが奪うもの〜』（2007年）などの良質ドキュメンタリー番組を次々と発表したことで知られ、報道局役員待遇専門局長なども歴任したテレビプロデューサーの阿武野勝彦がこの日付で同局を退職。今後はフリーの映像作家として活動する[576]。
  - 【訃報】第二次世界大戦終結後の日本の文楽界において名人と謳われた八代目竹本綱太夫（1969年没）の子息として出生し、1953年に豊竹山城少掾（とよたけ やましろの しょうじょう、1967年没）に入門し、文楽師として弱冠9歳で「竹本綱子太夫（たけもと・つなこだゆう）」を名乗って初舞台を踏み、以後は近松門左衛門作品をメインに数々の舞台に立った外、文楽に留まらず歌舞伎や能などの伝統芸能とのコラボレーションも行うなど多彩な活動を展開、NHK総合のバラエティ番組『ばらえてい テレビファソラシド』を始め、テレビ・ラジオ媒体にも積極的に出演し、「文楽の伝道師」を自称して世に親しまれた文楽師で人間国宝の豊竹咲太夫（とよたけ・さきたゆう、本名：生田陽三）がこの日、肺炎のため死去（79歳没）[577]。

### 2月

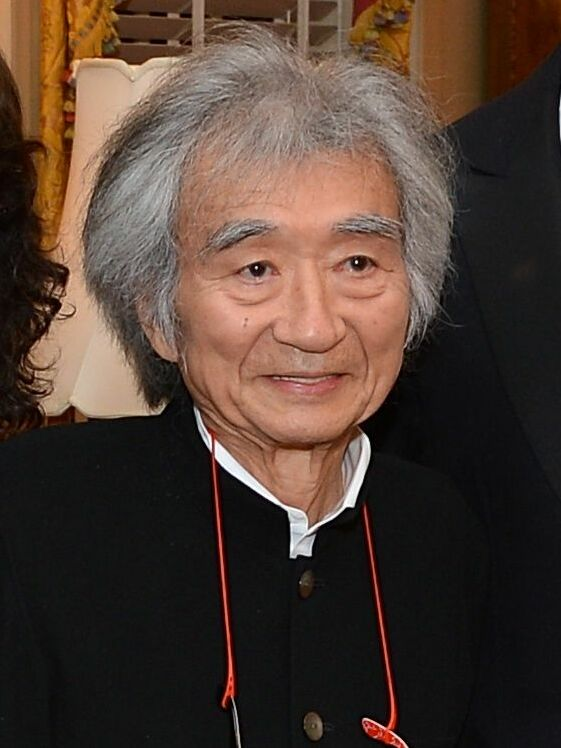
小澤征爾死去（2月6日、88歳没。写真は2015年12月撮影）

- 1日 - 【不祥事・チャリティ】日本テレビは同局系列31局[注 80]で放送の『24時間テレビ 「愛は地球を救う」』の寄付金に関し、2023年11月に日本海テレビの幹部社員（同月懲戒解雇）が着服していたことが発覚した問題を受けて、内部調査の結果と再発防止策を発表した。調査では新たな着服などの不正は確認されなかったものの、不適切な取扱事例があったことが明らかとなった。また再発防止策として外部弁護士を交えた不正防止対策チームを発足、新規約の策定やキャッシュレス募金の導入、監視・管理の厳密化などを実施する。この件に関して17日にチャリティー委員会の活動や寄付金の使い道、再発防止策を伝える特別番組を放送した（16時40分 - 17時）[578][579][580]。
- 6日 - 【訃報】桐朋学園短期大学音楽学部卒業後に群馬交響楽団の指揮者となり音楽界にデビュー。1960年代から海外へ渡りシカゴ交響楽団（アメリカ合衆国）、トロント交響楽団（カナダ）などでタクトを揮い、1973年から2002年までボストン交響楽団音楽監督を務め、日本ではNHK交響楽団指揮者や、長野オリンピック〈第18回オリンピック冬季競技大会〉[注 145]（1998年）開会式の「交響曲第九番」世界同時合唱の指揮を担当するなど世界のクラシック音楽界にその名を印し、また2006年にはNHK放送文化賞を受賞、2014年にはACジャパンのキャンペーンの一環として日本盲導犬協会のTVコマーシャル「パートナーのいる幸せ」に出演するなど、“世界のオザワ”のキャッチフレーズで親しまれ、実生活では俳優の小澤征悦の実父でもあった指揮者の小澤征爾がこの日、心不全のため東京都内の自宅で死去（88歳没）。訃報は9日に公表された[581]。
- 9日 - 【スポーツ・イベント】日本テレビでは本年が同局のプロレス中継開始70周年[注 146]となることを記念し、この日に後楽園ホール（東京都文京区）で『プロレス中継70年史 THE日テレプロレス』と題するイベントを開催。当日は同局がこれまで中継してきた『日本プロレス中継』（1954年 - 1972年）、『全日本プロレス中継』（1972年 - 2000年） 、『プロレスリング・ノア中継』（2001年 - 2009年）[注 147]の試合映像アーカイブより数々の名勝負・名場面を上映すると共に、全日本プロレス及びプロレスリング・ノアの現役所属選手による特別試合や前年8月に死去したテリー・ファンクの追悼コーナー[582] も組み込むハイブリッドイベントとなった。なお、同局ではこのイベントについて日テレジータスおよびHuluで生中継、地上波では同月19日（18日深夜）1時50分から放送された[注 148][583][584][585]。
- 13日 - 【訃報】フジテレビに1994年入社。『森田一義アワー 笑っていいとも!』や『さんタク』、『SMAP×SMAP』（関西テレビと共同制作）など主にバラエティ・音楽番組のプロデューサーとして活動し、『SMAP…』では自ら渡米し海外アーティストとの出演交渉にも携わっていた黒木彰一がこの日死去（54歳没）。訃報は翌14日に中日スポーツが関係者の話として報じ、ここ2年は闘病生活を送っていたという[586][587]。
- 15日
  - 【イベント】日本テレビ系『有吉の壁』発のライブイベントとして、この日、東京・有明アリーナ（江東区有明）にて『有吉の壁 BREAK ARTIST LIVE THE FIRST』を開催。2021年の『Break Artist Live'21 BUDOKAN』（日本武道館、東京都千代田区北の丸公園）、2022年の『Break Artist Live'22 2Days』（ぴあアリーナMM、神奈川県横浜市西区みなとみらい）に続き、同番組の人気企画である「ブレイクアーティスト選手権」の大型イベント第3弾としての開催となり、ライブイベントにはKOUGU維新をはじめ同企画のキャラクターが多数出演したほか、同イベントの番組MCを務める有吉弘行も初出演、さらには今回よりイベントとしては初めて声出しが解禁される形でのライブ開催が実施された[588]。
  - 【訃報】1969年にムードコーラスグループ「内山田洋とクール・ファイブ」のメンバーとして歌謡界入りし、「長崎は今日も雨だった」（1969年）や「そして、神戸」（1973年）などのヒット曲を発表し、『NHK紅白歌合戦』には通算11回出場[注 149]、2015年には「前川清とクール・ファイブ」としてアイリスオーヤマのテレビCMに出演した経歴を持つベーシストでタレントの小林正樹がこの日、老衰のため東京都内の病院で死去（81歳没）。訃報は21日に所属事務所の前川企画[注 150]及びテイチクエンタテインメントの連名で公表された[589]。
- 20日 - 【訃報】証券会社社員から1963年に日活第7期ニューフェイスとして吉永小百合主演の『光る海』で俳優デビューし、以後は数々の映画・テレビドラマ作品に出演。タレントとしては1967年からイメージキャラクターを務めた「山本海苔店」や「コーミソース」などのコマーシャルに出演し、お茶の間に親しまれた俳優の山本陽子がこの日、急性心不全のため静岡県熱海市内の病院で死去（81歳没）[590][591]。
- 24日
  - 【コンテンツ開発】TBSテレビはこの日、オンラインゲーム『Fortnite』上でオリジナルゲームを制作・配信することを発表。その第1・2弾として「フォトナユーチューバー」のLiaqN（りあん）とのコラボ企画が決定しており、同局アナウンサーの宇内梨沙（2015年入社、新規IP開発部の「eスポーツ研究所」所員を兼務）も企画会議に参加[592][593]。4月27日に第1弾「JAPANESE ZOMBIE SURVIVAL」、5月11日に第2弾「HUMAN HEAD CLIMB」がそれぞれ配信開始となった[594][595]。
  - 【訃報】1961年に日本テレビの刑事ドラマ「東京物語」に出演し、挿入歌『愛に生きる』で歌手デビュー。その年にリリースした『川は流れる』が大ヒットし、他にも『島育ち』や『奄美恋しや』、『ドリーム・ファイブ』などの楽曲で知られ、『NHK紅白歌合戦』にも5度出場。1971年に歌手活動を引退してからは実業家としても活動した仲宗根美樹（本名・國場勝子（くにば・かつこ））がこの日正午過ぎ、肺がんのため東京都渋谷区内の病院で死去（79歳没）。訃報は29日に日本歌手協会によって明らかにされた[596][597][598]。
- 27日 - いずれも【訃報】
  - 「俳優座養成所」8期生を経て劇団新人会で俳優及び演出家として長く活動し、NHK総合のテレビドラマ『事件記者』（1958年 - 1966年）にて青海記者役を演じたことで知られ、また外国映画の日本語版の放送に際してジャン＝ポール・ベルモンド（2021年没）やドナルド・サザーランドなどの出演作の吹き替えを長く担当、またTBS系のクイズバラエティ番組『ダウトをさがせ!』（毎日放送制作、1992年4月 - 1993年9月）ではナレーションを担当するなど多岐に亘る活動を展開した俳優の前田昌明がこの日、虚血性心疾患のため東京都内の自宅で死去（91歳没）[599]。訃報は3月9日に明らかになった。
  - ロカビリーシンガー・尾藤イサオのバックバンド「ザ・バロン」のベース兼ボーカルを経て、NHKの音楽番組『ステージ101』（1970年 - 1974年）のオーディションに合格し、出演メンバー「ヤング101」の一員として活動、終了後はボーカリストとしてフジテレビ系『ひらけ!ポンキッキ』挿入歌「パップラドンカルメ」や朝日放送制作・TBS系→NET（後のテレビ朝日）系『はじめ人間ギャートルズ』エンディングテーマ「やつらの足音のバラード」（ちのはじめ名義）などのテレビ主題歌やCMソングを歌ったことでも知られ、スタジオミュージシャンとしても活動した、歌手の若子内悦郎がこの日死去（74歳没）。訃報は公式サイトで発表され、あわせてこの2年あまりがんで闘病していたことも明かされた[600]。
- 29日
  - 【活動進退】
    - 【静岡県】静岡放送（SBS、TBS系）アナウンサーの山﨑加奈（2019年入社）は、この日付で4年11か月在職した同局を退職。今後の進路についてはフリーに転向する意思を明らかにしている[601]。
    - 【広島県】中国放送（RCC、TBS系）アナウンサーの河村綾奈（2014年入社）は、この日付で9年11か月在職した同局を退職[注 151]。退職後は「家族との時間を大切にしたい」としている[602]。その後5月17日に元プロ野球選手で広島東洋カープ2軍打撃コーチの新井良太と結婚したことを公表した[603]。

  - 【放送事故・近畿広域圏】読売テレビで、『ヒルナンデス!』放送中の11時58分29秒から43秒間にわたり、実際には発生していないにも関わらず「四国沖の地震で長周期地震動を観測しました」などの地震速報スーパーを誤って送出する放送事故が発生。当時同局報道局において大地震発生時に備えた訓練を実施しており、その際に訓練用の字幕スーパーを送出する指示を誤って出し、最終確認も怠ったために間違って放送波に乗ってしまったもの。同局は総務省近畿総合通信局にこの事故を報告すると共に、同番組内で謝罪放送を2回行った[604] ほか、同局公式サイトでも謝罪文を掲載した[605]。
  - 【報道・倫理・北海道】札幌テレビ（STV、日本テレビ系）の情報番組『どさんこワイド』が2023年11月15日に放送した札幌市内の路上生活者の男性を特集した際、男性の暮らす場所を特定できる形で紹介したりするなどし、さらにこの特集が同局公式YouTubeチャンネルで公開し、視聴者から中傷するコメントがあったことから、市内のホームレス支援2団体は28日付で、プライバシー・名誉権の侵害や放送倫理違反があったとして同局に抗議文を送付、あわせてBPO放送倫理検証委員会にも審議を求める要請書を送付したことをこの日明らかにした。札幌テレビ側は「プライバシーに配慮しており、放送倫理上問題があったとは考えていない」とコメントしている[606]。

### 3月
- 1日
  - 【賞】NHKが令和5年度『第75回NHK放送文化賞』受賞者を発表。本年度の受賞者は草刈正雄（俳優）、谷川俊太郎（詩人）、川平朝清（元アナウンサー）ら6名[607][608]。
  - 【訃報】広告デザイン会社のデザイナーから1978年1月に「週刊少年ジャンプ」（集英社）の新人賞と位置付けられる月例ヤングジャンプ賞に応募したことがきっかけとなり漫画家へ転向、『週刊少年ジャンプ』1978年52号に掲載された『ワンダーアイランド』でデビュー、1980年代から週刊少年ジャンプに相次いで連載された『Dr.スランプ』および『ドラゴンボール』が大ヒット作品となり、それぞれフジテレビ系で『Dr.スランプ アラレちゃん』や『ドラゴンボールシリーズ』（いずれも東映アニメーション制作）などとして放送され、晩年に至るまで漫画だけでなく『ドラゴンクエストシリーズ』『クロノ・トリガー』などのコンピュータゲームのキャラクターデザインをはじめ、多種多様の制作活動を展開するなど世界的に知られた漫画家の鳥山明がこの日、急性硬膜下血腫のため死去（68歳没）。訃報は8日に自ら主宰していた事務所「バード・スタジオ」より発表された[609][610][611]。
- 1日 - 31日 - 【キャンペーン】国際連合が提唱し、制定した『国際女性デー』（3月8日）に合わせ、NHKと民放各局に在籍する女性アナウンサー及び報道記者7人により、「女性の生き方や健康について考える情報を集中して発信する」キャンペーン『＃国際女性デーだから』をこの期間実施。参加者はNHK：伊東敏恵、日本テレビ：鈴江奈々、テレビ朝日：森川夕貴、TBS：久保田智子（元アナウンサー・報道記者）、テレビ東京：佐々木明子、フジテレビ：佐々木恭子、TOKYO MX：森田美礼。これらの参加者により、進学や就職などの人生活動の岐路の狭間に立つ女子学生を応援するトークイベントを3月3日に開催した。参加各局では本キャンペーンに関する発信についてそれぞれの形で行う方針[612]。
- 4日 - 【訃報】1981年にフジテレビ系アニメ『うる星やつら』で幼稚園児役で声優デビュー。その後1990年1月に放送が開始された同系アニメ『ちびまる子ちゃん』の主人公・まる子役に抜擢され有名となり、他のアニメでは朝日放送（当時）制作・テレビ朝日系『まじかる☆タルるートくん』（1990年 - 1992年）の主人公・タルるート役や、中部日本放送（当時）制作・TBS系『みかん絵日記』（1992年 - 1993年）の主人公・みかん役を担当、またテレビ朝日系『銭形金太郎』などのテレビ番組やコマーシャルのナレーション、紀行番組のリポーター、さらにはシンガーソングライターとしても活動していたTARAKO（本名非公表）がこの日死去（63歳没）。死因は明かされていないが、所属事務所によると今年に入って闘病しながら声優活動を続けていたという[613][614][615]。
- 5日
  - 【人事・活動進退】NHKは放送総局（東京本局）アナウンス室室長に、宇都宮放送局前局長の黒崎めぐみ（1991年入職）をこの日付で就任させる人事を発令し執行[616]。
  - 【キャンペーン・地域振興・宮城県】東北放送（tbc、TBS系）では、本年が同局のテレビ放送開始65周年を迎えることから記念事業の一環として『わっしょい! みやぎ』と題するコーポレートキャンペーンを展開することを発表。本キャンペーンでは祭礼（まつり）をテーマとし、「祭りからふるさと宮城を知り、愛する」ことを主眼に、同局が放送するテレビ・ラジオの各番組内に於いて宮城県内で催されるあらゆる祭礼を取り上げ盛り上げることで地域振興の一助を担うことを狙いとする[617]。
  - 【結婚・近畿広域圏】朝日放送テレビアナウンサーの澤田有也佳（2016年入社）はこの日、自身が出演するレギュラー番組『おはよう朝日です』で「（親会社である）朝日放送グループホールディングスの社員と結婚した」ことを明らかにした[618]。
- 6日 - いずれも【不祥事】
  - 【バラエティ】フジ・メディア・ホールディングス（FMHD）傘下のテレビ番組制作会社で、フジテレビ系『run for money 逃走中』や『全力!脱力タイムズ』などを制作しているフジクリエイティブコーポレーション（FCC）が、東京都内のマンションの入り口を塞ぐような形で撮影し、住民とトラブルになっていたことを受け、同社はこの日公式サイトで謝罪文を掲載した。このトラブルは住民が2日にSNS上で明らかにしたもので、同社は同日撮影を行っていたが、本来撮影許可を得ていた道路から離れていたにもかかわらず、無断でマンションの入り口を塞いだり敷地内を勝手に使ったことから住民側が撮影の中断を求めたところ、継続しただけで無くスタッフから住民を軽視する発言があったほか、警察も出動する事態となっていた[619][620]。同社は具体的な番組名を明かしていないが、スポーツ紙の取材に応じた住民によると「『…逃走中』の撮影をしていたと思う」と語った[619]。
  - 【近畿広域圏】毎日放送はこの日、自局制作の情報番組（土曜午前枠）である『せやねん!』の番組コーナー素材ロケーション撮影を本年2月27日に和歌山県東牟婁郡串本町の海上で実施した際、映像リポートを担当する出演者を始めとする番組スタッフらが乗船した漁船が高波の影響で大揺れし、40歳代の撮影スタッフが船内で腰を強打し、第二腰椎圧迫骨折（全治2か月）を受傷する船舶内事故を発生させた。このため同局では海上保安庁[注 152]に事故の詳細を報告したが、その際に番組担当ディレクター（同局社員）が乗船人数を偽って報告しており、また、撮影に使用した漁船も効力がない船舶検査証書を所持していたことも判明した。これを受けて同局では海上保安庁に対して虚偽報告の謝罪及び修正申告を行った上、負傷者を出したことに対して深くお詫びし、誠心誠意対応する旨を明らかにした[621][622]。
- 10日 - 【訃報】1978年に葦プロダクションに入社しアニメーターとしてのキャリアを開始、1984年に同社の若手スタッフが独立してカナメプロダクションを設立後は日本テレビ系『魔境伝説アクロバンチ』（1982年）やTBS系『プラレス3四郎』（1983年 - 1984年）のキャラクターデザインを担当、フリーランスになりイラストレーターに仕事の軸足を移して以降も日本テレビ系『新世紀GPXサイバーフォーミュラシリーズ』（1991年 - 2000年）やWOWOW『ブレンパワード』（1998年）のキャラクター原案、毎日放送・TBS系『機動戦士ガンダムSEEDシリーズ』のデザイン協力などに携わった、イラストレーター・アニメーター・漫画家のいのまたむつみ（本名：猪股睦弥）がこの日死去。訃報は18日に本人のXアカウントで妹が発表した[623]。
- 11日 - 17日 - 【キャンペーン・社会貢献】テレビ東京ではこの期間、2021年から開始しているSDGsへの意識向上キャンペーンとして『SDGsウイーク』を展開。同キャンペーンは「大切にします、ミライ 〜ずっと地球と一緒に〜」をキャッチコピーに掲げ、同局のレギュラー番組や特別番組などを通してSDGsへの意識向上を浸透させていく方針。なお過去3回は週末のみの開催だったが、今年は一週間ぶち抜きの形となった[624]。
- 12日
  - 【人事】総務省はこの日、第213回国会での承認議決を経て1日付で日本放送協会経営委員会委員に就任した4名（古賀信行【実業家】、坂本有芳【教育学者】〈以上、新任〉及び尾崎裕【実業家】、不破泰【通信学者】〈以上、再任〉）[625] に対する辞令交付式を執行[626]。その後に開催した経営委員会の会合で古賀を第25代委員長に互選した[627]。
  - 【訃報・近畿広域圏】毎日放送にアナウンサーとして1971年4月入社。テレビ番組ではTBS系全国ネットで放送された『すてきな出逢い いい朝8時』（1983年 - 2001年）や『クイズ!!ひらめきパスワード』（1985年 - 1992年[注 153]、ロート製薬一社提供）、『乾杯!!トークそんぐ』（1989年 - 2000年）などで司会を務め、また同局アナウンサー室長を歴任。2008年6月に定年退職した後もフリーアナウンサーとして主にラジオで活動していた野村啓司がこの日死去（75歳没）。訃報は25日に同局から公表された[628][629]。
- 14日 - いずれも【訃報】
  - 1961年に文学座で『十日の菊』（作：三島由紀夫（1970年没））で初舞台を踏んだ後は舞台や映画、テレビドラマなど数多くの作品に出演し、タレントとしても毎日放送制作の自然動物番組『野生の王国』で第4代ナレーターを務めたり（1984年 - 1990年）、宗政酒造（佐賀県西松浦郡有田町）の麦焼酎「のんのこ」のテレビCMに出演。また東海大学文化社会学部文芸創作学科教授として教鞭を執るなど多岐にわたる活動を展開した俳優の寺田農（てらだ・みのり）がこの日未明、肺がんのため死去（81歳没）。訃報は23日に所属事務所「CESエンタテインメント」より公表された[630][631]。
  - 田園調布雙葉高校卒業後に舞台俳優となり数々の舞台に出演、テレビドラマにも数多く出演。タレントとしても学校教育番組『できた できた できた』（NHK Eテレ）や清酒大関のTVCMなどに出演した経歴を持つ舞台俳優の長田奈麻（おさだ・なお）がこの日死去（56歳没）。死因は非公表。訃報は19日に劇団の公式サイトで公表された[632][633]。
- 18日
  - 【イベント・謝罪・大分県】テレビ大分（TOS、日本テレビ系・フジテレビ系クロスネット）は、16日・17日の両日に同局が主催し、大分市の大分スポーツ公園で行われた音楽イベント「ジゴロック2024〜大分“地獄極楽”ROCK FESTIVAL〜」で、近隣から騒音についての苦情が相次いだことを受け、この日同局公式サイトで「特に17日は気象の影響により会場から数キロ離れた地点にも音が響いていた」とし、続けて「近隣及び影響のあったエリアの皆様には大変申し訳ありませんでした。今回頂いた意見を元に改善に務めて参ります」と謝罪した[634][635]。
  - 【訃報】1997年のパリ・ダカールラリーで日本人初となるAUTO部門総合優勝、世界ラリー選手権（WRC）では1991年及び1992年に日本人初となる総合優勝（連覇）を達成するなど日本を代表するラリードライバーとして知られ、また勤務先でもあった三菱自動車の「ランサーエボリューション」や「パジェロエボリューション (市販車)」のテレビCMに出演した経歴を持つラリードライバーの篠塚建次郎がこの日午前、膵臓がんのため入院先の長野県諏訪市内の病院で死去（75歳没）[636]。
- 21日
  - 【結婚・キー局】TBSテレビアナウンサーの喜入友浩（2017年入社）が、この日出演したTBSラジオ『パンサー向井の＃ふらっと』の放送中に結婚を発表[637]。
  - 【訃報】1981年より放送作家として活動を開始し、『森田一義アワー 笑っていいとも!』（フジテレビ）などの放送番組の構成に携わったほか、落語研究者としても著作を多く発表した放送作家・演芸評論家の石井徹也がこの日死去（67歳没）。石井の訃報は29日に放送作家の和田尚久が自身のX（旧Twitter）で明らかにした[638]。
- 22日 - 【不祥事】小林製薬がこの日、自社で販売していた「紅麹コレステヘルプ」について、腎疾患などの健康被害が出たことを公表[639]。この商品に関し、TBS系『ひるおび』では本年1月30日・2月15日・同月23日放送分の3回にわたり計65名に視聴者プレゼントとして発送していたことが判明した。TBSテレビでは当選者に連絡を取っており、発送済みの商品は使用せず、既に使用して体調不良を感じた場合には専用の健康相談受付センターへ相談するよう呼びかけている[640]。
- 28日 - 【不祥事・新潟県】テレビ新潟放送網（TeNY、日本テレビ系）のコンテンツ戦略局に所属していた30代の社員の男が、同局がグループ会社に支払った制作費の一部168万円を着服したとして、同局は前日の27日付で懲戒解雇処分にしたことを発表。男から全額が返金されておらず、今後返還を求める方針と共に、総務省への補助金の申請も辞退した。当該不祥事について同局は「関係者並びに視聴者の信頼を裏切る行為であり心からお詫び申し上げる。今後は社内のチェック体制を強化し、また倫理・コンプライアンス研修を実施して再発防止に努める」とコメントした[641]。
- 29日 - いずれも【訃報】
  - 1952年にアナウンサーとして日本放送協会（NHK）に入職。『きょうのニュース』（後の『ニュース7』）キャスターや『こんにちは奥さん』、『歴史への招待』、『クイズ面白ゼミナール』の司会など数々の番組を担当。『NHK紅白歌合戦』では1983年から3年連続白組司会を担当するなどNHKを代表するアナウンサーとして活動し、1988年にNHKを退職した後も民放番組に出演するなど精力的に活動したフリーアナウンサー・司会者・随筆家の鈴木健二がこの日、老衰のため福岡市内の病院で死去（95歳没）。訃報は4月3日に明らかにされた[642][643]。
  - 1988年に『ラプラスの魔』で小説家デビュー、ゲームデザイナー集団グループSNEの設立に参画し、SF作品やファンタジー作品を中心に小説執筆やゲームデザインなどを手掛け、中でも怪獣被害を自然災害として扱ったSF小説『MM9』が2010年に毎日放送で特撮ドラマ化、そのかたわらオカルトなどを扱った「トンデモ本」を楽しむ集団「と学会」の初代会長としても知られ、フジテレビ系『奇跡体験!アンビリバボー』などへのメディア出演経験をもつ、作家・ゲームデザイナーの山本弘がこの日、誤嚥性肺炎のため死去（68歳没）。訃報は4月4日に自身のXアカウントにて娘名義で公表された[644]。
  - 1998年にヘアサロンapishを開業、「カワイイ」を訴求したサロンとして一世を風靡し、フジテレビ系『B.C.ビューティー・コロシアム』では美のプロフェッショナルとして出演、ワイドショーなどの変身企画にも出演するなど「カリスマ美容師」として名が知られた、美容師の坂巻哲也がこの日死去（61歳没）。訃報は4月7日にapishより発表され、かねてより病気療養中だったという[645]。
- 30日 - 【結婚・キー局】テレビ東京アナウンサーの池谷実悠（2019年入社）は、自身が進行役を務める『伊集院光&佐久間宣行の勝手にテレ東批評』の番組内で「一般男性と結婚した」ことを明らかにした[646]。
- 31日
  - 【活動進退】
    - 32年間にわたって放送作家・脚本家として活動してきた鈴木おさむがこの日をもって引退。引退は2023年10月12日の自身のX（旧Twitter）で表明し、翌13日にはTOKYO FMの番組でリスナーに対して改めて表明した[647][648]。
    - 吉本興業所属のお笑いコンビ・和牛がこの日をもって解散[注 154]。メンバーの水田信二、川西賢志郎は引き続き吉本に所属し、ともにピンとして活動する[649]。
    - NHKアナウンサーの横尾泰輔（1998年入職）がこの日付で同局を退職。退職後の4月以降は神戸大学法科大学院に在学し法曹を目指している[650]。
    - 【キー局】
      - 日本テレビアナウンサーの藤井貴彦（1994年入社、30年在職）と上重聡（2003年入社、21年在職）は、この日付で同局を退職し、ともにフリーアナウンサーに転向[651][652]。
      - 元TBSテレビアナウンサーで当時報道局に所属している久保田智子（2000年入社[注 155]）は、この日付で同局を退職し、姫路市教育委員会の教育長に就任する[653]。
      - テレビ東京アナウンサーの福田典子（2016年入社[注 156]）は、この日付で約7年在職した同局を退職。退職後は一般企業に転職する予定だが、転職予定先企業が副業兼職を認めていることからフリーランスとしてアナウンサー活動を行う意向も持っているという[654]。

    - 【静岡県】静岡朝日テレビ（SATV、テレビ朝日系）契約アナウンサー（本籍：セント・フォース）の久保円華（2018年入職[注 157]）がこの日付で出向解除となり、6年間在籍した同局から離職した[655]。
    - 【富山県】北日本放送（KNB、日本テレビ系）アナウンサーの粟島佳奈子（2011年入社）がこの日付で13年間在職した同局を退職[194]。
    - 【福岡県】九州朝日放送（KBC、テレビ朝日系）アナウンサーの松下由依（2020年入社）は、この日に更新した自身のSNSで「2024年3月31日付で九州朝日放送を退社し、今後はフリーアナウンサーとして活動すること、またイラストレーターや書道家としても活動して行く」ことを発表した[656]。
    - 【長崎県】テレビ長崎（KTN、フジテレビ系）アナウンサーの中村葉月（2020年入社）は、この日付で4年間在職した同局を退職。今後は日本を離れ海外で自己研鑽を重ねつつ新たな発信をしたいとしている[657]。

  - 【終了・CS】スカパーJSATはスカパー!で提供のJ SPORTSやスターチャンネル 4KなどのCS4K放送をこの日をもって終了（BSのWOWOW 4KおよびBS/CSでの2K放送は継続）[658]。

### 4月
- 1日
  - 【人事】
    - 【キー局】

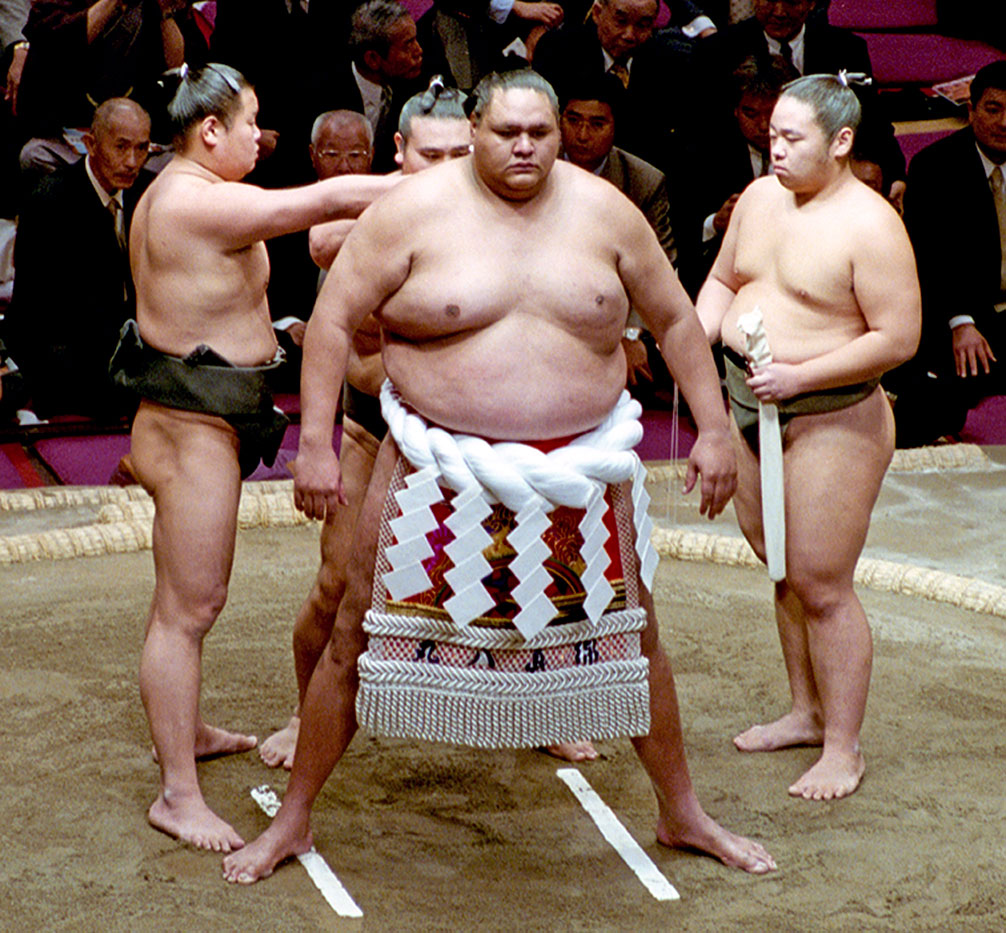
曙太郎死去（4月6日、54歳没。写真は2001年9月撮影）

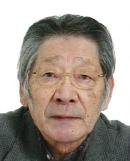
笠谷幸生死去（4月23日、80歳没。写真は2018年撮影）

      - 【活動進退】テレビ朝日アナウンサーの森川夕貴（2016年入社）は、2021年に結婚した夫（医師）の勤務先異動に同行することを理由として、この日付で同局を休職[659]。
      - テレビ東京はこの日付でチーフアナウンサーの佐々木明子（1992年入社）をフェロー（アナウンス・テレ東BIZ担当）に就任させると共に[660]、同じくアナウンサーの片渕茜（2016年入社）を報道局へ異動させ、キャスター専任とする人事を発令し、執行[661]。

    - 【近畿広域圏】朝日放送テレビはこの日付で、当時社長の山本晋也[注 158] が代表権のある会長に就き、新社長として取締役の今村俊昭を昇任させる人事を発令・執行[662][663]。
    - 【BS】WOWOWはこの日付で、当時社長の田中晃が代表権のある会長に就き、新社長として取締役副社長執行役員の山本均を昇任させる人事を発令・執行[664]。

  - 【企業再編】
    - 【アニメ】バンダイナムコグループの映像事業会社バンダイナムコフィルムワークスは、この日付でアニメ制作会社エイトビットを完全子会社化[665]。あわせて子会社のSUNRISE BEYONDを吸収合併した[666]。
    - 【近畿広域圏】朝日放送グループホールディングスはABCフロンティアの株式を朝日放送テレビとの間で交換、同社の完全子会社にするグループ再編を実施[667]。

  - 【情報・バラエティ・放送事故】TBS系『ラヴィット!』放送中の9時23分ごろ、CM明けに突如朝鮮民主主義人民共和国（北朝鮮）の軍事パレードの模様が10秒間流れる放送事故があり、後にサブMCを務める田村真子（TBSテレビアナウンサー）が「本来であればJアラート緊急時などに用意していた映像が誤って放送されました。視聴者の皆様には大変ご迷惑をお掛けし失礼しました」と謝罪した[668][669]。
- 5日
  - 【結婚・キー局】テレビ朝日アナウンサーの下村彩里（2019年入社）が、前年の秋に結婚していたことがこの日判明[670]。
  - 【経営】テレビ朝日ホールディングスはこの日行われた取締役会にて、前年12月に資本業務提携を締結したホビーメーカー壽屋の株式をテレビ朝日を通じて追加取得し、持分法適用関連会社化したことを発表した[671]。
- 6日・7日 - いずれも【イベント】
  - 【北海道】北海道テレビ（HTB、テレビ朝日系）はこの2日間、『HTB春の感謝祭 in サッポロファクトリー』と題するイベントをサッポロファクトリー（札幌市中央区）で開催。当日は同局の看板番組である『イチオシ!!』『イチモニ!』の出演者によるトークショーなど各種の催し物を実施した[672]。
  - 【宮城県】東北放送（tbc、TBS系）はこの2日間、『tbc桜まつり2024』と題するイベントを同社社屋敷地のモリーノひろば（仙台市太白区）で開催。この両日はTBCテレビにて「生中継!tbc桜まつり2024」（6日12時10分 - 13時）の公開生放送を行うなど、様々な催し物を実施した[673]。
- 6日 - 【訃報】1988年（昭和63年）3月場所で初土俵を踏み、1993年（平成5年）3月場所で第64代横綱に昇進、幕内最高優勝11回を数え、2001年（平成13年）1月場所を最後に現役を引退。その後格闘家に転身して全日本プロレスに於いて同団体の象徴にしてフラッグシップ王座でもある「三冠ヘビー級選手権」を2度獲得するなど格闘界でも大いなる足跡を残すなどし、タレントとしてもサッポロビールやサントリーのテレビコマーシャルやバラエティ番組にも出演した経歴を持つ元大相撲力士・格闘家の曙太郎（日本名同じ、アメリカ合衆国国籍時代の氏名はチャド・ジョージ・ハヘオ・ローウェン[注 159]）がこの日、心不全のため死去（54歳没）[674][675][676]。
- 10日
  - 【情報・報道・不祥事・青森県】青森テレビ（ATV、TBS系）がこの日放送した情報番組『わっち!!』内のニュースで、上北郡七戸町で発生した死体遺棄事件に絡み、女性被告の顔写真を誤って別人の顔写真を放送していたことが分かり、その日のうちに訂正・謝罪した。顔写真の取り違えは視聴者からの指摘で判明したもので、同局は「記者と複数のスタッフの連絡に不備があり、確認の甘さがあった。大変反省している」とコメントした[677]。
  - 【経営・活動進退】SMILE-UP.（旧ジャニーズ事務所）からタレントマネジメント業務を継承したSTARTO ENTERTAINMENTがこの日より本格的に業務を開始、28組295名のタレントと契約を結んだ事も明らかにした[678]。その一方で活動休止中の嵐（大野智、櫻井翔、相葉雅紀、松本潤、二宮和也[注 160]）がこの年の11月にデビュー25周年を迎えるのを節目として、メンバー5人による新会社「株式会社嵐」を3月25日付で設立、代表取締役に四宮隆史（弁護士、スターサンズ・CRG両社代表取締役）を迎え入れ、STARTO社とエージェント契約を締結したことも明らかにした[679][680]。
- 11日 - 【訃報】1955年に研究生として劇団四季に入団し、俳優としての修行を積む一方で劇団四季創設者の浅利慶太（2018年没）や東北新社創業者の植村伴次郎（2019年没）との縁もあり、テレビ創世記の1950年代半ばより声優として外国テレビドラマの日本語版吹替えを数多く担当、また国産テレビアニメではフジテレビ系『0戦はやと』（1964年、制作：ピー・プロダクション）を皮切りに同局系『フランダースの犬』（1975年、制作：日本アニメーション）など数々の作品に出演、また明星食品の即席麺「チャルメラ」などのCMのナレーションを担当するなど幅広く活動した俳優・声優の村松康雄（本名：村松為久（ためひさ））がこの日、老衰のため横浜市内の病院で死去（91歳没）。訃報は所属事務所の「オフィス薫」より20日に公表された[681][682]。
- 12日
  - 【キー局・活動進退】TBSテレビはこの日、同局アナウンサーの野村彩也子（2020年入社）について、「過労のため休養中」と書面で公表。「現在、医師の指導のもと復職に取り組んでいるところですので、ご家族を含め周辺の取材や報道についてご配慮いただきますようお願いいたします」と呼び掛けている。なお、実父の野村萬斎が14日より放送開始の日曜劇場『アンチヒーロー』に出演することと本件とは無関係としている[683]。
  - 【訃報】1960年に「佐川ミツオ」の芸名で「二人の並木径」で歌手としてデビュー。その後1968年にリリースした「今は幸せかい」がヒットし、『NHK紅白歌合戦』にも4度出場。また俳優としてテレビドラマや映画でも活動した佐川満男がこの日未明、胆のう炎のため神戸市内の病院で死去（84歳没）。訃報は20日に所属事務所及び映画『あまろっく』の公式Xアカウントにより公表された[684][685]。
- 15日 - 【訃報】文学座附属演劇研究所、円演劇研究所を経て1997年に演劇集団 円正会員俳優となり、舞台、映画、テレビドラマに数多く出演、また声優としてトーマス・ヘイデン・チャーチの吹き替えや2005年放送のテレビ東京系アニメ『CLUSTER EDGE』（制作：サンライズ）に出演した経歴を持つ俳優・声優の関貴昭がこの日、食道がんのため死去（54歳没）。訃報は23日に円企画の公式サイトで公表され、かねてから病気療養中だった[686][687]。
- 18日 - 【訃報】1963年にNET（後のテレビ朝日）『狼少年ケン』（東映動画（後の東映アニメーション）制作）ウォーリー役でデビュー、日本テレビ系『天才バカボン』『元祖天才バカボン』（前者は読売テレビ制作、東京ムービー制作）のバカボン役（初代）をはじめ、NET系『もーれつア太郎』（第1作、東映動画制作）やフジテレビ系『赤胴鈴之助』（東京ムービー制作）などの主人公を数多く演じたほか、前年2023年に降板するまでいずれもフジテレビ系の『サザエさん』花沢花子役（2代目）や『ちびまる子ちゃん』山田笑太役（初代）を演じた事でも知られ、日本テレビ系『はじめてのおつかい』シリーズやテレビ朝日系『スーパーJチャンネル』のナレーションも担当した、声優・ナレーターの山本圭子がこの日、敗血症で死去（83歳没）。自身も設立に参画した所属事務所の青二プロダクションが7月29日に訃報を公表したもので、遺族の意向によりこの日の発表となった[688][689]。
- 21日 - 【訃報】1960年代より欧州でピアニストとして活動、1991年にNHK教育にて放送された『ETV特集』「フジコ〜あるピアニストの軌跡〜」がきっかけで一躍その名を知られるようになり、世界各地で演奏活動を展開。母国である日本では『ファミリーヒストリー』「フジコ・ヘミング〜母の執念 魂のピアニスト誕生」（2020年2月24日／NHK総合）や『グレーテルのかまど』「フジコ・ヘミングのカルトッフェルプッファー」（同年3月30日／NHK Eテレ）など数多くの番組に出演したことでも知られたスウェーデン国籍ピアニストのフジコ・ヘミング（本名：ゲオルギー＝ヘミング・イングリッド・フジコ[注 161]）がこの日、膵臓がんのため死去（91歳没）。訃報は5月2日にフジコ・ヘミング財団より発表された[690][691]。
- 23日
  - 【事業・社会貢献・地域・新潟県】新潟放送（BSN、TBS系）はこの日、新潟国際情報大学（本部・新潟市）との間で、教育振興並びに人材の育成、防災や地域振興などの社会的課題の解決及び発展に寄与していくことを狙いとする産学包括連携協定を締結したことを発表した[692]。
  - 【訃報】1960年代より日本のノルディックスキー・ジャンプ競技の第一人者として勇躍し、 1972年の札幌オリンピック70m級ジャンプ（後のノーマルヒル）に於いて1本目84m、2本目79mを飛び、合計得点244.2で冬季オリンピック日本選手団初の金メダルを獲得、1976年に現役を引退した後は後進の指導に当たりつつ国際スキー連盟（FIS）公認ジャンプジュリー（審判員）としても活動、またNHK教育テレビの『テレビスポーツ教室』講師や、1980年のレークプラシッドオリンピックではNHKの70m級・90m級ジャンプ中継の解説を務めるなどした元スキージャンプ選手・指導者の笠谷幸生がこの日、虚血性心疾患のため札幌市内の病院で死去（80歳没）。訃報は25日に公表された[693]。
- 25日
  - 【人事・活動進退】NHKはこの日付で新役員人事を発令・執行。このうち前月アナウンス室長に就任した黒崎めぐみ（1991年入職）が新たに理事に就任する。アナウンサー出身の役員は2005年 - 2008年に副会長を務めた永井多恵子以来16年ぶりとなる。黒崎の理事就任に伴い、後任のアナウンス室長は髙橋美鈴（1994年入職）が就任する[694]。
  - 【結婚・キー局】テレビ朝日アナウンサーの島本真衣（2006年入社）が一般男性と再婚していたことがこの日までに判明。同局もマスコミの取材に対してその事実を認め、今後も仕事は継続する予定であると表明した[695][696]。
- 26日
  - 【不祥事・東京都】TOKYO MXは、番組制作部門の常務取締役が番組制作会社に対して、2015年から2023年にかけて飲食代などの接待費約3500万円余りを「VTR制作費」の名目で同局に虚偽請求し受け取っていたことを公表。常務は近く辞任するほか、「管理体制に不備があった」として代表取締役会長の後藤亘、代表取締役社長の伊達寛ら常勤取締役5人、常勤監査役の役員報酬を一部自主返納する。なお詐欺や横領には該当しないとして刑事告訴は行わない方針[697]。
  - 【訃報】共立女子大学卒業後、フランス留学を経て1964年にブライダルファッションデザイナーとして世に出た後、ウェディングドレスを一般大衆に広めるべく多種多様の活動を展開。また『NHK紅白歌合戦』では長年出場している水森かおりのステージ衣装を手掛けたり、フジテレビの番組『悪魔のサイフ』（2022年8月24日・31日放送）では中居正広（タレント、元SMAP）と共に司会を務めるなどテレビ界でも大いなる足跡を残したファッションデザイナーの桂由美（本名：結城由美、旧姓：満生）がこの日死去。死去2日前の24日に94歳の誕生日を迎えたばかりだった。訃報は30日に所属事務所であるユミカツラインターナショナルから公表された[698]。
- 28日〜5月4日 - 【キャンペーン・社会貢献】TBSホールディングス傘下の放送事業者[注 162]が合同で2020年11月に開始し、今回8回目となるSDGsへの意識向上キャンペーン『地球を笑顔にするWEEK 2024春』を展開。今回のテーマを「ACTION!未来の子どもたちへ」とし、キャンペーン大使にバナナマン（お笑いコンビ）、小泉孝太郎（俳優）、堀田真由（女優）、さかなクン（魚類学者・イラストレーター、東京海洋大学客員教授）、日比麻音子（TBSアナウンサー）を起用した[699]。またTBSテレビではキャンペーン最終日の5月4日午後に4時間の大型特番『超こどもの日 2100年まで生きる君へ』を生放送。同キャンペーン大使のバナナマンと小泉孝太郎が総合MCを務めた[700]。
- 30日 - 【活動進退・近畿広域圏】朝日放送テレビ（ABC、テレビ朝日系）アナウンサーの橋詰優子（1997年入社）は、「人生を一度リセットしたい」との意思によりこの日付で27年間在職した同局を退職[701]。

### 5月

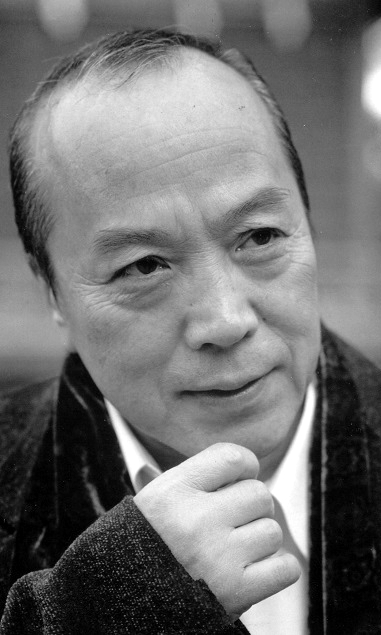
唐十郎死去（5月4日、84歳没。写真は2021年11月撮影）

- 1日 - 【経営問題・近畿広域圏】朝日放送グループホールディングスがこの日発表した2024年3月期の業績予想修正で、当期純損益が当初の黒字予想から一転、約8億5000万円の赤字に陥る見通しであることを表明した。売上高は前年度より上回ったものの、持分法による投資損失、子会社ののれん減損損失、及び子会社の海外事業投資損失などを計上したことによる[702][703]。
- 2日 - 【訃報】映画スクリプターを経て1962年に脚本家となり、特撮や刑事ドラマを始め、自身の代名詞とも言えるTBS系『3年B組金八先生』シリーズなど数々の作品を手掛けたことで知られ、タレントとしてもテレビ朝日系のクイズ番組『象印クイズ ヒントでピント』で女性軍2代目キャプテンを務めた経歴を持つ脚本家の小山内美江子（本名：笹平美江子）がこの日、老衰のため死去（94歳没）。訃報は10日に長男で俳優の利重剛が自身の公式サイトで報告した[704][705]。
- 3日 - 【懐妊・キー局】TBSテレビアナウンサーの皆川玲奈（2014年入社）が妊娠、産休入りのため当面の間休養することをこの日放送した同局系『ひるおび!』のエンディングでMCの恵俊彰（タレント、ホンジャマカ）から発表された[706]。
- 4日 - 【訃報】1963年に笹原茂峻らと共に劇団「シチュエーションの会」（後に「状況劇場」と改名）を旗揚げし、劇作家・演出家として花園神社（東京都新宿区）を本拠地に実験的野外芝居興行を打つなどして1960年代後半から1970年代前半に掛けて寺山修司（1983年没）、鈴木忠志らと共にアングラ演劇ブームの牽引者となり、またフジテレビ系テレビアニメ「W3」（ワンダー3）（1965年 - 1966年、製作：虫プロダクション）の脚本を担当するなどジャンルを問わない活動を展開し、実生活では大鶴義丹（俳優）の実父でもあった劇作家・演出家・脚本家・俳優の唐十郎（本名：大靏義英〈おおつる・よしひで〉）がこの日の夜、急性硬膜下血腫のため東京都中野区内の病院で死去（84歳没）。唐は1日午前に自宅で転倒し救急搬送されていた。訃報は5日に自身が主宰する「劇団唐組」から発表された[707][708]。
- 10日 - 【訃報】南海放送（愛媛県、日本テレビ系）記者を経て1969年に毎日新聞社に入社し、同社大阪本社社会部記者として取材活動を行う傍ら、MBSラジオの番組にコメンテーターとして出演、同社東京本社への異動後、TBSテレビの平日早朝枠情報番組『ビッグモーニング』に不定期コメンテーターとして出演した経歴も持つジャーナリストの近藤勝重がこの日、膿胸のため死去（79歳没）[709]。
- 13日
  - 【新社屋・大阪府】テレビ大阪（TVO、テレビ東京系）が大阪市中央区大手前1丁目の旧日本経済新聞大阪本社屋跡地再開発（「大阪・大手前一丁目プロジェクト」）に建設され竣工した複合施設に本社を移転し、この日から同所より放送を開始した[710][711]。
  - 【訃報】得意の英語力を生かして1985年に有限会社として設立。1989年に株式会社に改組。5000人余りの外国人タレントが所属し、中でもセイン・カミュやゾマホン・ルフィン、フィフィ、ルビー・モレノらを輩出し、バラエティ番組やテレビドラマなどで人材を派遣していた芸能事務所「稲川素子事務所」の設立者・社長であり、外国人タレント専門プロモーターの草分けだった稲川素子がこの日、心不全のため死去（90歳没）。訃報は6月11日になって各マスコミの取材に応じた事務所関係者によって明らかにされた[712][713][714]。
- 14日 - 【訃報】1960年代よりプロピアニストとして活動を開始し、作曲家としても活動。朝日放送（後の朝日放送テレビ）制作の『プロポーズ大作戦』『ラブアタック!』『たいむ6』、読売テレビ制作・日本テレビ系『2時のワイドショー』、NHK総合『バラエティー生活笑百科』（大阪放送局制作）など数多くのテレビ番組のテーマ曲、また日清食品「出前一丁」「チキンラーメン」やかに道楽チェーン、有馬温泉（神戸市北区）「兵衛向陽閣」など多数のCMソングを作曲、さらに自身もタレントとして朝日放送テレビ『探偵!ナイトスクープ』の最高顧問を務めるなど関西を中心に数多くの番組に出演、“浪花のモーツァルト”とのキャッチフレーズで親しまれた作曲家のキダ・タロー（本名：木田太良＝きだ・たろう）がこの日の朝、大阪府内の自宅で死去（93歳没）。訃報は15日に円広志[注 163] が代表取締役を務める所属事務所「株式会社ワイドウィンドウズ」より発表された[715][716][717][718]。
- 15日 - 【結婚・キー局】フジテレビアナウンサーの生田竜聖（2011年入社）がこの日更新した自身のInstagramで、「民間企業勤務の一般女性と結婚する」ことを発表した[719]。
- 16日 - 【訃報】1962年に日活ニューフェイス第5期に合格し、俳優としてデビュー。1964年に劇団民藝入りした後にも映画やテレビドラマなど数多くの作品に出演し、またタレントとしてもテレビ朝日『やじうまテレビ!』のコメンテーターを始めとする情報番組、また俳優仲間の江守徹とのコンビで読売テレビ制作・日本テレビ系『ダウンタウンDX』などのバラエティ番組やCMにも積極的に出演するなどジャンルを問わない活動を展開し、実生活では女優の池波志乃とのおしどり夫婦としても知られた俳優・タレントの中尾彬がこの日、心不全のため死去（81歳没）。訃報は22日に判明し報道され、さらに所属事務所の古舘プロジェクトからも正式発表された[720][721][722][723]。
- 17日
  - 【報道・放送事故・福岡県】RKB毎日放送（TBS系）が『THE TIME,』放送中の7時50分過ぎのローカルニュースで、スタッフの操作ミスにより実際には発生していないにも関わらず「福岡市で震度6弱」の字幕スーパーを1秒間誤表示させる放送事故が発生し、同日昼のニュースで訂正、謝罪した。同局は「ご迷惑をお掛けして申し訳ない。再発防止に努めます」とした[724][725]。
  - 【訃報】早稲田大学の演劇サークル「劇団木霊」での活動を経て1982年にテレビ東京で放送されたアニメ『サイボットロボッチ』（ナック制作）のハイブロー役で声優としてデビューし、これ以後テレビ朝日系『SLAM DUNK』（1993年 - 1996年、東映動画（後の東映アニメーション）制作）などのアニメ作品に声優として出演し、またNHKの経済情報番組『経済羅針盤』、『経済ワイド ビジョンe』などでナレーションを担当するなどジャンルを問わず精力的な活動を展開した声優・俳優の梅津秀行がこの日、間質性肺炎のため死去（68歳没）。訃報は21日に所属事務所「81プロデュース」より告知された[726][727]。
- 20日 - 【訃報】1950年代後半より劇団四季に所属して俳優活動を始め、家庭の事情などもあって1960年代半ばより青二プロダクションに所属して声優として活動、日本テレビ系『ルパン三世』（トムス・エンタテインメント（東京ムービー→東京ムービー新社）制作）の2代目峰不二子役（1977年 - 2010年）を始め、『天才バカボン』のバカボンのママ役（1971年 - 2000年[注 164]）やNET系『キューティーハニー』（東映動画（後の東映アニメーション）制作、1973年 - 1974年）の如月ハニー役など、数々のテレビアニメ作品に声優として出演、またアメリカ合衆国の俳優：アン・フランシス（2011年没）の吹き替えでも知られた俳優・声優の増山江威子（ますやま・えいこ、本名非公表）がこの日、肺炎のため東京都内の病院で死去（88歳没）。訃報は6月3日に所属の青二プロダクションより発表された[728][729]。
- 22日 - 【訃報】東京商業高校卒業後の1972年に日劇ダンシングチームに入団しダンサーとして活動した後、ミュージカル俳優やダンス講師などを経て松平健（俳優・歌手）が発表した楽曲「マツケンサンバ」シリーズの振付を担当したことで知られ、自身もタレントとして「オネェキャラ」を武器にマルハ（後のマルハニチロ）のソーセージ製品「リサーラ」のCM出演やフジテレビ『爆笑そっくりものまね紅白歌合戦スペシャル』の審査員を務めるなど幅広い活動を展開した振付師・ダンサーの真島茂樹がこの日、自宅を訪れた知人によって倒れているところを発見され、病院へ緊急搬送されたが同日夜、虚血性心不全のため死去（77歳没）[730][731]。
- 27日 - 【訃報】漫才師の島田洋之介・今喜多代コンビに1970年、明徳商業高校（後の京都明徳高校、京都市西京区）の同級生であった里谷正子（後の今いくよ）と共に入門し、修行を経て女流漫才師コンビ「スエ子・正子」としてデビューし、その後コンビ名を「今いくよ・くるよ」に改めて1980年に出演した関西テレビ制作・フジテレビ系『花王名人劇場』で一躍ブレイクし、テレビ・ラジオなど数々の番組に出演、2015年に相方のいくよが死去した後はピン芸人としてタレント活動を続けた漫才師・タレントの今くるよ（本名：酒井スエ子）がこの日、膵癌のため大阪市内の病院で死去（76歳没）。訃報は翌28日に所属先の吉本興業から発表された[732][733]。
- 28日 - 【ドキュメンタリー・表現問題・BPO】テレビ東京はこの日公式サイトにおいて、前年3月28日に放送した『激録・警察密着24時!!』で、吾峠呼世晴原作の人気漫画『鬼滅の刃』に関わる不正競争防止法違反事件を取り上げた内容について、4人が逮捕されそのうち3人が不起訴になったにも関わらずそれを報じなかったこと、VTRに登場した企業があたかも問題の商品を中国へ発注していたという誤った報道など多数にわたり不適切な表現や事実誤認、行き過ぎた演出があったとして謝罪。その上で「関係者の皆様の名誉を傷つけたことをお詫びします」とのコメントを発表[734][735]。さらに30日に行われた同局社長の石川一郎の定例社長会見で「視聴者に誤解を与え、さらに関係者の名誉を傷つけたことを反省し深くお詫びする」と共に同番組を終了、番組関係者を処分することを明言[736][737]。6月3日に処分が発表され、番組プロデューサーを出勤停止5日、当時の制作局長を減給とし、また申し出により、社長の石川と常務取締役の加藤正敏が役員報酬一部自主返納2か月の処分となった[738]。また、6月18日に放送倫理・番組向上機構（BPO）の放送人権委員会が会社役員側からの申し立てを受けて同番組に対して審理に入ることを決定[739]。さらに7月12日にはBPOの放送倫理検証委員会も「放送倫理違反の疑いがある」として審議することを決定した[740]。
- 29日
  - 【報道・表現問題】フジテレビ系の昼のニュース番組『FNN Live News days』で、キャスターの立本信吾（フジテレビアナウンサー）が「今月21日に発生したシンガポール航空機の乱気流事故に関するVTRの中で、事故直後の機内の様子として放送した映像が過去に起きた同様の事故の映像だった」と説明した上で「お詫びして訂正いたします」と謝罪した[741]。
  - 【アニメ・受信障害・栃木県】とちぎテレビ（GYT、独立局）はこの日公式サイトにおいて、25日夜から26日未明にかけて放送機器の故障により県内の一部地域で受信障害が発生したとして、当日放送の『黒執事 -寄宿学校編-』及び『鬼滅の刃 柱稽古編』の2本のアニメの代替放送を6月1日（5月31日深夜）に行うことを発表した[742]。
  - 【結婚・キー局】テレビ朝日アナウンサーの布施宏倖（ひろゆき、2019年入社）が昨年、在阪テレビ局の女性社員と結婚し一児を授かっていたことがこの日判明[743]。
  - 【経営問題・アニメ】1984年に設立され、NHK総合『ふしぎの海のナディア』（1990年 - 1991年）やテレビ東京系『新世紀エヴァンゲリオン』（1995年 - 1996年、タツノコプロとの共同制作）などのテレビアニメを制作したことで知られるアニメ制作会社ガイナックスが、この日東京地方裁判所に破産申請を申し立て、受理された。6月7日に公式サイトで代表取締役の神村靖宏の名前で発表されたもので、当時の経営陣による会社の私物化や経営状況の悪化、2019年には当時の社長の不祥事などから、元社員で『エヴァンゲリオン』を手掛けた庵野秀明が代表を務める映像制作会社カラーによって経営陣の刷新や経営支援に乗り出すも、高額負債の解消に至らず今回の措置となった。その後6月5日付で同地裁から破産開始決定を受け倒産、40年の歴史に幕を下ろした。信用調査会社・東京商工リサーチによると負債額は約3億8000万円に上る[744][745]。
- 30日
  - 【編成・千葉県】千葉テレビ（チバテレ・CTC、独立局）はこの日、28日にお笑い芸人の宮迫博之が自身のYouTubeチャンネルにおいて「6月4日（3日深夜）放送の千葉テレビさんの番組『匠の教室』からゲストのオファーを受けました」と発言し、ネットニュース等で広まったことに触れ、「番組の内容は事前に当社で審査をしております。外部の制作会社が制作したものは事前に通告し、当社で協議した上で制作して頂いています」とした上で「今回の宮迫氏の件については当社に事前の通告なく外部の制作会社が制作したものであり放送の予定はありません」と表明。一方宮迫側は「現在チームで事実確認を進めている」としたが[746][747]、その後、宮迫の実息でお笑いコンビ・フライドポテトのメンバーである藤井陸が7月1日（6月30日深夜）に同局で放送された『ぺこぱのバズりないと〜No.1と騒ぐ夜〜』で今回の件について謝罪した[748]。
  - 【訃報】1980年代からテレビアニメ分野に携わり、フジテレビ系『おそ松くん』（1988年 - 1989年、スタジオぴえろ（後のぴえろ）制作）やテレビ朝日系『超攻速ガルビオン』（1984年、国際映画社制作）、テレビせとうち制作・テレビ東京系『しまじろうのわお!』などで監督、またテレビ朝日系『クレヨンしんちゃん』（1992年 - 、シンエイ動画制作）やテレビ東京系『妖怪ウォッチ』では演出や絵コンテを手掛けたアニメーション作家の鴫野彰（しぎの・あきら）がこの日午後、胆管がんのため東京都品川区内の病院で死去（70歳没）。訃報は6月3日までに鴫野自身が原作、監督を務めた配信アニメ『恐竜少女ガウ子』の公式Xアカウントで報告された[749][750]。
- 31日
  - 【放送終了・BS・CS】映画・海外ドラマ専門チャンネルのスターチャンネルは、この日をもって「スターチャンネル2」「同3」の放送を終了。これにより長らく続いた3チャンネル体制を終え、翌6月1日より1チャンネル体制に再編された[751]。
  - 【活動進退・広島県】テレビ新広島（TSS、フジテレビ系）アナウンサーの西山穂乃加（2015年入社）は、全国的一般企業に勤務する配偶者の転勤に同行することを理由としてこの日付で9年間在職した同局を退職。今後については東京地区を生活拠点としてフリーランスでの活動を考えていることを明かしている[752]。
  - 【賞】「第61回ギャラクシー賞」（NPO法人放送批評懇談会主催）の授賞式がこの日執り行われ、テレビ部門大賞はWOWOW「連続ドラマW」枠にて2023年3月19日 - 4月16日に放送された『フェンス』が[753][754]、志賀信夫賞は3月末まで36年にわたりTBS系『サンデーモーニング』の初代司会を務めた関口宏（タレント、司会者、俳優）がそれぞれ受賞した[755]。
  - 【訃報】1958年に社会人野球チームの川﨑トキコから大洋ホエールズに投手として入団し、途中の東京オリオンズ時代を含め11年プレーし、その後コーチを務めて1977年よりテレビ神奈川（tvk）にて『TVKプロ野球中継』の解説者を2005年[注 165]まで務めたことで知られた元プロ野球選手で野球評論家の鈴木隆がこの日、老衰のため死去（90歳没）。訃報は6月5日に明らかにされた[756]。

### 6月
- 1日
  - 【経営・買収・BS・CS】ジャパネットホールディングス傘下のジャパネットブロードキャスティングは、この日付でスターチャンネル運営会社の株式会社スター・チャンネルの発行済全株式を東北新社から取得し買収[757]。8月1日には経営統合および翌2025年1月のチャンネル統合のためジャパネットブロードキャスティングがスター・チャンネルを吸収合併した[758]。
  - 【活動進退・人事・キー局】日本テレビではアナウンサーの田辺研一郎（2000年入社）がこの日付で同局アナウンス部を離れ、母体会社の日本テレビホールディングスへ異動[759]。また同局の人事労務制度刷新に合わせ、アナウンサーの水卜麻美（2010年入社）も同日付でアナウンス部主任職から新設管理職であるチーフ・スペシャリストに昇格。同局史上最年少での管理職昇進となる[760][761]。
  - 【訃報】1973年に競艇専門紙を発行する研究出版内に音楽事業部を発足させ、後に芸能事務所・研音として分社独立、浅野ゆう子、中森明菜、唐沢寿明、山口智子、反町隆史など数多くの歌手・俳優を輩出したことで知られる「研音グループ」創業者の野崎俊夫がこの日、老衰のため死去（88歳没）。訃報は11日に研音より発表された[762]。
- 4日 - 【訃報・北海道】1953年に日本放送協会にアナウンサーとして入職した後、1959年に開局したばかりの札幌テレビ放送（STV）へ移籍し、同局初代アナウンサーとして開局第一声を発した外、同局のテレビ・ラジオ番組に数多く出演。後には同局常務取締役などを務めたフリーアナウンサーの清水幹夫がこの日、心不全のため死去（93歳没）[763]。
- 6日
  - 【賞】「第50回放送文化基金賞」（公益財団法人放送文化基金主催）の受賞作品がこの日発表。ドキュメンタリー番組はNHK Eテレ『ETV特集』「膨張と忘却〜理の人が見た原子力政策〜」（福岡局制作、本年3月2日放送）、エンターテインメント番組はCBCテレビ『道との遭遇』（2023年5月30日放送）がそれぞれ最優秀賞を受賞した[764]。
  - 【訃報】学校法人石川高校（福島県）卒業後の1994年、『鴎…カモメ』で歌手としてデビューし、1996年の『第6回NHK新人歌謡コンテスト』で「女の漁歌」を歌唱してグランプリを受賞し、その年の『第47回NHK紅白歌合戦』に生涯ただ一度の出場を果たし、その後も地道ながら精力的な歌手活動を続けていた演歌歌手の門倉有希（本名・金田充恵、旧姓・村越）がこの日早朝、乳癌のため死去（50歳没）[765][766]。門倉は2019年に乳癌であることを公表し、闘病しながら歌手活動を続けていた[765][766]。
  - 【活動進退・法人化・演芸】七代目立川談志（2011年没）とその一門によって創設された落語家団体・落語立川流がこの日一般社団法人として法人登記。あわせて代表も土橋亭里う馬から立川志の輔に交代した[767][768]。
- 7日 - 【不祥事・福岡県】九州朝日放送（KBC、テレビ朝日系）のグループ会社に所属する30歳代の男が5月に、KBC社内にある女子更衣室でスマートフォンを使って盗撮を行った疑いで6日付で諭旨解雇されていたことがこの日判明。被害に遭った女性は福岡県警に被害届を提出しており、同局の親会社であるKBCグループホールディングスは「このような事態が発生したのは遺憾でありお詫び申し上げる」とした上で「倫理観の啓発を一層強化し、信頼回復と再発防止に努める」とのコメントを発表した[769][770]。
- 9日 - 【訃報】久我侯爵家第36代当主（1982年没）の長女として出生し、1946年に第1期東宝ニューフェイスに合格したことにより東宝映画『四つの恋の物語』（1947年）にて俳優としてデビューし、これ以後は数々の映画やテレビドラマ作品に出演。タレントとしてフジテレビ系『3時のあなた』司会（1969年 - 1970年）を務め、日本専売公社（後の日本たばこ産業〈JT〉）のCMに出演した経歴を持つ女優の久我美子（くが・よしこ、本名：小野田美子〈おのだ・はるこ〉、旧姓名：久我美子〈こが・はるこ〉）がこの日、誤嚥性肺炎のため死去（93歳没）。訃報は14日に所属のワタナベエンターテインメントより公表された[771]。
- 10日
  - 【不祥事・香川県】NHKが仲多度郡琴平町に所在し、国の重要文化財建造物に指定されている旧金毘羅大芝居（金丸座）に於いて5月27日に『芸能きわみ堂』（Eテレ）の番組収録を執り行っていた最中に撮影を担当していた人物が花道から客席に誤って転落、その際に枡席を区切る角材の一部を破損するインシデントを発生させていたことがこの日判明。NHKは琴平町と関係者に謝罪し、関係各機関に対して本事案について報告を行うと共に、「貴重な文化財を破損させたことをお詫び申し上げると共に、関係各所の指導に従って適切な対応を行い、文化財保護を徹底したい」とのコメントを公表した[772][773]。
  - 【記録・配信・スポーツ】朝日放送テレビと朝日新聞社が、2015年よりKDDIの協力の下スポーツブル（運動通信社運営）で配信[注 166]している『全国高校野球選手権大会中継』のインターネット配信事業「バーチャル高校野球」について、2023年の第105回大会の全国大会およびこの大会より実施の地方大会の全試合の配信数が3482試合に達し、「単一スポーツチャンピオンシップをプラットフォームでライブストリームした試合数」の最多配信記録としてギネス世界記録の認定を受けたことが発表された[774]。
- 12日 - 【訃報】1963年に落語家の三代目桂米朝（2015年没）に入門し、「桂朝丸」として初高座を踏んだ後はタレントとしても関西テレビ『お笑いとんち袋』、日本テレビ系『テレビ三面記事 ウィークエンダー』のリポーターを担当するなどなど数々のテレビ番組に出演、1988年に「桂ざこば」を二代目として襲名した後も本業の落語家として日本テレビ系『笑点』などの演芸番組、また毎日放送『ちちんぷいぷい』『知っとこ!』や朝日放送テレビ『ざこば・鶴瓶らくごのご』『探偵!ナイトスクープ』などに出演し、ジャンルを問わない活動を展開した落語家・タレントの二代目桂ざこば（本名：関口弘＝せきぐち・ひろむ）がこの日早朝、喘息のため大阪府吹田市内の自宅で死去（76歳没）。訃報は所属先の米朝事務所より発表された[775][776][777]。
- 14日
  - 【結婚・キー局】TBSテレビアナウンサーの上村彩子（2015年入社）が自身のInstagramにて結婚していたことを発表[778]。
  - 【不祥事・近畿広域圏】読売テレビ傘下の番組制作プロダクション・ytv Nextry（ワイティーヴィー・ネクストライ）のポストプロダクションセンターに所属する管理職社員が、2022年6月の同社内のAVラボ移転の際に不要となったレコード4172枚を社内の許可を得ずに無断で東京都内の中古レコードショップに売却し、42万円余りを個人口座に振り込ませ、それを飲食代などに充てていたことがこの日同社により公表され、12日付でこの社員を含む4人を懲戒処分にした。中には非売品で売買が禁止されているサンプル盤53枚が含まれていた。当該社員は代金を弁償すると共にサンプル盤もショップから回収する方針。今回の不祥事について同社は「関係者の皆様に大変なご迷惑をお掛けしたと共に、視聴者の皆様には信頼を損ねたことをお詫びします」とのコメントを発表した[779][780]。
- 16日 - 【訃報】常滑町立常滑実業女学校（後の県立常滑高校）卒業後、1949年にNHK名古屋放送局放送劇団に入って俳優活動を開始し、名古屋を本拠地に『名古屋弁を話せる女優』として舞台演劇やテレビドラマなど数々の作品に出演。また東海テレビにてドキュメンタリー番組『大名古屋狂詩曲-総理を狙う男と、民主主義』（2021年5月30日放送）のナレーション、同局のステーションクロージングインターミッションの朗読を長く担当、鎌倉ハム「Kウインナー」や長野県製薬「御岳百草丸」などのテレビCMにも出演したことでも知られ、実生活では俳優・ラジオパーソナリティの天野鎮雄（2023年11月没）の実妻だった俳優の山田昌（やまだ・まさ、本名：天野昌〈あまの・まさ〉）がこの日、肝細胞癌のために名古屋市昭和区内の老人ホームで死去（94歳没）。訃報は翌17日に所属していた劇団「劇座」の公式サイトで公表された[781][782]。
- 19日
  - 【人事】
    - 【東京都】TOKYO MXはこの日開催された株主総会及び取締役会の決議を経て、当時会長の後藤亘が相談役に退き、新会長に当時社長の伊達寛、新副会長に当時取締役の唐島夏生、そして新社長に現執行役員の佐藤真紀をそれぞれ昇任させる人事を発令・執行[783][784]。佐藤は在京テレビ局初の女性社長となった[785]。
    - 【近畿広域圏】関西テレビはこの日開催された株主総会及び取締役会の決議を経て、当時社長の羽牟正一（はむ・しょういち）が相談役に退き、新社長としてキー局であるフジテレビの専務取締役を務めていた大多亮（おおた・とおる）が、また関西テレビ取締役相談役だった福井澄郎が新会長に就任する人事を発令・執行[786][787][788]。

  - 【訃報】1960年代より子役として活動を始め、NHKの人形劇『ブーフーウー』（原作：飯沢匡）などに出演。國學院大學卒業後に声優となり、藤子不二雄原作の『パーマン』[注 167]パーマン1号 / 須羽ミツ夫役をはじめ、テレビ朝日系『あさりちゃん』（1982年 - 1983年、東映動画（後の東映アニメーション）制作）浜野あさり役など数々の作品に出演。また帝人や井関農機などのテレビCMでナレーションを担当するなど幅広く活動した声優の三輪勝恵（本名：内山かつゑ）がこの日、急性肺塞栓症のため死去（80歳没）。訃報は7月1日に所属の青二プロダクションより告知された[789]。
- 20日
  - 【訃報】1962年に早稲田大学法学部を卒業し、日本テレビ放送網にアナウンサーとして入社。同局時代にはスポーツアナウンサーとして同局のプロ野球中継、特に東京讀賣巨人軍・王貞治の世界最高記録の通算756号本塁打達成試合（1977年9月3日・巨人 対 ヤクルト23回戦）を担当したことで知られ、他にはサントリーカップ・テニスや箱根駅伝[注 168]、ミラージュボウルなどの実況アナウンサーを務めるなど長年スポーツ中継を担当、1993年にアール・エフ・ラジオ日本に転じて同局で制作局長や取締役を務めるなどした元アナウンサーの浅見源司郎が本年6月中旬までに死去していたことがこの日更新された元自由民主党参議院議員・元読売巨人軍監督の堀内恒夫のブログにて明らかにされた（86歳没）[790]。
  - 【人事・高知県】高知さんさんテレビ（KSS、フジテレビ系）はこの日開催された株主総会及び取締役会の決議を経て、当時社長の渡辺陽が退任し、新社長として当時専務取締役の鳥居洋介を昇任させる人事を発令・執行[791]。
- 21日
  - いずれも【人事】
    - 【東京都・市場調査】テレビ視聴率調査など放送関連データリサーチを手掛ける株式会社ビデオリサーチはこの日開催された定時株主総会並びに取締役会の決議を経て、代表取締役社長の望月渡が取締役会議長に就き、後任の新社長には副社長の石川豊を昇任させる人事を発令・執行[792]。
    - 【近畿広域圏】読売テレビはこの日開催された株主総会及び取締役会の決議を経て、当時社長の大橋善光が代表権のある会長に就き、新社長として当時副社長の松田陽三を昇任させる人事を発令・執行[793]。
    - 【広島県】広島ホームテレビ（HOME、テレビ朝日系）はこの日開催された株主総会及び取締役会の決議を経て、当時社長の三吉吉三が代表権のある会長に就き、新社長として当時専務取締役の佐藤以誠を昇任させる人事を発令・執行[794][795]。
    - 【福岡県】TVQ九州放送（テレQ、テレビ東京系）はこの日開催された株主総会後の取締役会の正式決議を経て、当時社長の平岡啓が代表権のある会長に就き、新社長として副社長の浅見昭彦を昇任させる人事を発令・執行[796]。

  - 【報道・不祥事・北海道】テレビ北海道（TVh、テレビ東京系）はこの日公式サイトで、17日に放送した『5時ナビ TVh道新ニュース』で、旭川市で女子高校生が吊り橋から落とされ殺害された事件を報道した際、別人の映像を誤って女性容疑者として放送したとして「本人、家族及び関係者の皆様に多大なご迷惑をお掛けし申し訳ない。チェック体制を一層強化し再発防止に務める」と謝罪した[797][798][799]。
- 24日 - 【人事・岡山県】テレビせとうち（TSC、テレビ東京系）はこの日開催された株主総会後の取締役会の正式決議を経て、当時社長の土井雅人が代表権のある会長に就き、新社長として山陽新聞社取締役の仮谷寛志が就任する人事を発令・執行[800]。
- 25日 - いずれも【人事】
  - 【静岡県】静岡第一テレビ（Daiichi-TV、SDT、日本テレビ系）はこの日開催された株主総会及び取締役会の決議を経て、当時社長の赤座弘一が代表権のある会長に就き、新社長として当時副社長の黒岩直樹を昇任させる人事を発令・執行[801]。
  - 【佐賀県・CATV】伊万里市に本社を置く伊万里ケーブルテレビジョンは、5月29日の定期株主総会及び取締役会の承認決議を経て、この日付で代表取締役社長の渕上康児が退任、後任の新社長として常務取締役の大鋸あゆりが昇格し就任した[802]。
- 26日
  - 【人事】
    - 【持株会社・キー局】フジ・メディア・ホールディングス（FMHD）とフジテレビは、この日開催された株主総会並びに取締役会の決議を経て両社会長を務めていた宮内正喜が退任し、新たな両社会長として系列局である関西テレビの会長を務めていた嘉納修治が5年ぶりに復帰する人事を発令・執行[786][787][803]。
    - 【長野県】長野朝日放送（ABN、テレビ朝日系）はこの日開催された株主総会並びに取締役会の決議を経て、当時社長の土屋英樹が相談役に退き、新社長として当時取締役の岩田淳を昇任させる人事を発令・執行[804]。
    - 【静岡県】静岡朝日テレビ（SATV、テレビ朝日系）はこの日開催された株主総会並びに取締役会の決議を経て、当時社長の平城隆司が退任し、新社長としてキー局であるテレビ朝日の常務取締役を務めていた小野瀬雅久が就任する人事を発令・執行[805][806]。

  - 【訃報】本名名義で劇団ひまわりの子役から芸歴をスタートさせ、1978年放送のテレビ朝日系（朝日放送・ナック制作）アニメ『星の王子さま プチ・プランス』（キッコーマン一社提供）の王子役で声優としてデビュー。活動停止期間を経て1990年に芸名に改めて芸能活動を再開した後は、読売テレビ・東映動画（後の東映アニメーション）制作アニメ（日本テレビ系）『金田一少年の事件簿』（1997年 - 2000年）の「金田一 一（きんだいち・はじめ）」役[注 169]を始めとする数々の作品に声優として出演、またバラエティ番組ではフジテレビ系『ダウンタウンのごっつええ感じ』のナレーションを務めるなど多岐に亘る活動を展開した声優・ナレーター・タレントの松野太紀（本名：松野達也）がこの日、右大脳出血のため死去（56歳没）。訃報は27日に所属先の青二プロダクションより報告された[807]。
- 27日 - 【人事・キー局】TBSホールディングス及びTBSテレビはこの日開催された株主総会及び取締役会の決議を経て、両社の社長を務めていた佐々木卓が両社の会長に就き、ホールディングス社長に同社執行役員の阿部龍二郎を[808]、テレビ社長に同社取締役の龍宝正峰（りゅうほう・まさみね）をそれぞれ昇任させる人事を発令・執行[809]。
- 28日 - 【訃報】映画監督のマキノ雅弘（1993年没）と女優の轟夕起子（1967年没）の子として生まれ、沖縄に移住後同県初の芸能学校沖縄アクターズスクールを創業、初期には実娘の牧野アンナや早坂好恵、最盛期には安室奈美恵やDA PUMP、SPEED、MAXなどを輩出したことで知られるマキノ正幸（本名・牧野正幸）がこの日、敗血症性ショックのため死去（83歳没）。訃報は7月1日に沖縄アクターズスクールの公式サイトで発表された[810][811]。
- 29日 - 【訃報】1958年の日本教育テレビ（後のテレビ朝日）開局時に第1期生アナウンサーとして入社し、スポーツ中継の実況などを担当。1971年に同局を退職し、自身の事務所である「エス・オー・プロモーション」を設立。民放出身のフリーアナウンサー第1号としてTBS系『ベルトクイズQ&Q』の3代目司会者[注 170]、日本テレビ系『東芝ファミリーホール特ダネ登場!?』などの番組で司会を担当、また豊年リーバのマーガリン「ラーマ」やTBS系「東芝日曜劇場」内で放送されたCMにも出演するなど幅広く活動したフリーアナウンサー・司会者の押阪忍がこの日の夜、老衰のため死去（89歳没）。訃報は7月8日にエス・オー・プロモーションから発表された[812][813]。
- 30日
  - 【活動進退】
    - 【キー局】
      - 日本テレビアナウンサーの尾崎里紗（2015年入社）は、2019年に結婚した夫と自身の故郷が九州[注 171]であり、2022年12月に第1子を出産し、2023年秋に産休復職の後、「家族の今後の生活などを考え、九州に戻って子育てと仕事をしていきたい」という思いが強くなったとしてこの日付で9年2か月在職した同局を退職。今後は九州を拠点にして活動を続ける意向[814]。その後、スターダストプロモーションに所属することが発表された[815]。
      - テレビ東京アナウンサーの松丸友紀（2004年入社、20年2か月在職）及び須黒清華（2007年入社、17年2か月在職）の両名がそれぞれこの日付で同局を退職。松丸はプロダクション人力舎所属のフリーアナウンサーとして様々な活動の場を広げたい意向[816][817]。また須黒は翌7月1日付でベルキッスコーポレーション[注 172]所属のフリーアナウンサーとなり、2021年2月に出産した長男の育児と並行して活動する[818][819]。

    - 【静岡県】静岡第一テレビ（日本テレビ系）アナウンサーの白井佑奈（2017年入社）がこの日付で7年3か月在職した同局を退職。退職後は渡米し、現地の大学院においてスポーツマネジメントを学ぶことを公表している[820]。

  - 【サービス終了】
    - 【配信・東京都】TOKYO MXの番組同時配信サービス「エムキャス」がこの日限りで終了、実証実験開始から9年の歴史に幕。10日に発表されたもので、今後は一部を除きTVerやYouTubeなどのプラットフォームで配信を継続する[821][822]。
    - 【石川県・BS】旧NHK BSプレミアムで、能登半島地震発生に伴い1月から提供を続けてきた被災地向け放送がこの日限りで終了、停波した[823]。

### 7月
- 1日 - 【人事・活動進退・キー局】

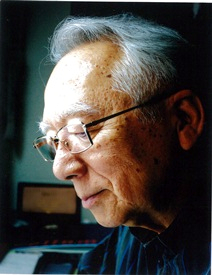
湯浅譲二死去（7月21日、94歳没）

  - TBSテレビはこの日付で定期人事異動を発令・執行。アナウンサーの豊田綾乃（1999年入社）がコンテンツ戦略本部アナウンスセンター・アナウンス1部次長職から人事労政局マネージャーに配置転換。またコンテンツ制作局所属で、バラエティ『水曜日のダウンタウン』の演出で知られる藤井健太郎、「日曜劇場」枠で放送された『VIVANT』（2023年7月期）や『アンチヒーロー』（本年4月期）のプロデュースを手掛けた飯田和孝、さらに『逃げるは恥だが役に立つ』（2016年10月期「火曜ドラマ」枠）、『不適切にもほどがある!』（本年1月期「金曜ドラマ」枠）などの演出を手掛けた金子文紀の3名もそれぞれ職位昇進した[824][825]。
  - テレビ朝日アナウンサーの並木万里菜（2018年入社）と佐々木一真（2020年入社）がこの日付でそれぞれ報道局へ異動[826]。このうち佐々木は政治部へ配属[827]。
  - フジテレビはこの日、定期人事異動を発令・執行。編成制作局アナウンス室では西山喜久恵（1992年入社）が統括チーフからゼネラルアナウンサーへ、中村光宏（2007年入社）が主任から副部長に職位昇進すると共に、新美有加（2015年入社）がアナウンス室と編成部の業務兼摂となった[828]。
- 2日 - 【訃報】俳優座養成所を経て1966年に劇団四季に入団し、劇団創設者の浅利慶太（2018年没）に師事して同劇団で数々のミュージカル作品に出演、日本テレビ系「日曜20時連続ドラマ」枠で放送された「青春ドラマシリーズ」第4作『進め!青春』（1968年）に主演したことでお茶の間に知られるようになり、その後も劇団四季の舞台を中心にしつつ数々のテレビドラマや映画に出演。タレントとしては妻の上村香子（女優）と共に司会を務めた『爆笑!!浜畑賢吉の夫婦円満テレショップ』や、エスエス製薬「ネーブル」のCMなどにも出演した俳優の浜畑賢吉がこの日、前立腺癌のため死去（81歳没）。訃報は6日に判明した[829][830]。
- 3日 - 【会見・不祥事・キー局】TBSテレビはこの日行った定例社長会見で、6月3日早朝に泥酔のうえ東京都内の民家に上がり込み、放尿などをして警察に通報された男性アナウンサーについて、専務取締役の合田隆信は「まずは一般家庭の方にご迷惑をお掛けして大変申し訳ない」と謝罪。その上で、「アナウンサーとしての自覚がない。本人に厳重注意した上で自己管理を徹底させるようにする」と言明。当該アナウンサーは不祥事後も出勤しておりアナウンス以外の業務を行っているものの、アナウンサー復帰は未定としていたが[831]、その後、9月にラジオニュースの原稿読みなどでアナウンス業務に復帰していたことが2025年1月10日までに明らかになった。ただしレギュラーを持っていたテレビ番組などの復帰は未定となっている[832][833]。
- 4日 - 【訃報】劇団ひまわりを経て1967年に東宝に入社し、同社の映画『でっかい太陽[注 173]』で俳優としてデビューし、この後、数々のテレビドラマや映画作品に出演し、いぶし銀の名脇役として評価を得、またタレントとしてカネボウ食品（後のクラシエフーズ）「シナモンガム」のCMや、フジテレビ系のトークバラエティ『ライオンのごきげんよう』では出演する度に「妻が帰って来ない」ネタを披露し番組の年間及び月間MVPを獲得するなど人気を博した俳優の赤塚真人（あかつか・まこと、本名同じ）がこの日、食道癌のため茨城県つくば市内の医療施設で死去（73歳没）[834][835][836]。
- 6日 - 【訃報】1971年に大原博司（大瀬ゆめじ）と共に漫才コンビ「大瀬しのぶ・こいじ」に入門し、漫才コンビ「大瀬ゆめじ・うたじ」として演芸界にデビュー、コンビで日本テレビ系『笑点』やNHK『笑いがいちばん』など多くの演芸番組に出演、2013年にコンビを解散してからはピン芸人として芸能活動を続けていた漫才師・芸人の大瀬うたじ（本名：藤沢能仁＝ふじさわ・よしひと）がこの日、脳幹出血のため死去（76歳没）。訃報は所属する漫才協会から発表された[837][838]。
- 7日 - 【報道・情報・バラエティ・不祥事】TBS系『アッコにおまかせ!』で、この日投開票の2024年東京都知事選挙に関連して投票用紙への氏名の書き方について取り上げた際、進行の宇内梨沙（TBSテレビアナウンサー）が「立候補した名前で正しく書かなければならない」と誤って発言した。その後番組中に「候補者の名前をカタカナやひらがなで記入しても、候補者本人と特定できれば有効になる」と発言を訂正・謝罪した[839][840]。TBS広報部は翌8日のJ-CASTニュースの取材に対し「予定していた内容ではなかった」とした上で、「東京都知事選の投票日当日に誤った情報を伝えてしまったことをお詫び申し上げます」と謝罪し、番組内での対応等は検討中としている[841]。なお宇内は、10日に自身がレギュラー出演するTBSラジオ『アフター6ジャンクション2』のオープニングにて上記の件について直接的には触れなかったものの、同番組にも多くのメッセージが寄せられていることを受け、「しっかりと拝読し、真摯に受け止めている」とコメントした[842]。翌週14日の番組冒頭で、宇内が上記を含めた3点について訂正し「東京都知事選挙の投票日当日に誤った内容を放送し、番組スタッフ一同、深くお詫びいたします。視聴者の皆様から寄せられた多くのご意見を真摯に受け止め、二度と同じことが起こらないよう制作体制を整え、放送に臨んで参ります」と謝罪した[843]
- 8日
  - 【裁判・宮崎県】テレビ宮崎（UMK、フジテレビ系・日本テレビ系・テレビ朝日系トリプルクロスネット）前社長の渡邊道徳が、「取締役会の席上で退職慰労金を不当に減額された」として、同局及び同局社長（当時）の寺村明之を相手に約2億円余りを支払うよう求めた訴訟の上告審で、最高裁判所第1小法廷はこの日、渡邊側勝訴とした一・二審判決を破棄し、逆転敗訴を言い渡した[844][845]。
  - 【訃報】旅役者の両親の下で3歳時に初舞台を踏み、1941年（昭和16年）に実姉の正司歌江（本年1月死去[562]、94歳没）と漫才コンビを組んで本格的に演芸活動を始め、第二次世界大戦後には姉がヒロポン中毒で活動を中止したため、もうひとりの妹である正司花江と漫才コンビを組むなどした後、復帰した姉・歌江及び妹の花江と共に松竹芸能第1号タレントとして漫才ユニット「かしまし娘」を結成して朝日放送『ごきげん横丁』を始めとするテレビ番組に数多く出演して戦後演芸界に一時代を築き、1981年にユニットとしての活動を休止してからは個人としての活動を展開した漫才師・タレント・俳優の正司照枝（本名：正司照江）がこの日、急性心臓死のため大阪府内の自宅で死去（91歳没）[846]。
- 11日 - 【経営・買収・アニメ】KADOKAWAはこの日、アニメ制作会社の動画工房（1973年創業）の株式を取得し、子会社化することに合意したことを発表した[847]。
- 12日
  - 【キャラクター・キー局】TBSホールディングスは、TBSグループ全体として使用するのは初となるコーポレートキャラクターを制定、4月から5月にかけて名前を一般公募し、この日「ワクティ」に決まったことを発表した。今後はTBSテレビのマスコットキャラクターであるBooBoとBoonaとともに併用し、地上波テレビ・ラジオ・BS・配信等媒体を問わず使用することになっている[848]。
  - 【訃報】小学校5年次より児童合唱団「虹の橋」に入り、子役として活動、跡見学園高校卒業後に本格的に芸能活動を始め、テレビ創世記の1950年代後半より俳優としてテレビドラマなどに出演、1960年代より声優活動をメインに展開、外国アニメの『チキチキマシン猛レース』やフジテレビ系『アルプスの少女ハイジ』（1974年、ズイヨー映像制作）、NHK総合『未来少年コナン』（1978年、日本アニメーション制作）、テレビ朝日系『ドラえもん』（1979年 - 2005年、シンエイ動画制作）、タツノコプロ制作の『タイムボカンシリーズ』[注 174]など数多くのテレビアニメやブリジット・バルドーやカトリーヌ・ドヌーヴ、ジェーン・フォンダなどが出演した映画の日本語吹き替えを担当するなど多岐にわたる活動を展開した声優・女優の小原乃梨子（本名：戸部法子〈旧姓：小原〉）がこの日、病気のため死去（85歳没）。訃報は23日に所属事務所より公表された[849][850]。
- 14日 - 【訃報】商業デザイナーや漫画家を経て児童文学の世界に転向、代表作の『はれときどきぶた』（はれぶた）シリーズはテレビ東京系にて1997年から1998年にかけてテレビアニメ化（グループ・タック制作）されたことでも知られる、児童文学作家の矢玉四郎がこの日、老衰のため死去（80歳没）。訃報は8月20日に『はれぶた』発行元の岩崎書店より発表された[851]。
- 16日 - 【バラエティ・特番・不祥事】3日にテレビ東京系で放送されたバラエティ特番『真夏の絶恐映像 日本で一番コワい夜』の公式Xアカウントはこの日、番組内で一部承諾を得ていない映像が含まれ、これを放送していたことを謝罪すると共に、配信中の内容については当該映像を除外していることを公表。「大変ご迷惑をお掛けしました」とした[852]。
- 18日 - 【バラエティ・不祥事・近畿広域圏】毎日放送はこの日、前日の17日に関西ローカルで放送したマネーバラエティ番組『ゼニガメ』で、買い取り会社による民家の遺品整理の模様を紹介した際、金庫やそこから出てきたとされる金の延べ棒が実際にはその民家になかったものであった可能性が高いとして謝罪。経緯については調査中であるとした上で、「視聴者、番組出演者及び関係者の皆様にお詫び申し上げます」とのコメントを発表[853][854]。さらに7月26日には調査中であることを理由に8月14日の放送を延期することを発表した[855]。その後、同局は9月4日に本件に関する詳細な調査結果を報告すると共に改めて謝罪を実施し、今後は『番組企画立ち上げの時の取材対象の選定に際しては番組側が主導する』ことや『綿密なファクトチェックを実施する』などとした不祥事再発防止策を策定した上で、9月18日より番組放送を再開することを発表した[856]。
- 20日 - 8月25日 - いずれも【イベント・東京都】
  - テレビ朝日はこの期間、森ビルの特別協力を得て夏休み期間中のサマーイベント『テレビ朝日・六本木ヒルズ SUMMER STATION』をテレビ朝日本社（東京都港区六本木）及び六本木ヒルズを中心としたエリアを会場として開催。今回のイベントでは『SUMMER STATION 音楽LIVE』や『ドラえもんスプラッシュひろば』など同局のコンテンツを中心とした展示や人気番組とのコラボレーションを前面に展開した[857]。
  - フジテレビではサマーイベント『お台場冒険王2024〜人気者にアイ♡LAND〜』をこの期間、フジテレビ本社（東京都港区台場）及びお台場・青海地区を会場として開催。同イベントのメインキャラクターを同局系の番組『芸能人が本気で考えた!ドッキリGP』のキャラクター、「マッサマン」（向井康二（Snow Man））が務めた[858][859]。
- 21日 - 【訃報】日本現代音楽の旗手として武満徹（1996年没）らと共に電子音楽の黎明期に数々の作品を創作、テレビ関連では福島中央テレビ（FCT、日本テレビ系）開局記念イメージソング「FCTソング」（1970年）や、ライオン『ママレモン』などのCM音楽の作曲を手掛けた作曲家の湯浅譲二がこの日、肺炎のため死去（94歳没）。訃報は8月4日に公表された[860]。
- 22日
  - 【不祥事・鳥取県】日本海テレビで前年11月、当時経営戦略局長だった男（懲戒解雇済み）が24時間テレビの寄付金など約1100万円を着服したとされる事件で、鳥取県警はこの日、このうち約606万円を着服したして男を書類送検した。これを受け同局社長の西嶌一泰は「寄付した方々など関係者に深くお詫び申し上げる。今後は再発防止に全力で努める」とのコメントを出した[861]。→当節の2月1日の項も参照
  - 【訃報】陸上自衛官満期退官後にプロゴルファーとなり、トーナメントプロとして活動する傍ら、著作活動を開始。ティーチングプロに転身した後には熊本県に坂田ジュニアゴルフ塾を開塾し、ジュニア時代の上田桃子、古閑美保など後の女子プロゴルファーを指導。一方ではゴルフ漫画『風の大地』（作画：かざま鋭二）などの原作を執筆、著作の内『DAN DOH!!』（作画：万乗大智）は2004年4月 - 9月にテレビ東京系でアニメ化（東京キッズ制作）されたほか、テレビ界でも『坂田信弘のザ・ゴルフレッスン』（2000年、NHK教育テレビ）や『坂田信弘GOLFING』（2001年、テレビ東京）などのゴルフレッスン番組に講師として出演するなど幅広く活動したプロゴルファー・著作家の坂田信弘がこの日、福岡県内の自宅で死去（76歳没）。訃報は25日に明らかにされた[862][863]。
- 23日 - 【放送事故・BS・関東広域圏】BS朝日（2K・4K）にて、プロ野球『マイナビオールスターゲーム2024』第1戦中継[注 175]終了直後の22時10分から放送が中断、水族館などの映像に切り替わるトラブルが発生、その後放送が再開されたものの、23時10分からの『バナナマン日村が歩く! ウォーキングのひむ太郎』の放送内容が変更され、ショッピング番組が放送された。テレビ朝日でも番組の放送自体は行われたものの、『報道ステーション』の放送中の22時過ぎからCMが放送されず、翌24日0時ごろに復旧するまでCMの時間は定点カメラによる東京の夜景とともに「機器の不具合によりコマーシャルが送出できない状況となっております」とのテロップが表示された。両局は原因を確認中としていたが[864][865][866][867][868]、翌24日にテレビ朝日が「原因は完成素材を送り出すマスターの不具合である」とした上で、この件について総務省と連絡を取って対応しているとした[869]。その後9月24日に行われたテレビ朝日社長篠塚浩の定例会見では、「BS朝日の事故については番組にも影響を及ぼしたため総務省から重大事故と認定され、報告書を提出した」とコメントする共に、マスターの不具合については製造メーカーと共に精査しているものの、複雑な技術のため検証には時間がかかるとしたが[870]、11月8日に行われたテレビ朝日のマスター障害検証会議において、原因は中性子線の影響によりマスター設備内ネットワークスイッチの記憶装置で誤作動が発生し、設備内のネットワークに大量のデータが送信されたことにより3系統あるマスターが制御不能に陥ったと断定。再発防止策として同様の障害が発生した場合は直ちに通信を遮断すること、また不測の事態に備え予備系統を増強したことを明らかにした。なお今回の事故の責任を取って、技術局技術担当取締役の役員報酬10%を1か月自主返納、また技術局長をけん責処分にしたことも合わせて発表された[871]。
- 24日 - 【不祥事・個人情報・近畿広域圏】朝日放送テレビはこの日、報道局神戸支局に所属している記者が、12日14時ごろ兵庫県姫路市内の商業施設で業務上において知り得た個人情報が含まれる資料を遺失したことを明らかにした[872][873]。
- 26日 - 【訃報】1956年に本名名義で童謡歌手として『つゆの玉ころり』でデビューの後、渡辺プロダクション入社翌年の1962年に「鍛冶屋のルンバ」でレコードデビュー。フジテレビ『レッツゴー三人娘』で中尾ミエ、伊東ゆかりと『スパーク3人娘』を結成し人気を博し、『NHK紅白歌合戦』には1963年から1968年まで6年連続出場、その他ドラマやCM、バラエティ、舞台などマルチタレントとして活動した、歌手・俳優の園まり（本名：薗部毬子＝そのべ・まりこ）がこの日早朝、急性心不全のため東京都内の病院で死去（80歳没）。2008年に乳がんを摘出するも2019年に再発、闘病しながら活動を続けていた。訃報は8月1日に日本歌手協会から発表された[284][874]。
- 27日 - 【山岳事故】日本山岳界トップクラスの登山家として知られ、また山岳写真家としても精力的に活動。NHKのテレビ番組『グレートトラバース』に撮影スタッフとして参加した経歴を持つ平出和也と日本テレビ系『世界の果てまでイッテQ!』登山部シリーズに撮影カメラマンとして参加した経歴を持つ中島健郎のふたりがこの日、共にヒマラヤ山脈のK2西壁に登攀アタック中、標高約7000メートル付近で滑落し行方不明となった。直ちに現地救助隊が救出活動を試みたが、滑落現場付近が接近困難な場所であり、また活動隊にも二次遭難の恐れがあることを踏まえ、平出・中島両人の家族の了解の下、救出活動を断念。ふたりの所属先企業である石井スポーツが30日にその旨を公式サイトで発表した[875]。
- 28日 - 【訃報】立教大学入学と同時に最高位戦日本プロ麻雀協会所属プロとなり（後にフリーに転向）、大学中退後麻雀雑誌「近代麻雀」（竹書房）の編集・ライター・劇画原作者として活動、フジテレビ『THEわれめDEポン』やMONDO TV『モンド麻雀プロリーグ』などのテレビ対局の解説を務め、日本テレビ『闘牌伝説アカギ 〜闇に舞い降りた天才〜』など麻雀を題材にしたアニメ・ドラマ・映画では闘牌指導を務めるなどした、麻雀ライター・プロ雀士の馬場裕一がこの日死去（65歳没）。2021年2月に自身のSNSでがんで闘病中であることを公表しており、訃報は30日に所属する麻雀企画会社バビロン代表で日本プロ麻雀連盟理事の黒木真生のXで公表された[876]。

### 8月

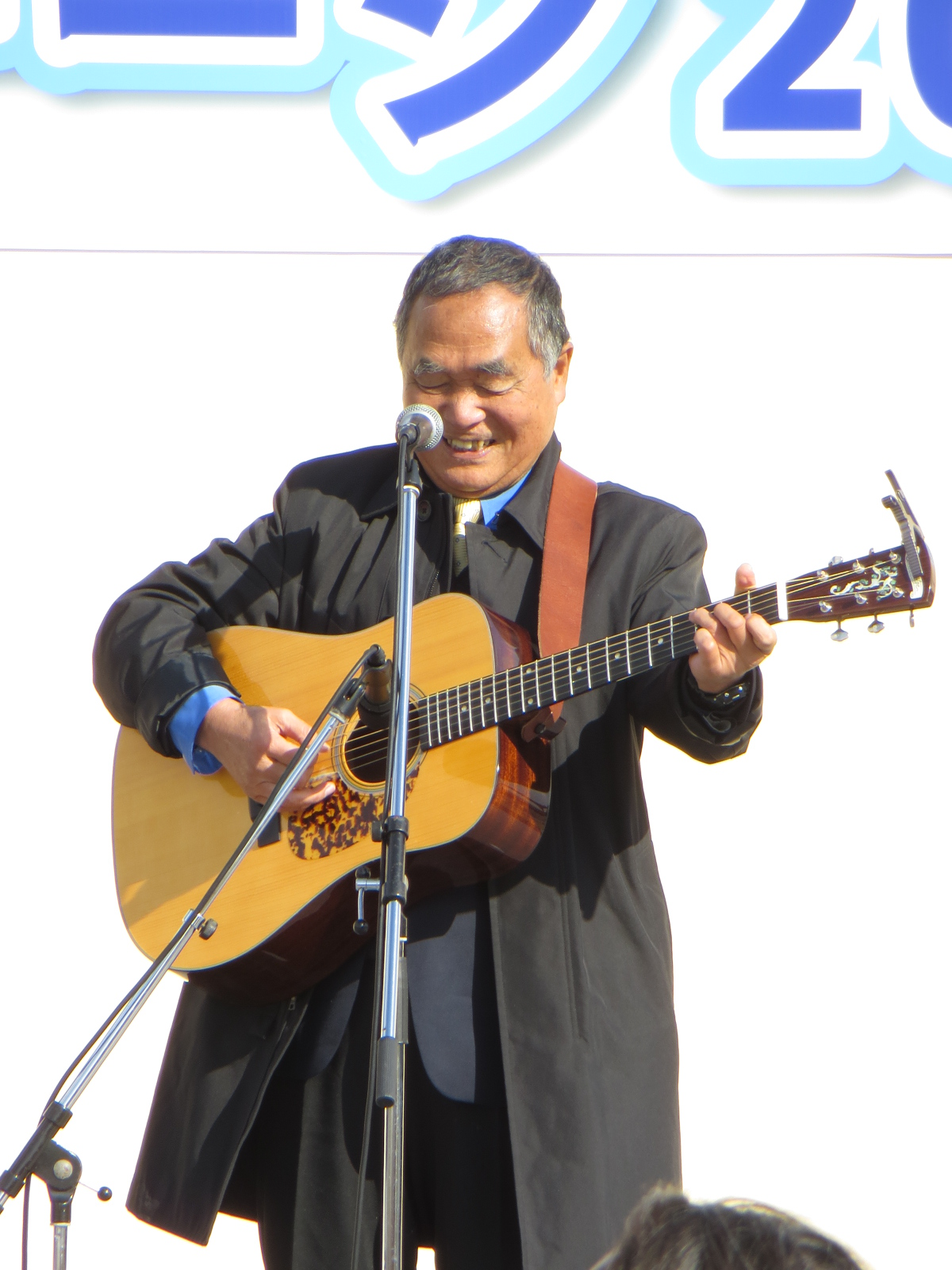
高石ともや死去（8月17日、82歳没。写真は2014年撮影）

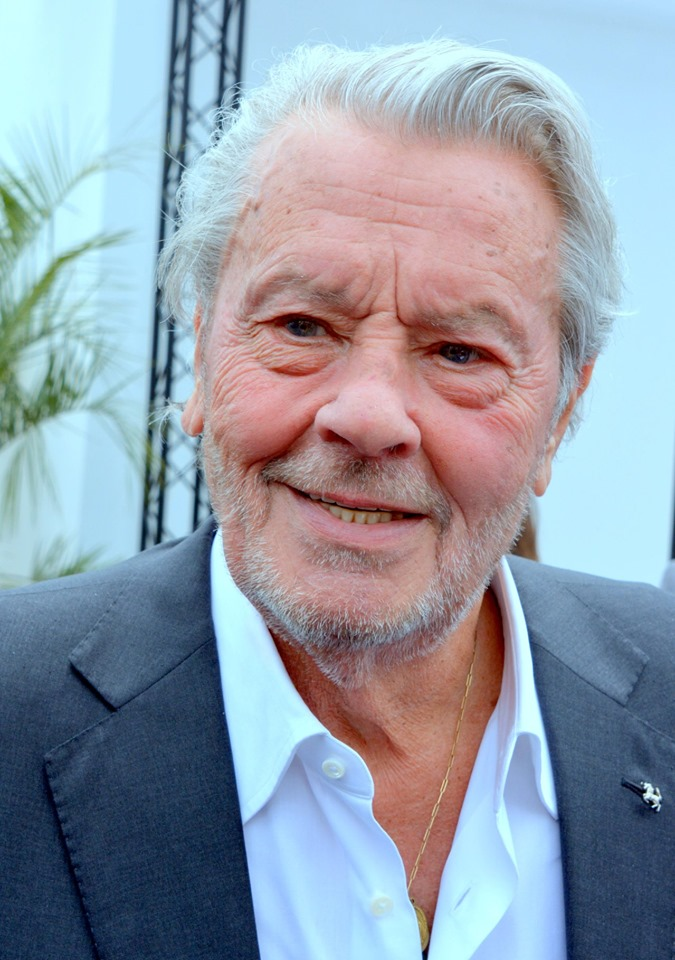
アラン・ドロン死去（8月18日（訃報公表日）、88歳没。写真は2019年5月撮影）

- 1日 - 【訃報】旧制都立化学工業専門学校卒業後、落語家の五代目古今亭今輔（1976年没）に入門し、1947年に「古今亭今児」の名で初高座を踏み、1949年に僅か2年で真打ちに昇進し師匠の前名である「桂米丸」を四代目として襲名、1977年から22年間落語芸術協会会長を務めるなど落語界に重きをなしたことで知られる一方で、積極的にメディア媒体に登場。テレビ番組ではNETテレビ（後のテレビ朝日）『日曜演芸会』、中京テレビ『お笑いマンガ道場』の初代司会者、日本テレビ系『お笑いスター誕生!!』の審査員などを務めたことでも知られた落語家、タレントの四代目桂米丸（本名：須川勇＝すがわ・いさむ）がこの日夕方、老衰のため東京都内の病院で死去（99歳没）。訃報は葬儀を終えた後の同月5日に落語芸術協会より発表された[877][878]。
- 3日 - 【訃報】長きにわたり放送された小学館『ピッカピカの一年生』を始め、東芝やキリンビール、ライオンなど大手企業のCMを30年余りにわたり手掛け、また日本テレビコマーシャル制作社連盟が刊行した書籍の編さん作業にも携わり、さらに全日本シーエム放送連盟（ACC）技術委員会委員長も務めた放送作家・脚本家の阿部正吉（あべ・まさきち）がこの日死去（90歳没）。訃報は12月3日になって日本脚本家連盟によって公表された[879]。
- 4日 - 【訃報】福岡県・門司東高校から1954年に南海ホークス（後の福岡ソフトバンクホークス）に入団。その年にいきなり新人王・最多勝・最優秀防御率を獲得。後に近鉄バファローズに移籍し1961年限りで現役を引退。その後は毎日放送やCS放送・GAORA[注 176]プロ野球解説者を歴任した宅和本司（たくわ・もとじ）がこの日、肺炎のため大阪市内の病院で死去（89歳没）。訃報は8日に明らかになった[880][881]。
- 6日
  - 【結婚・キー局】日本テレビアナウンサーの大町怜央（2019年入社）がこの日更新した自身のInstagramにおいて、モデル・俳優の榊原美紅と結婚したことを発表[882]。
  - 【訃報】1956年に日活映画『花の運河』にて俳優としてデビュー。1961年に日活専属から劇団俳優座へ移籍して映画、舞台、テレビドラマなど数々の作品に出演。テレビ番組では名古屋テレビ『美穂子のちょっといい話』にて番組ホステスを務め、また協和発酵の「本格派・たまごスープ」のテレビコマーシャルに出演経歴を持つ俳優の稲垣美穂子（本名：丹野美穂子）がこの日、老衰のため死去（86歳没）。訃報は10月22日に公表された[883]。
- 8日 - 【賞】「第40ATP賞テレビグランプリ」（全日本テレビ番組製作社連盟主催）の授賞式がこの日催され、TBS系「金曜ドラマ」枠で本年1月から3月に放送された『不適切にもほどがある!』（ドラマ部門最優秀賞）がグランプリに輝いた。同番組以外の最優秀賞は、NHK BSプレミアム・BS4K『新・爆走風塵 中国・トラックドライバー 生き残りを賭けて』（2023年6月29日放送）がドキュメンタリー部門で、NHK BS1『市民X 謎の天才「サトシ・ナカモト」完全版』（2023年11月26日放送）が情報・バラエティ部門で、それぞれ受賞している[884]。
- 11日 - 【表現問題】この日放送のTBS系『アッコにおまかせ!』で、司会の和田アキ子（歌手・タレント）がパリオリンピック日本代表の陸上選手について、動物に例えた不適切な発言をした。この件について和田本人が17日のニッポン放送『ゴッドアフタヌーン アッコのいいかげんに1000回』、および18日の同番組のそれぞれ冒頭で謝罪した[885]。
- 14日 - 【訃報】早稲田大学法学部在学中に宝塚映画入りし、映画『箱入娘と番頭』でデビューした後、大学を中退し、宝塚映画からも退職して俳優座養成所入りして修業した後に1965年に劇団民藝の団員となり、舞台活動を中心にテレビドラマでや映画など数多くの作品に出演、声優としても日本テレビ系『金曜ロードショー』で放送された『マディソン郡の橋』（1999年2月5日）にてクリント・イーストウッドのアテレコを担当するなどジャンルを問わない活動を繰り広げた俳優・声優の伊藤孝雄がこの日、多臓器不全のため東京都内の自宅で死去（87歳没）。訃報は2025年1月9日になって所属先の劇団民藝から発表された[886][887]。
- 17日・18日 - 【訃報】読売テレビ『そこまで言って委員会NP』をはじめ、関西テレビ『痛快!エブリデイ』、毎日放送『ちちんぷいぷい』『知っとこ!』、テレビ大阪『おとな旅あるき旅』など、主に関西ローカルの情報番組などで多数ナレーションを務めた、ナレーターのきしめん（本名・生年非公表）が死去したことが、この両日放送の『おとな旅あるき旅』『そこまで言って委員会NP』での告知にて明らかになった。6月に交通事故に遭い、集中治療室で治療が続けられていた[888][889][890]。
- 17日  - いずれも【訃報】
  - 1960年代後半、岡林信康、中川五郎らと共に関西を中心としたフォークソングブームを牽引し、岡林と共に歌った「友よ」や自身の代表曲として知られる「受験生ブルース」などを発表。またトライアスリートとしても数々の大会に出たことで知られ、テレビ番組ではNHKの東海・北陸地区限定番組『北陸東海』において、自身が東海・北陸7県を旅する「高石ともやの味な旅」コーナーを長く務めたことでも知られたフォークシンガーの高石ともや（旧芸名：高石友也、本名：尻石友也）がこの日、膵臓がんのため京都市内の病院で死去（82歳没）[891]。訃報は19日に所属事務所である高石ともや事務所の公式サイトで公表された[892]。
  - 昭和初期から中期に映画俳優として数々の作品に出演した潮万太郎（2000年没）の長女として出生、立教女学院高校在学中に「光丘ひろみ」の芸名で東宝映画『赤いカンナの花咲けば』でデビュー。1959年に芸名を改めた後は日本テレビ系『これが青春だ』（1966年）をはじめ、数々のテレビドラマや映画作品に出演、また声優としてイングリッド・バーグマン（1982年没）主演のアメリカ合衆国映画『別離』（NHK総合・1969年12月7日放映）に於いてバーグマンの吹替を担当し、また、NHK総合のクイズ番組『連想ゲーム』でもゲストパネラーとして出演経歴があり、実生活では毎日放送・NET系[注 177]『仮面ライダー』（制作・東映、1971年 - 1973年）に登場する悪の軍団「ショッカー」大幹部の「ゾル大佐」を演じたことで知られた俳優の宮口二朗（1995年没）の夫人でもあった俳優の弓恵子（ゆみ・けいこ、本名・安藤瑛子＝あんどう・えいこ）がこの日、呼吸不全のため死去（87歳没）。訃報は9月24日になって明らかになった[893]。
- 18日 - いずれも【訃報】
  - 1957年に俳優としてデビューし、ルネ・クレマン（1996年没）監督の映画『太陽がいっぱい』で人気を獲得、1960年代から1980年代にかけて“世紀の二枚目俳優”として世界にその名を知らしめ、日本ではアパレルメーカー・レナウンの紳士服ブランド「ダーバン」、マツダ[注 178]の普通乗用車「カペラ（4代目）」などのテレビCMに出演、また来日時にはNHK総合『夢であいましょう』やフジテレビ系『スター千一夜』、『SMAP×SMAP』（後者は関西テレビとの共同制作）などの番組にも出演した経歴を持つ俳優のアラン・ドロン（ フランス）がフランスのロワレ県ドゥシー（英語版）の自宅で死去したことがこの日親族によって明らかにされた（88歳没）[894][895]。
  - 関西を中心に多くのラジオ番組に出演、KBS京都『田渕岩夫の得ダネ!てれび』やサンテレビ『金曜いただきッ!』などテレビ番組でもMCやリポーターなどもこなし、視聴者からは「山量（やまりょう）」のニックネームで親しまれ、バンド「カンロサウルス」のボーカルも務めるなど幅広く活動した、タレントの山本量子が、この日がんのため死去（48歳没）。10年近くがんとの闘病生活を送り、2023年7月に体調不良のため休養、本年4月に一度番組復帰したものの再び入院していた。訃報は21日に所属事務所のオフィスキイワードより発表された[896][897]。
- 20日 - 【訃報】1990年代にOLから声優となり、江崎プロダクション（後のマウスプロモーション）よりデビュー。パーフェクト・チョイス『攻殻機動隊 STAND ALONE COMPLEX』（2002年 - 2003年）[注 179]の草薙素子役などを始め、数々のキャラクターを演じた他、グウィネス・パルトローやニコール・キッドマンの出演映画のテレビ放送版吹き替えや、NHKのテレビ番組『魔改造の夜』のナレーションを担当するなど数々の作品に携わった声優・ナレーターの田中敦子（本名：佐藤敦子、旧姓：田中）がこの日、病気のため死去（61歳没）。訃報は子息の田中光が自身のSNSにて公表した[898]。
- 26日
  - 【不祥事・キー局】警視庁はこの日、テレビ東京制作局社員でプロデューサーの40代の男を不同意わいせつ容疑で東京地検に書類送検した。男は7月上旬、タクシー車内で知人の20代の女性に無理矢理キスをしたり脚を触ったりした疑いがあり、容疑を認めている。テレビ東京は「事実関係の確認を急ぎ、厳正に対処する」としている[899]。
  - 【訃報・近畿広域圏】1970年に日本気象協会に職員として入職し、気象業務に従事。特に読売テレビの夕方枠ローカルニュース枠（『ニューススクランブル』〈1990年4月 - 2009年3月〉→『かんさい情報ネットten.』〈2009年3月 - 現在〉）の気象情報担当キャスターを1990年から2011年3月まで務め、関西エリアのお茶の間に“げたのおじさん”として親しまれ、番組引退後は小料理店の経営者に転身していた気象予報士の小谷純久が死去していたことがこの日、読売テレビのニュースにて明らかにされた（76歳没）[900]。
- 30日 - 【訃報】1972年に県立角館南高校から日立製作所武蔵工場バレーボール部（後の日立ベルフィーユ）に入部し、監督の山田重雄（1998年没）の下で主力選手として活動。また日本代表としても「1976年モントリオールオリンピック」及び「1977年ワールドカップバレーボール女子大会」優勝などに貢献。現役引退後はコーチを経て日本バレーボール協会（JVA）のフロントに入り対外渉外活動などに従事し、またフジテレビやテレビ朝日などのバレーボール中継の解説者を務めた元バレーボール選手の荒木田裕子がこの日、肺がんのため死去（70歳没）[901][902]。訃報は9月18日に判明し、その後遺族により正式な没日や死因が明らかになった。
- 31日 - 【活動進退・キー局】フジテレビアナウンサーの渡邊渚（2020年入社）が、この日付で4年4か月在職した同局を退職。2023年7月より病気療養で休職しており、23日に同局より発表された本人によるコメントでは「最悪の事態は脱した」とした上で、「完全に昔のようにはいかない現実が目の前にあった」「これまでと違った生き方をしたい」等と退職理由を明かしている[903]。

### 9月
- 1日 - 【訃報】立教大学卒業後、貿易商社マン、画家を経てラグビーフットボールジャーナリストとなり、『ラグビーマガジン』（ベースボール・マガジン社）誌上で世界のラグビーを紹介するコラム「トライライン」を執筆、またCS放送『J SPORTSラグビー中継』に解説者としても出演するなどラグビーフットボールの普及に務めたスポーツジャーナリストの小林深緑郎がこの日死去（75歳没）[904]。
- 2日 - 【不祥事・報道・近畿広域圏】関西テレビは8月30日放送の『newsランナー』で、関西学院大学アメリカンフットボール部部員5人が、6月 - 7月に行われたアメリカンフットボールU-20日本代表のカナダ遠征で重大な規律違反を犯し、処分を受けたことを巡る報道を行った際、当時の状況を証言したU20日本代表の関係者について、「関学大アメフト部関係者」と誤って放送したとして、この日発表し訂正、謝罪した[905]。
- 3日
  - 【CM・表現問題】9月1日より放送のライオン「システマハグキプラスプレミアム」のテレビCMについて、視聴者から「冒頭の効果音が全国瞬時警報システム（J-ALERT）の警報音に似ている」との指摘を受け、ライオンはこの日CMの放送を一時中止し、Web上に公開しているCM動画も非公開にしたと発表した。今後当該箇所を修正し、放送・公開の再開を予定している[906]。
  - 【訃報】
    - 1954年に文化放送に入社し、1958年にフジテレビジョンへ移籍。フジテレビではテレビドラマ班に所属して『日日の背信』（1960年）の演出を始めとする数々の作品に携わり、その後は同局編成局次長を務めた後に共同テレビジョンに転じて同社代表取締役社長・会長を務め、実生活では吉永小百合（俳優）の夫でもあったテレビプロデューサーの岡田太郎がこの日、胆嚢癌のため死去（94歳没）[907]。
    - 自動車ディーラーやアパレルメーカー勤務から文化服装学院を経て服飾デザイナーとなり、1975年より双子の弟で映画評論家のおすぎと「おすぎとピーコ」を結成、オネエ系タレントの先駆けとしてフジテレビ系『笑っていいとも!』や『ハッピーボーイズアワー爆笑おすピー問題!』、日本テレビ系『おすぎとピーコの金持ちA様×貧乏B様』などに出演、単独のファッション評論でもフジテレビ系やTBS系のワイドショーでの辛口ファッション批評で好評を博し、2004年からはシャンソン歌手としても活動していた、ファッション評論家・タレントのピーコ（本名・杉浦克昭）がこの日、敗血症による多臓器不全のため神奈川県内の病院で死去（79歳没）。訃報は10月20日に公表された。晩年は認知症を発症したおすぎの介護に当たっていたが、2021年頃よりピーコ自身も認知症になり、互いに別々の施設に入所していた[908][909][910]。
- 4日 - 【スポーツ・提携・東京都】TOKYO MXはバスケットボールBリーグ・B1リーグ中地区に所属するアルバルク東京と2024-2025シーズンのメディアパートナー契約を締結したと発表した。これによりアルバルク東京のホームゲームの一部試合をMXで放送することになっている[911]。
- 8日 - いずれも【訃報】
  - 1960年代後半より演劇やイベントなどのプロデュースの仕事を始め、1970年代からは村井邦彦（作曲家）と共にマッシュルームレーベル[注 180]やアルファレコードを立ち上げるなど音楽プロデューサーとしても活動。またテレビ界では東京放送（TBS）の音楽番組『サウンド・イン"S"』（1974年 - 1981年）の企画・プロデュースに関わった経歴を持ち、実生活では風吹ジュン（俳優）の元夫でもあった音楽プロデューサーの川添象郎がこの日死去（85歳没）[912]。
  - 1986年に声優デビューし、1992年から1997年までテレビ朝日系で放送された『美少女戦士セーラームーン』シリーズ（旧作、東映動画（後の東映アニメーション）制作）の木野まこと（セーラージュピター）役[注 181]をはじめ、NHK『カードキャプターさくら』（マッドハウス制作）観月歌帆役、テレビ東京系『NARUTO -ナルト- 疾風伝』（ぴえろ制作）うずまきクシナ役など数々のアニメ作品に出演、ナレーターとしてもNHK総合『ニュースウオッチ9』やテレビ朝日系『トゥナイト2』などのナレーションを担当した、声優の篠原恵美（本名：渡邉恵美子、旧姓：篠原）がこの日、病気のため死去（61歳没）。訃報は10日に所属事務所の81プロデュースから公表され、かねてより病気療養中だったという[913][914][915]。
- 9日 - 【訃報】1945年にNHKに入職し、報道局記者などを務めた後に1958年放送開始のテレビ番組『NHK婦人学級』のプロデューサーを務めるなどし、1962年には女性として初となる解説委員に就任し、1971年まで務めたほか、東京都民生局長や総理府男女共同参画審議会会長を歴任するなど女性ジャーナリストの地位向上に尽くし、また男女共同参画社会の促進政策に手腕を発揮するなどしたジャーナリストの縫田曄子（ぬいた・ようこ）がこの日、老衰のため死去（102歳没）[916]。
- 12日 - 【訃報】早稲田大学グリークラブを経て1958年に男性コーラスグループ「ボニージャックス」のメンバーとしてデビューし、クラシック、歌謡曲、外国民謡など幅広いジャンルの歌曲をレコーディングし発表。テレビ番組関係では『NHK紅白歌合戦』には1963年の第14回から3年連続出場。またNHK『みんなのうた』では「ちいさい秋みつけた」などを歌唱し、同番組最多登場歌手グループとしても知られ、更にNHK総合『歌はともだち』（1968年 - 1977年）にレギュラー出演したり、南海放送（日本テレビ系）社歌「南海放送の歌」を歌唱し、松下電器（後のパナソニック）や熱海後楽園ホテルのCMにも出演した経歴を持つバリトン歌手の鹿嶌武臣がこの日、脳幹出血のため死去（90歳没）[917]。
- 15日 - 【訃報】リクルートの営業マンから塾講師に転身したのち、学習塾経営会社モノリスを創業、2002年からは日本テレビ系『¥マネーの虎』にレギュラー出演するなどメディアに多数出演したほか、晩年には『¥マネーの虎』のコンセプトを引き継いだYouTubeチャンネル『令和の虎』を主宰、また芸能事務所イエローキャブのオーナーになった事でも知られる、実業家の岩井良明がこの日死去（65歳没）。8月に末期の肺がんである事を公表し闘病しており、訃報は18日に会長を務めるMONOLITH Japanより発表された[918][919]。
- 18日 - 【活動進退・キー局】TBSテレビはこの日、健康上の不安により2023年9月より休職していたアナウンサーの野村彩也子（2020年入社）が、業務に復帰したことを発表した。局側では野村の休職要因が必要以上の業務過多によるものであったことを明かしたうえで、「今後はこのようなことがないよう、再発防止に取り組むと共に、（野村）本人の成長を温かく見守って戴きたい」として配慮を求めるコメントを発出した[920]。→当節の4月12日の項も参照
- 20日 - 【活動進退・健康問題】テレビ東京・BSテレ東（2K・4K）『ウイニング競馬』の司会、日本テレビ系『ZIP!』水曜レギュラーなどを務めているお笑いトリオ・ジャングルポケットの斉藤慎二が、体調不良を理由に当面の間活動を休止することを所属する吉本興業が発表した。活動休止は本人の申し出によるもので、関係者によるとぜんそくの悪化により入院、療養中であり、また前述の番組も8月以降休演状態が続き、視聴者等から心配の声が挙がっていた[921][922][923]。→当節の10月7日の項も参照
- 21日 - 【報道・不祥事・中京広域圏】CBCテレビ（TBS系）は19日昼に放送したローカルニュースで、三重県四日市市で発生した死体遺棄事件の報道において、逮捕されたフィリピン国籍の男性容疑者の写真が、誤って容疑者の親族のものになっていたことを明らかにするとともに、「本人を始め関係者の皆様に深くお詫び申し上げます。チェック体制を強化すると共に再発防止の徹底に務めて参ります」と謝罪した。写真の取り違えは関係者の指摘で判明したもので、同写真はインターネットでも配信されていたが既に削除されている[924][925]。
- 24日
  - 【結婚・キー局】TBSテレビアナウンサーの齋藤慎太郎（2020年入社）がこの日更新した自身のSNSで、一般女性と結婚したことを報告[926]。
  - 【訃報】サブカルチャーやカルト、オタク文化などの分野で評論活動を展開、フジテレビ系『トリビアの泉 〜素晴らしきムダ知識〜』のスーパーバイザーを務め、日本テレビ系『世界一受けたい授業』にも講師として出演したほか、劇作家・演出家としても活動した、コラムニストの唐沢俊一がこの日、心臓発作のため自宅で死去（66歳没）。弟で漫画家の唐沢なをきがXで30日に明らかにしたもので、孤独死で発見されたという[927][928]。
- 29日 - 【訃報】俳優座養成所に第7期生として入所、1956年にテレビドラマ『この瞳』（NHK総合）で俳優としてデビュー。その後に独特のハスキーボイスを買われて声優としても活動を始め、海外ドラマ『名犬ラッシー』（KRテレビ[注 182]）の吹き替え、人形劇『ブーフーウー』（NHK）、テレビアニメ『ハッスルパンチ』（東映動画／NET）『無敵超人ザンボット3』（サンライズ／名古屋テレビ製作・テレビ朝日系）『ハリスの旋風』『国松さまのお通りだい』『サザエさん』（いずれもフジテレビ系）などに出演、特に1979年から2005年までテレビ朝日系で放送された『ドラえもん』（大山版）では主役のドラえもんの声を担当して少年少女たちに親しまれ、その一方でバラエティ番組への出演や歌手、料理研究家、脚本家、エッセイストなどとしても活動した、俳優・声優・タレントの大山のぶ代（本名：山下羨代〈やました・のぶよ〉、旧姓：大山）がこの日、老衰のため死去（90歳没）。訃報は10月11日に所属事務所のアクターズ・セブンより発表された。2012年に認知症と診断され、夫で俳優の砂川啓介（2017年没）が介護、砂川ががんを発症した2016年からは老人ホームで生活していた[929][930]。
- 30日
  - 【活動進退】
    - 【キー局】テレビ東京アナウンサーの池谷実悠（2019年入社）が、この日付で5年半在職した同局を退職。今後については明らかになった6月27日時点では未定[931][932]。→当節の3月30日の項も参照
    - 【北海道】札幌テレビ（STV、日本テレビ系）アナウンサーの大家彩香（おおいえ・あやか、2012年入社）は、この日付で12年半在職した同局を退職。10月1日からフリーアナウンサーとして活動する[933]。
    - 【秋田県】秋田放送（ABS、日本テレビ系）アナウンサーの田村誉主在（たむら・よしゅあ、2019年入社）は、この日付で5年半在職した同局を退職。退職は27日に更新した同局のブログ及び自身のSNSで公表。今後は秋田県外に活動の拠点を移し、「同局で鍛えたアナウンス力を怯むことなく生かしたい」とした[934]。
    - 【中京広域圏】
      - CBCテレビ契約アナウンサーの加藤愛（2019年10月入社）は、この日付で同局との雇用契約期間が満了したことにより退職。10月1日からはフリーアナウンサーとして活動。なお、同局で当時担当中の番組については続投するとした[935]。
      - 東海テレビアナウンサーの森夏美（2016年入社、元BSフジ学生キャスター）がこの日付で8年半在籍した同局を退職。退職は10月3日までに自身のInstagramにおいて9月まで担当した情報番組『ちゃーじ』（中京ローカル）からの卒業と共に公表し、「またいつの日かお目にかかれるように、これからも邁進して参ります」とした[936]。

    - 【近畿広域圏】朝日放送テレビアナウンサーの大野雄一郎（2020年入社）がこの日付で4年半在職した同局を退職。退職はこの日更新した自身のXアカウントで公表し、今後は「小さい頃からの夢だった仕事にチャレンジする」とした[937]。

  - 【不祥事・北海道】札幌テレビはこの日公式サイトにおいて、同局の関連会社である札幌映像プロダクション所属の番組制作スタッフである48歳の男が13日午前、札幌市中央区内の女性宅の玄関の鍵を開けて侵入しようとした住居侵入未遂の疑いで北海道警札幌方面西署に逮捕されたことを公表すると共に、「報道機関として高い社会的責任を負う立場にあるにも関わらず、スタッフが今回の不祥事を引き起こしたことは極めて遺憾」とし、「今後はこのようなことが発生しないように教育を徹底し、報道機関としての信頼回復に全力で取り組む」との謝罪コメントを発表した[938][939]。
  - 【訃報】イラストレーターで、政治家や著名人の風刺似顔絵で知られ、「週刊朝日」（朝日新聞出版）で1975年から2021年まで「ブラック・アングル」を連載。またテレビ番組でもテレビ朝日系『象印クイズ ヒントでピント』の男性軍キャプテン（1979年7月 - 1980年1月）を務めた他、TBS系情報番組『ブロードキャスター』ではコメンテーターを務めていた山藤章二（やまふじ・しょうじ）がこの日午前、老衰のため東京都内で死去（87歳没）[940][941]。

### 10月
- 1日
  - 【人事】
    - 【活動進退】

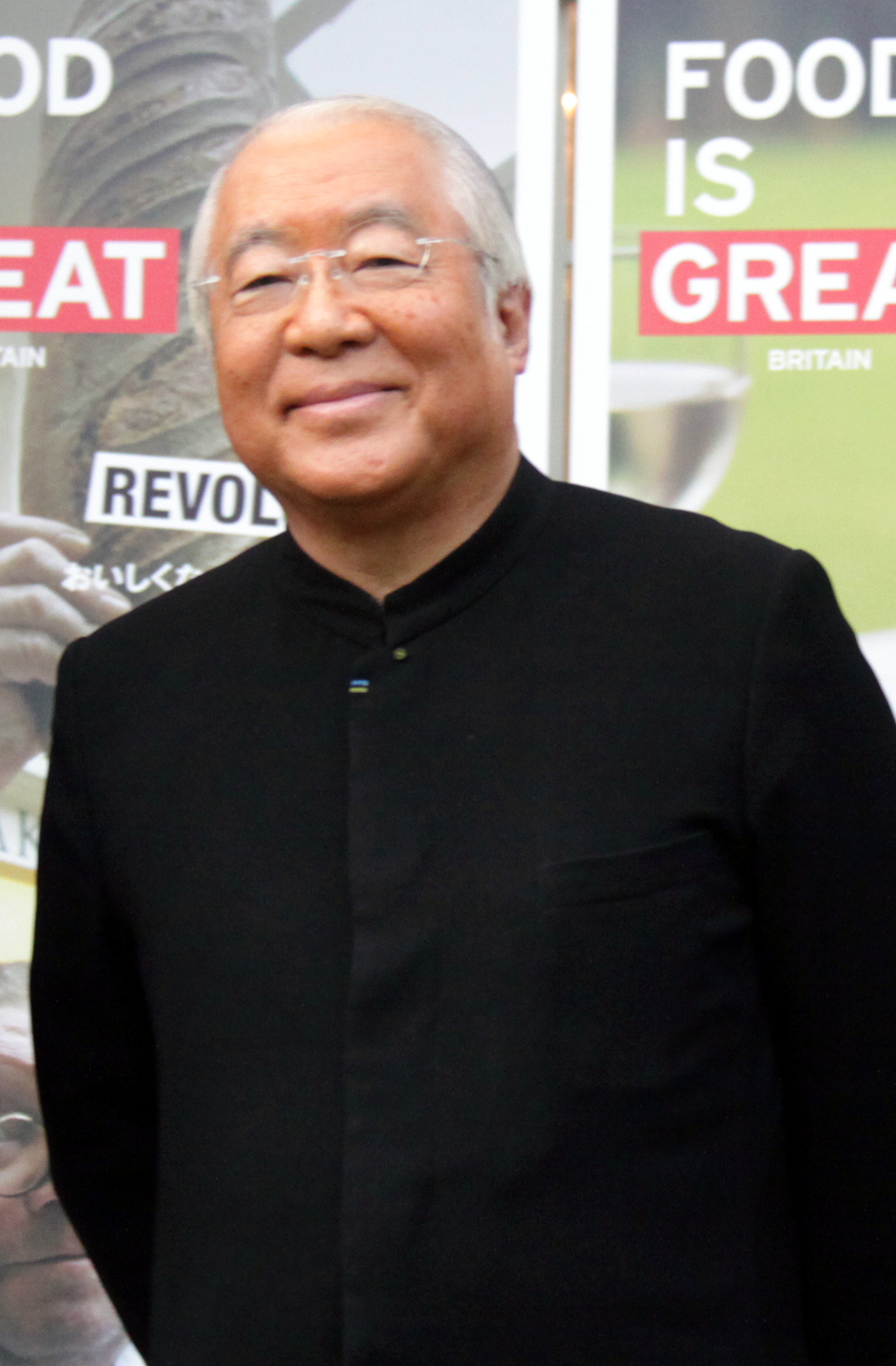
服部幸應死去（10月4日、78歳没。写真は2013年8月撮影）

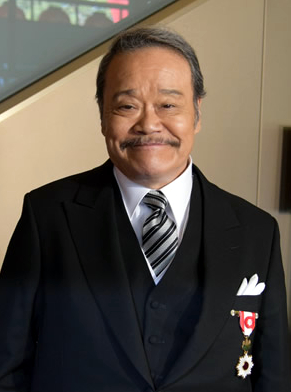
西田敏行死去（10月17日、76歳没。写真は2018年5月撮影）

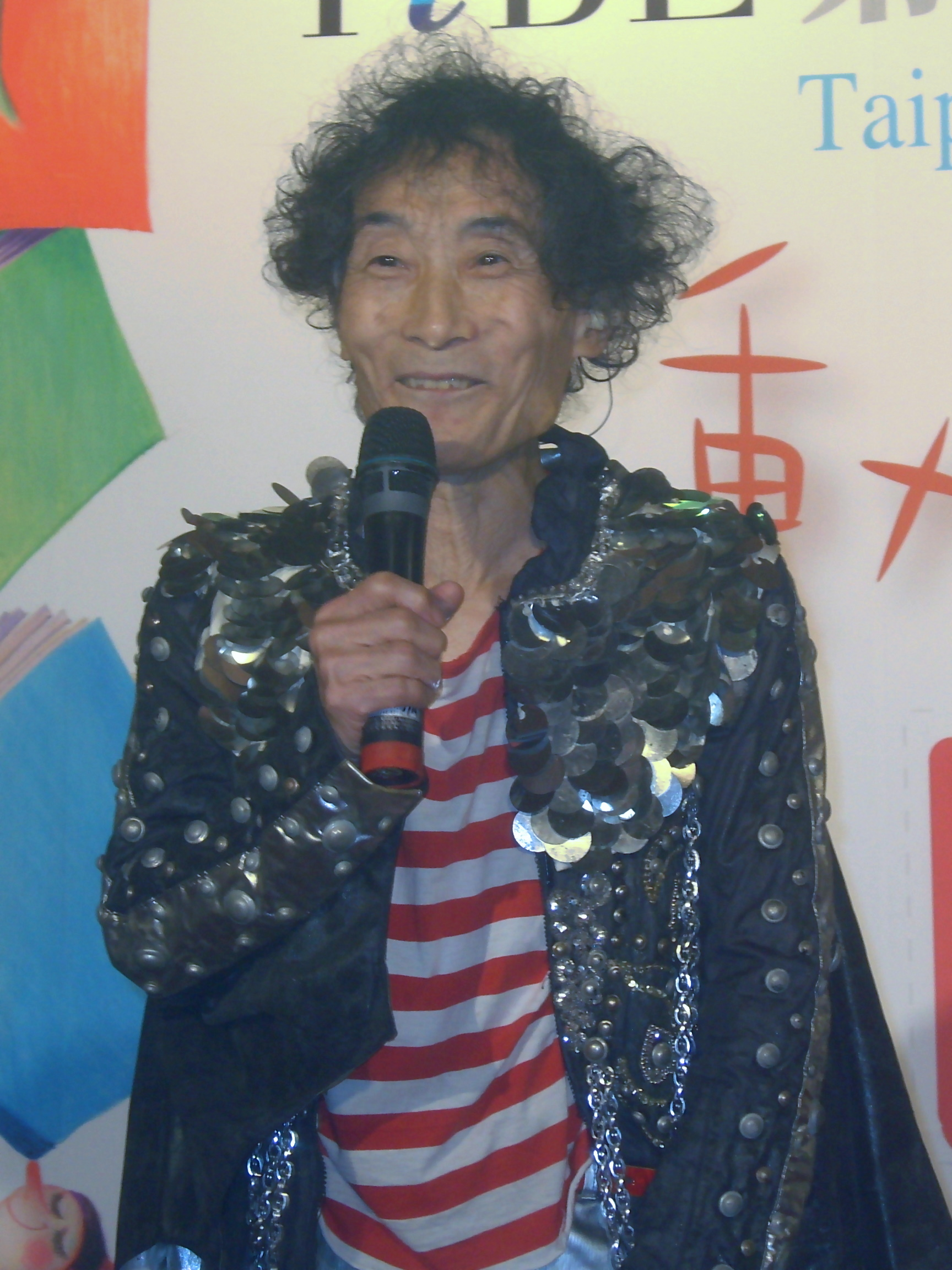
楳図かずお死去（10月28日、88歳没。写真は2010年1月撮影）

山形テレビ（YTS）の新ロゴ

      - 【キー局】テレビ東京はこの日付で2016年以来となる年度内中途採用[注 183]による女性アナウンサーを雇用。中途新規雇用者は元フリーアナウンサーの嶺百花（みね・ももか）[注 184]と元山形放送アナウンサーの山本倖千恵（やまもと・さちえ）の2名となる[942]。
      - 【近畿広域圏】関西テレビアナウンサーの新実彰平（2012年入社）がこの日付で12年半在籍した同局を退職。今後についてはメディアからは一線を退くとしている[943]。

    - 【近畿広域圏・放送持株会社】朝日放送グループホールディングスはこの日付で、当時社長の沖中進が代表権のない取締役会長に、当時副社長の山本晋也[注 185]が役職のない代表取締役にそれぞれ就き、常務執行役員の西出将之[注 186]を社長執行役員に昇任させる人事を発令・執行。なお、西出は2025年6月開催予定の株主総会・取締役会の決議を経て、代表取締役社長に就任する[944]。

  - 【CI・ロゴ・山形県】山形テレビ（YTS、テレビ朝日系）は、"エリアNo.1の放送局を目指す"という企業理念を念頭に、地域とともに歩み 魅力的なコンテンツをさらに発信する＝『やまがたにプラスなここち』を届ける、という思いを込め、新CIを制定、局ロゴとキャッチコピーを一新した[945]。
- 3日 - 【訃報】競馬専門紙「競馬エイト」[注 187] の1971年の創刊からトラックマンとして活動し、またフジテレビ系の競馬中継番組『スーパー競馬』では「攻めの吉田」の異名で解説者として長きにわたり出演。その後はBSフジ（2K・4K）『BSスーパーKEIBA』にもスタジオ解説者として出演していた吉田均がこの日、心筋梗塞のため死去（75歳没）。訃報は5日にサンケイスポーツの報道で明らかになった[946]。
- 4日
  - 【結婚・広島県】中国放送（RCC、TBS系）アナウンサーの伊東平（2016年入社）と渕上沙紀（2018年入社）が結婚。この日、渕上自身がパーソナリティを務めるRCCラジオ[注 188]の番組『平成ラヂオバラエティごぜん様さま』の放送中にて本件について発表した[947]。
  - 【訃報】料理学校「服部学園」創始者・服部道政の子として生まれ、1977年に同学園理事長および服部栄養専門学校校長に就任。料理人の育成に尽力し、また料理評論家としてフジテレビ系『料理の鉄人』の解説を務めたほか、同系『人志松本の○○な話』や『SMAP×SMAP』（関西テレビとの共同制作）、テレビ東京系『TVチャンピオン』、テレビ朝日系『愛のエプロン』など数多くのテレビ番組やCMにも出演したことでも知られた服部幸應（はっとり・ゆきお、本名：染谷幸彦）がこの日夕方、東京都渋谷区の同校で倒れ、搬送先の病院で急性心不全のため死亡（78歳没）。死因は6日に同校の公式サイトで明らかにされた[948][949][950][951]。
- 5日
  - 【活動進退・懐妊・近畿広域圏】朝日放送テレビアナウンサーの斎藤真美（2012年入社）はこの日、自身が担当する同局の朝枠番組『おはよう朝日です土曜日です』に於いて「第1子が（お腹の中に）おりまして、今月末で産前産後休業に入る予定」であることを公表した[952]。
  - 【訃報】
    - 早稲田大学卒業後の1958年にキネマ旬報社に入社し、映画誌『キネマ旬報』編集部に勤務し、1968年から1977年まで同誌編集長を務めた後に映画評論家として独立、昭和初期からのモノクロムービー時代の作品再評価に力を入れる傍ら、1976年から1978年まで東京12チャンネル（後のテレビ東京）の映画番組『日本映画名作劇場』の解説者を務めた経歴を持つ映画評論家の白井佳夫がこの日、虚血性心疾患のため死去（92歳没）[953]
    - テレビ朝日に2009年4月入社。プロ野球やプロレスなど主にスポーツ実況で活動し、また2014年には朝日放送（当時）・テレビ朝日共同制作『熱闘甲子園』のサブキャスターを務め、また情報番組『ワイド!スクランブル』にも出演した三上大樹（みかみ・ひろき）がこの日死去（38歳没）。死亡は8日に判明し、各マスコミの取材に応じた同局広報部は「病死ですが詳細については差し控えさせて頂きます」とした[954][955]。
- 7日
  - 【活動進退・不祥事】お笑いトリオ・ジャングルポケットの斉藤慎二が、20代の女性に性的暴行を加えたなどとして、警視庁に書類送検されたことを受け、所属事務所の吉本興業は、斉藤とのマネジメント契約を解除した[956]。→当節の9月20日の項も参照
  - 【訃報】明治大学中途退学後に劇団四季に入団し、浅利慶太に師事。四季退団後に独立劇団を主宰するなどした後にテレビの世界へ入り、NHKの人形劇『ヤンヤンムウくん』（1973年 - 1976年）ではバクさんの声を担当したり、名古屋テレビの子供向け番組『こどもワイドショー ブンブンバンバン』（1973年 - 1975年）の司会などを担当。俳優としても数々のテレビドラマ・映画作品に出演した俳優・タレントの沼田爆（ぬまた・ばく、本名：沼田知治）が死去したことがこの日、所属事務所のアイティ企画より告知された（84歳没）。なお正確な没日や死因などは詳らかにされていない[957][958]。
- 12日 - 【結婚・キー局】TBSテレビアナウンサーの近藤夏子（2019年入社）は、この日出演したTBSラジオ『土曜朝6時 木梨の会。』の冒頭で、大学時代の同級生である一般男性と結婚したことを発表した[959]。
- 14日 - 【訃報】1963年に発表された『ぐりとぐら』をはじめ、『いやいやえん』『たんたのたんてい』など実妹で絵本作家の山脇百合子（2022年没）と共に多数の絵本を執筆、代表作『そらいろのたね』が1993年に日本テレビの開局40周年キャンペーンCMでアニメ化（製作・スタジオジブリ、監督：宮崎駿）されたほか、作詞家としても活動した児童文学作家の中川李枝子（なかがわ・りえこ、旧姓・大村）がこの日、老衰のため死去（89歳没）。訃報は17日に明らかになった[960]。
- 15日 - 【結婚・キー局】フジテレビアナウンサーの宮司愛海（2015年入社）が、この日までに30代の一般男性（実業家兼バイオリニスト）と結婚したことを公表した[961]。
- 16日 - 【訃報】早稲田大学在学中の1987年に音楽サークルの仲間でバンド「宮尾すすむと日本の社長」を結成。「マス宮尾」の芸名でキーボーディストとして活動。TBS系で放送された『平成名物TV・三宅裕司のいかすバンド天国』に出演し10代目イカ天キングに輝き、同大学卒業後にTBSに入社。音楽番組『COUNT DOWN TV』の初代総合演出などを手掛けた宮尾益実がこの日、自宅にて死去（58歳没）。訃報は12月20日になってバンドの公式サイトで発表された[962]。
- 17日 - 【訃報】明治大学在学時に俳優として活動を始め、1970年に劇団青年座に入所して以後は舞台を中心に数々の映画やテレビドラマ作品に出演、またタレントとしてもTBSテレビ『ハッスル銀座』の司会を務め、NET（テレビ朝日）系『みごろ!たべごろ!笑いごろ!』や朝日放送テレビ『探偵!ナイトスクープ』2代目局長を始め数多くのバラエティ番組に出演。また、テレビ朝日系『人生の楽園』などのナレーションやカシオ計算機、KDD、朝日ソーラー、サッポロビール、アートネイチャー、雪印乳業、宝くじなどのCMにも出演、歌手としても1981年発売の「もしもピアノが弾けたなら」のヒットで同年の『第32回NHK紅白歌合戦』に出場、以降計4回紅白に出場するなどマルチに活動した俳優・タレント・歌手・ナレーターの西田敏行がこの日午後、東京都内の自宅で倒れているところをマネジャーにより発見され、その場で死亡が確認された（76歳没）。所属事務所は翌18日、死因は虚血性心疾患で、死亡推定時刻は17日午前6時頃だったことを明らかにした[963][964][965]。
- 18日 - 【訃報】1969年にアルトサックス奏者として音楽活動を開始、1979年に石川恵樹らと共にロックバンド「TALIZMAN」を結成し、「ハーリー木村」を名乗ってリーダー兼ボーカルとしてメジャーデビューし、トヨタ「カローラ」のCMソングなどを歌唱、ソロシンガーになってからはフジテレビ系アニメ『未来警察ウラシマン』（タツノコプロ制作、1983年）主題歌「MIDNIGHT SUBMARINE」[注 189]や日本テレビ系アニメ『ルパン三世 第2シリーズ』（1977年 - 1980年）エンディングテーマ「LOVE IS EVERYTHING」などを歌唱、また作曲家としても海援隊の「JODAN JODAN」などを手掛けるなど幅広い活動を見せていたロックシンガーの木村昇（本名：李昇辰）がこの日死去（72歳没）。訃報は21日に更新された自身の公式X（旧Twitter）にて公表された[966][967]。
- 22日 - 【訃報】立浪部屋の大相撲力士（最高位：大関）時代にサントリービールのコマーシャルに出演[注 190]、1979年の現役引退後は年寄・2代大島を襲名し、大島部屋師匠として第63代横綱・旭富士正也らをはじめとした後進の指導にあたる一方、『大相撲中継』（NHK）及び『大相撲ダイジェスト』（テレビ朝日）の解説者を務めたことでもお茶の間に知られた旭國斗雄（本名：太田武雄）がこの日死去（77歳没）[969]。
- 23日 - 【訃報】マッドハウス制作のアニメーション作品に数多く携わり、特に湯浅政明の信頼が厚く、『ケモノヅメ』（2006年、WOWOW）を始めとする湯浅作品に数多く関与、また『モブサイコ100』（2016年、TOKYO MXなど）の美術監督も務めるなどアニメーション界に足跡を残したアニメーターの河野羚（こうの・りょう、本名：河野尋美〈こうの・ひろみ〉）がこの日、消化管出血と見られる疾患により死去[注 191]。訃報は26日に自身の甥により公式X（Twitter）にて公表された[970][971]。
- 24日 - 【放送障害・山梨県】山梨放送（YBS、日本テレビ系）で、この日の6時から約2時間20分間、また9時56分から13分間の2回にわたり、都留、大月及び上野原の3市方面で、都留中継局の設備故障により視聴できなくなる障害が発生し、約3万1千世帯に影響が出た。同局は「大変ご迷惑をおかけして申し訳ございませんでした」とのコメントを発表した[972]。
- 28日 - 【訃報】貸本漫画家としてデビューし、恐怖漫画という新たなジャンルを開拓、代表作のうち『猫目小僧』が『妖怪伝 猫目小僧』のタイトルで1976年4月から9月に東京12チャンネル（後のテレビ東京）でテレビアニメが放送されたほか、『漂流教室』やギャグ漫画の『まことちゃん』など映像化された代表作も多く持ち、自身もトレードマークの赤白ボーダーシャツと明るいキャラクターで親しまれ、日本テレビ系『ダウンタウンのガキの使いやあらへんで!』の大晦日恒例企画『笑ってはいけないシリーズ』やTBS系『クイズ☆タレント名鑑』などのテレビ出演や歌手など幅広い活動を展開した漫画家・タレントの楳図かずお（うめず・かずお、本名・楳図一雄＝読み同じ）がこの日、胃がんのため死去（88歳没）。訃報は11月5日に小学館及び一般財団法人「UMEZZ」から公表された[973][974]。
- 29日 - 【訃報】1949年に中部日本新聞社（後の中日新聞社）に記者として入社し、社会部で警察担当記者などを務めた後に重役を歴任、1997年に同社社長に就任。また、プロ野球・中日ドラゴンズオーナーを2000年より2021年まで務め、東海テレビ放送の取締役も務めるなど長く東海地方のマスメディア界重鎮として名を成したジャーナリスト、実業家で中日新聞社名誉会長の白井文吾がこの日、老衰のため死去（96歳没）。訃報は11月4日に公表された[975]。
- 31日
  - 【活動進退】
    - 【キー局】日本テレビアナウンサーの後藤晴菜（2013年入社）が、この日付で12年間在職した同局を退職[976]。『家族との時間を大切にしたい』と退職事由を公表していた[977]。なお、自身の今後の活動に関しては「（機会を見て）お話出来れば」としていた[976]が、翌11月1日に同日付でセント・フォースに所属しフリーで活動する事を明らかにした[978]。
    - 【広島県】広島テレビ（広テレ・HTV、日本テレビ系）アナウンサーの馬場のぶえ（1997年入社）が「数か月前から目の病気にかかり、それをきっかけにして自分を見つめ直したい」としてこの日付で27年余り在籍した同局を退職[979]。

  - 【訃報】早稲田大学文学部中退後、1959年NHKに入局、芸能局ディレクターとして『お笑いオンステージ』や『NHK紅白歌合戦』の演出を手掛け、その一方でお笑いコンビ・コント55号の仕掛け人としてギャグ作りに参加、赤塚不二夫（漫画家、2008年没）・タモリ（タレント）・高平哲郎（編集者・放送作家）と「面白グループ」を結成するなど幅広い活動を展開。1984年にNHKを退職後は『コメディーお江戸でござる』の脚本をはじめ、民放のバラエティ番組の構成や舞台の脚本・演出を手掛け、作詞家や作家としても活動した、脚本家・演出家の滝大作が、この日死去（91歳没）。訃報は翌2025年1月9日までに加盟していた日本脚本家連盟より発表された[980][981]。

### 11月
- 3日 - 9日 - 【キャンペーン・社会貢献】TBSテレビ・BS-TBSなどTBSホールディングス傘下の放送事業者3社が合同で、今回9回目となるSDGs啓発キャンペーン『地球を笑顔にするWEEK 2024秋』を展開。テーマとキャンペーン大使は前回（本年春実施時）と同様[982]。
- 3日 - 10日 - 【キャンペーン】日本テレビが秋恒例の健康啓発キャンペーン『カラダWEEK』を実施。10年目のテーマは「好きなことで、カラダにいいこと」。キャプテンは10年連続となる上田晋也（くりぃむしちゅー）が務め、サポーターには川口春奈（女優）・宮野真守（声優）・藤本美貴（タレント・元モーニング娘。）を起用[983]。さらにメダリストサポーターとして阿部一二三・詩兄妹（ともに柔道選手、前者はパリ五輪男子66kg級金メダリスト）が登板[984]。
- 3日 - 【訃報・広島県】広島修道大学3年の時に中国放送のラジオレポーターとして出演、卒業後広島のローカルタレントとして活動し、1992年 - 2003年に放送された中国放送『週刊パパたいむ』は1回も休む事なく出演、その他広島各局の番組にも多数出演した事で知られる西田篤史がこの日未明、病気のため広島市内の自宅で死去（68歳没）[985][986]。
- 6日
  - 【催事・賞・JBA】民放連はこの日、東京都内にて「第72回民間放送全国大会」を開催。同日、式典の席上にて「2024日本民間放送連盟賞」グランプリ・準グランプリ受賞作品を発表、テレビ部門のグランプリは信越放送『SBCスペシャル 78年目の和解〜サンダカン死の行進・遺族の軌跡〜』、準グランプリは日本テレビ『最高の教師 1年後、私は生徒に■された』がそれぞれ受賞した[987]。
  - 【事故】フジテレビは同局のバラエティ番組『芸能人が本気で考えた!ドッキリGP』のロケーション撮影中に、お笑いコンビ「タイムマシーン3号」メンバーであるタレントの山本浩司が転倒して左第七肋骨骨折の負傷を受けたことをこの日、同番組の公式サイトに於いて発表。局側では山本を始めとする関係者に謝罪すると共に、安全対策を徹底していくことを告知した[988][989]。
  - 【訃報】能楽シテ方喜多流の家に生まれ、都立豊多摩高校卒業後に俳優を志して俳優座養成所で演劇を学び、1950年代後半から舞台俳優としてデビュー。以後は舞台やテレビドラマ、映画に俳優として出演する傍ら、1960年代より声優としても活動を始め、テレビアニメではTBS系『オバケのQ太郎』（1965年）やフジテレビ系『昆虫物語 みなしごハッチ』（1970年）『フランダースの犬』（1975年）、またNHKで放送された人形劇『サンダーバード』や『空中都市008』などジャンルを問わずなど数々の作品に出演した俳優・声優の喜多道枝（きた・みちえ、本名：纓片道枝＝おがた・みちえ）がこの日、老衰のため東京都内の自宅で死去（89歳没）[990]。
- 7日 - 【訃報】東洋大学経済学部卒業後に落語家を目指して7代目立川談志（2011年没）に入門し、修行するも「落語家向きの声でない」と指摘されたことから落語家を断念、1968年にラジオ関東（後のアール・エフ・ラジオ日本）『ヒット・ゴー・リーダーズ』でDJとして芸能界デビュー。1972年には開局したばかりのテレビ神奈川（tvk）にて“伝説の音楽番組”と謳われる『ヤング・インパルス』[注 192]の司会を担当、1983年から放送を開始したテレビ東京系『クイズ地球まるかじり』のレポーターとして名を馳せ、食レポの第一人者として知られた俳優・タレントの神太郎（じん・たろう、本名・二連木康＝にれんぎ・やすし）がこの日死去（82歳没）。訃報は14日に所属事務所のオフィス・トゥー・ワンから発表された[991][992]。
- 8日 - いずれも【訃報】
  - 日本大学在学中からアルトサックス奏者として活動し、1974年に自身のバンド「クリアトーンズ・オーケストラ」を結成。またテレビ番組ではNHK教育テレビ（Eテレ）『アンニョンハシムニカ・ハングル講座（韓国語講座）』の音楽を監修・担当し、またクリアトーンズ・オーケストラとしても1992年から開始されたテレビ埼玉『埼玉政財界人チャリティ歌謡祭』のバックバンドとして演奏を担当。実生活では韓国人歌手のキム・ヨンジャの元事務所社長で元夫（2012年に離婚）だった指揮者・歌手[注 193]・バンドマスターの岡宏（本名・金好植＝キム・ホシク）がこの日未明、脳梗塞のため東京都内の病院で死去（83歳没）[993][994][995]。
  - 交換留学生として来日した後、福岡市を本拠地としていた日本プロ野球の太平洋クラブライオンズ[注 194]フロントマンなどを経てスポーツライターとして日米プロ野球に関する評論などを行い、また「東北楽天ゴールデンイーグルス（楽天野球団）」初代ゼネラルマネジャーなどを務めた他、サンテレビ（SUN、独立局）のプロ野球中継『サンテレビボックス席』解説者や関西テレビでもプロ野球中継や大阪国際女子マラソン中継の副音声（英語放送）実況を担当、テレビ東京系『スポーツTODAY』キャスターなどを務めて日本のテレビ界でも足跡を残したスポーツライター・実業家のマーティ・キーナートがこの日、心不全のため死去（78歳没）。訃報は10日にかつてシニアアドバイザーを務めていたBリーグの仙台89ERSから発表された[996][997][998]。
- 9日 - 【結婚・キー局】テレビ東京アナウンサーの田中瞳（2019年入社）は、この日同局で放送された『モヤモヤさまぁ〜ず2』の番組内で結婚していたことを公表した[999]。
- 11日 - 【スポーツ・権利問題】この日東京都内で行われた日本野球機構（NPB）とプロ野球12球団による実行委員会で、他局が『SMBC日本シリーズ2024』を放送している時間帯にMLBのワールドシリーズのダイジェスト番組を放送し、NPBから日本シリーズ及び侍ジャパン強化試合の取材証を没収されたフジテレビについて、NPB事務局長の井原敦は「放送局を含めて全てのプロ野球関係者の協力体制で日本シリーズが成り立っている。今回の同局の行為はそれらの信頼関係を著しく毀損する行為である」と説明。今後同局に対して文書で意向を伝達すると共に話し合いの場をもつことを確認。処分はこの日付で解除され、14日に開催の12球団合同トライアウト（千葉市美浜区・ZOZOマリンスタジアム）以降については同局の取材を認めるとした。今回のNPBの処分については「日本シリーズの中継に対する配慮を欠いている」と一定の理解があった一方で、「報道や放送の自由に関わる問題である」と批判する声も出ていた[1000][1001][1002][1003]。一方、同局副会長で日本民間放送連盟（民放連）会長を務める遠藤龍之介は22日の民放連の会見で、「個別のコメントは差し控える」としながらも「一般論として取材証の没収は大変な事態。本来は権利者とメディアとの間でそういったことが起こらないように努力する必要がある」と述べた[1004]。
- 12日 - 【訃報】1957年に出羽海部屋より「竹沢」の四股名で初土俵を踏み、1960年11月場所に「北の富士」に四股名を改めると1966年に大関、1970年に第52代横綱に昇進、1974年7月場所を最後に現役を引退して年寄「井筒」を襲名して井筒部屋師匠となった後、自らの師匠である11代九重（第41代横綱千代の山雅信）の死去により1977年に12代九重を襲名して師匠の九重部屋と自らの部屋を合併して九重部屋師匠となり、第58代横綱千代の富士貢（2016年没）と第61代横綱北勝海信芳を育成、部屋を千代の富士に禅譲した後には日本相撲協会を退職し、NHK専属相撲中継解説者として「北の富士節」を轟かせ、また歌手としてもレコードを発売するなどマルチな才能を披露した元大相撲力士・指導者の北の富士勝昭（本名：竹澤勝昭）がこの日、東京都内の病院で死去（82歳没）。訃報は20日に判明した[1005]。
- 13日
  - 【不祥事】警視庁世田谷署はこの日、本年5月頃に東京都世田谷区内の集合住宅に侵入し、居住住民女性を盗撮したとしてTBSホールディングス子会社・TBSアクト（TACT）に所属する31歳の男を「住居侵入罪」及び「性的姿態撮影処罰法」違反容疑で逮捕したことを発表。同容疑者は罪状を認めており、「同じ行為を3、4年前からしていた」と供述しているという[1006][1007]。
  - 【訃報】1950年に雑誌『文學界』に自作詩が掲載されて詩人としてデビュー。その後は詩人のみならず、翻訳家、脚本家、絵本作家など枠に囚われない幅広い活動を行い、また作詩家としても国産テレビアニメ第1作である手塚治虫（1989年没）原作のフジテレビ系『鉄腕アトム』（1963年 - 1966年、虫プロダクション制作）の同名主題歌[注 195]、『NHK全国学校音楽コンクール』では第71回（2004年度）の中学課題曲「信じる」などの作品を手掛けるなど大きな足跡を残した詩人の谷川俊太郎がこの日、老衰のため死去（92歳没）。訃報は19日に公表された[1008]。
- 14日 - いずれも【訃報】
  - 中央大学時代に碓井哲雄（うすい・てつお、2021年没）らと共に箱根駅伝の6連覇に貢献。その後は中央大学コーチや松下通信工業（後のパナソニック コネクト）女子陸上競技部監督などを歴任。また日本テレビ系『新春スポーツスペシャル箱根駅伝』では第64回大会（1988年）から第82回大会（2006年）まで解説者を務めた東京国際大学駅伝部監督の横溝三郎がこの日の夜、肝臓がんのため死去（84歳没）[1009][1010]。
  - 12歳の時に「劇団こまどり」に入団し、子役として1962年にフジテレビ系『少年探偵団』にて本名名義でデビュー。1973年に芸名を改め、同年放送のNHK大河ドラマ『国盗り物語』で羽柴筑前守秀吉（後の豊臣秀吉）役に抜擢されて注目を浴び、以来数多くのテレビドラマや映画に出演。また俳優活動以外では2011年からNHK BSで放送されている『にっぽん縦断 こころ旅』で旅人役で出演していた火野正平（ひの・しょうへい、本名：二瓶康一＝にへい・こういち）がこの日、自宅で死去（75歳没）。訃報は20日に所属事務所のシーズ・マネージメントから発表された[1011][1012][1013]。
- 18日 - いずれも【訃報】
  - 青山学院大学文学部を卒業後、劇団を経て声優として活動、テレビアニメでは日本テレビ系『新オバケのQ太郎』Q太郎役、いずれもテレビ朝日系の『忍者ハットリくん』ハットリカンゾウ役や『チンプイ』チンプイ役、フジテレビ系『ムーミン』ミイ役など、吹き替えでは『アーノルド坊やは人気者』アーノルド・ジャクソン役や『トムとジェリー』ジェリー役、『ザ・シンプソンズ』バート・シンプソン役などを演じた事で知られる、声優の堀絢子（ほり・じゅんこ）がこの日、老衰のため死去（89歳没）。訃報は25日に所属事務所のぷろだくしょんバオバブより公表された[1014]。
  - 日本大学芸術学部映画学科中退後アオイスタジオに入社し、フジテレビ系『鉄腕アトム (アニメ第1作)』の音響に携わり、独立後は読売テレビ・日本テレビ系『宇宙戦艦ヤマト』及びその一連のシリーズ作品をはじめ、フジテレビ系『サザエさん』、テレビ朝日系『ドラえもん』（大山版）、TBS系『ギミア・ぶれいく』内『笑ゥせぇるすまん』など多くのアニメ作品の効果音作成など音響効果を担当した、音響効果技師の柏原満がこの日死去（91歳没）。訃報は12月16日にスタジオカラーの公式Xで発表された[1015]。
- 20日 - 【訃報】中学3年生だった1975年にTBS『ぎんざNOW!』「素人コメディアン道場」で優勝した後、1977年に落語家を志望して“爆笑王”と呼ばれた二代目桂枝雀（1999年没）に入門。同年10月に師匠の独演会の場で初高座を踏んだ後は落語家のみならずタレントとしても活動を展開。テレビ番組では関西テレビ『ノックは無用!』、『痛快!エブリデイ』などに出演。また1981年度「ABC漫才落語新人コンクール」最優秀賞や1987年度「NHK新人演芸コンクール」最優秀賞などの受賞歴もある落語家・タレントの桂雀々（かつら・じゃくじゃく、本名：松本貢一＝まつもと・こういち）がこの日、糖尿病からの肝不全のため茨城県内の病院で死去（64歳没）。訃報は22日に所属事務所から正式発表された。関係者によると雀々は10月23日に同県内のゴルフ場でのプレー中に倒れて入院、一度は回復したものの11月中旬に入り呼吸困難に陥り容体が急変したという[1016][1017][1018][1019]。
- 21日 - 【スポーツ・活動進退】福岡ソフトバンクホークスは、球団会長付特別アドバイザー兼シニアコーディネーターの城島健司が2025年1月に新設する役職で、コーディネーターの統括や1軍監督のアドバイザー、球団運営への参画などを担う「チーフベースボールオフィサー（CBO）」に就任することを発表[1020][1021]。これに伴い、自身が出演するRKB毎日放送『城島健司のJ的な釣りテレビ』を年内で降板することを表明している[540]。
- 24日 - いずれも【訃報】
  - 京都大学法学部卒業後1961年に検事任官、1976年に東京地検特捜部に配属後はロッキード事件の捜査を担当、緻密で鋭い捜査手法から「カミソリ堀田」の異名を取り、その後は法務省の人事課長や官房長を務め、1991年に退官後は弁護士として活動する傍らさわやか福祉財団を設立し福祉活動に尽力。またNHK総合『未来観測 つながるテレビ@ヒューマン』やテレビ朝日『報道ステーション』などのテレビ番組でコメンテーターを務めた事でも知られる、弁護士・元検察官の堀田力（ほった・つとむ）が老衰のため死去（90歳没）。訃報は12月4日に報じられた[1022]。
  - 漫画家の横山泰三（2007年没）に師事後、共同通信社や読売新聞社での風刺漫画の仕事を経て自身のアトリエ「久里実験漫画工房」を設立、1958年に文芸春秋漫画賞を受賞。その後イラストレーターの柳原良平（2015年没）、真鍋博（2000年没）と「アニメーション三人の会」を結成しアニメーション制作に注力、アニメーション工房「久里実験漫画工房映画部」を立ち上げ、日本テレビの深夜番組『11PM』「久里洋二のミニミニアニメーション」コーナー担当や、NHK『ひょっこりひょうたん島』や『みんなのうた』では「あわて床屋」（ボニージャックス）などの映像作品を手掛けるなど日本アニメ界に大いなる足跡を残した漫画家・アニメーション作家・イラストレーターの久里洋二（本名：栗原英夫）がこの日、老衰のため死去（96歳没）。訃報は12月15日に公式サイトで告示された[1023][1024]。
- 28日 - 【訃報】TBSテレビ報道局時代にJNNワシントン支局特派員、ニューヨーク支局長を歴任。その後1980年に放送を開始した『JNN報道特集』の初代キャスターを務め、国際ジャーナリストとしても活動した北代淳二（きただい・じゅんじ）がこの日午後、老衰のため東京都内の自宅で死去（92歳没）。訃報は12月3日に明らかになった[1025]。
- 29日 - 【経営・放送持株会社】日本テレビをキー局とするNNN・NNS系列の基幹局に当たる読売テレビ、中京テレビ、札幌テレビ、福岡放送の4社が共同で新たな認定放送持株会社「読売中京FSホールディングス」（略称：FYCS（フィックス）ホールディングス）を設立することに合意。4社がタッグを組むことで強固な協力体制を築き、共同での番組制作や設備の共有などを図るほか、スケールメリットの拡大やコストの効率化、新規ビジネスへの積極投資、人事交流などを進め、日本テレビ系全体の強靭化を目指す方針。新会社は、2025年4月に発足する予定[1026]。
- 30日 - 【訃報】1989年に山陽放送（後のRSK山陽放送）に入社。アナウンサーとして「早ちゃん」の愛称で親しまれ、テレビでは『VOICE21（後のVOICE愛）』を始めとする情報番組、またスポーツ実況アナウンサーとして活動。さらに『水戸黄門』に出演した経歴を持ち、2006年に同局を退社後は昭和プロダクション所属のフリーアナウンサーとして関西地方に拠点を移して活動していた早田和泰がこの日死去（61歳没）。訃報は12月9日に同プロダクションの公式サイトにて公表された[1027]。

### 12月
- 1日

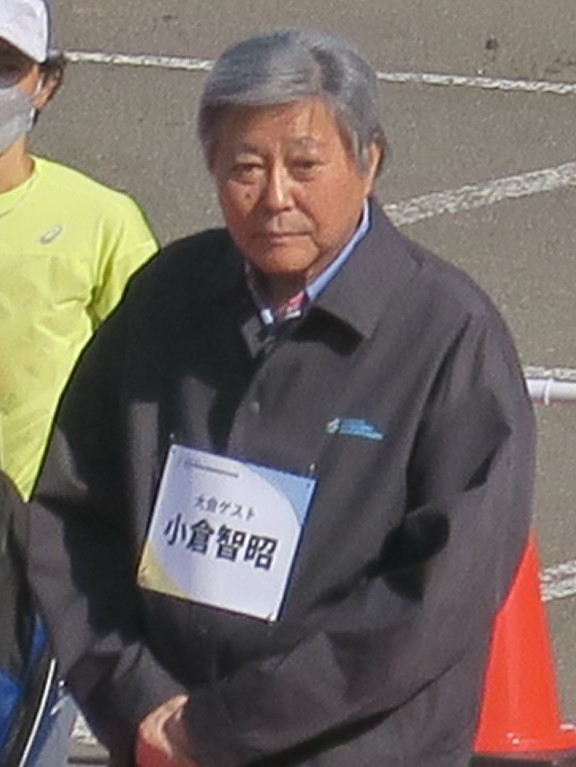
小倉智昭死去（12月9日、77歳没。写真は2022年10月撮影）

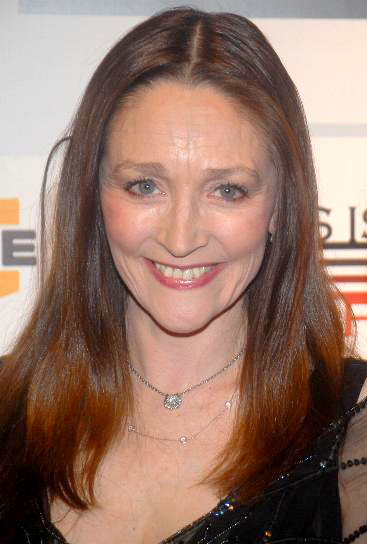
オリヴィア・ハッセー死去（12月27日、73歳没。写真は2008年3月撮影）

  - 【技術・北海道】テレビ北海道（TVh、テレビ東京系）はFMラジオ局・エフエム北海道（Air-G'）から業務委託を受け、Air-G'の主調整室（マスター）の監視・制御業務を開始した。これはTVhが開発した「バーチャルマスターオペレーター（VMO）」と呼ばれるリモート統合監視システムを活用して、TVhの主調整室からAir-G'の主調整室を監視・制御するもの[1028]。
  - 【社名変更・東京都】IMAGICA GROUP傘下で、主にテレビ番組等の制作技術を手掛けるコスモ・スペースがこの日付で「IMAGICAコスモスペース」に社名変更[1029][1030]。
- 2日 - 【訃報】1960年代に国際芸能プロモーターの神彰（1998年没）が経営していたアート・フレンド・アソシエーションで修業を積んだ後、1973年にイギリス人歌手のトム・ジョーンズ来日公演などをプロデュース、また1976年に謎の類人猿として話題になったオリバー君（2012年没）を来日させ、日本テレビ『木曜スペシャル』で「謎の怪奇人間オリバー!」と題した番組を制作・プロデュースした国際芸能プロモーター・プロデューサーの康芳夫（こう・よしお）がこの日、老衰のため入院先の群馬県高崎市の病院で死去（87歳没）[1031]。
- 3日 - 【訃報】東京大学卒業後の1958年にNHKに入職し、制作ディレクターとして『夢であいましょう』などの番組を手掛け、1964年にフリーランスとなった後にはルポライター、コラムニスト、小説家、大学教員などあまたのジャンルで活動。またTBSテレビのワイドショー番組『スーパーワイド』のコメンテーターも務めた経歴を持つ小説家、社会評論家、翻訳家の小中陽太郎がこの日、老衰のため死去（90歳没）[1032]。
- 6日
  - 【経営・放送持株会社】中京テレビは総務省に対し、日本テレビ系列局4社（札幌テレビ・読売テレビ・中京テレビ・福岡放送）を傘下とする放送持株会社『読売中京FSホールディングス』の認定を求める申請を提出[1033]。
  - 【訃報】1982年、中学校1年次でファッションモデルとなり、雑誌の写真モデルや明治製菓のテレビコマーシャルに出演した後、1985年にTBS系ドラマ『毎度おさわがせします』、シングルレコード「「C」」で俳優・歌手デビューを果たし、同年の第27回日本レコード大賞で最優秀新人賞を受賞。『NHK紅白歌合戦』には1988年の第39回から1994年の第45回まで7年連続出場、また俳優・タレントとしても数々のテレビドラマや映画、CMなどに出演した歌手・俳優の中山美穂がこの日午前、東京都内の自宅で入浴中の浴槽内で倒れているところを訪問した所属事務所のスタッフが発見し、通報を受けて到着した警察官により死亡していることが確認された（54歳没）[1034][1035]。中山はこの日ビルボードライブ大阪（大阪市北区）で開催予定だったライブを体調不良のため中止していた[1036]。
- 7日 - 【活動進退】2003年にテレビ朝日に入社し、アナウンサーとしてスポーツ中継や情報番組を担当、2011年に同局退職後、東京都議会議員（自由民主党所属）を2013年の初当選以来3期に渡り務めている川松真一朗が、芸能事務所MR8に所属し、アナウンサー業に復帰する事がこの日明らかとなった[1037]。
- 9日 - 【訃報】獨協大学卒業後の1970年に東京12チャンネル（後のテレビ東京）にアナウンサーとして入社。同局の『土曜競馬中継』[注 196]で実況を担当し、また山城新伍（2009年没）司会の『独占!男の時間』などの番組にも出演した後、1976年にタレント・司会者の大橋巨泉（2016年没）の目に留まり、スカウトの形でフリーアナウンサーに転向。1983年から放送を開始した毎日放送制作・TBS系『世界まるごとHOWマッチ』のナレーションが出世作となり、「七色の声を持つ男」「1秒間に18文字の原稿を読める男」として名を馳せ、その後1999年から放送を開始したフジテレビ系『情報プレゼンター とくダネ!』では2021年の番組終了までメインキャスターを担当。他のテレビ番組では日本テレビ系『キャッチ』、フジテレビ系『どうーなってるの?!』、テレビ大阪制作・テレビ東京系『パソコンサンデー』の司会、さらにニッポン放送『小倉智昭のラジオサーキット』のパーソナリティを務めるなど多方面で活動した小倉智昭がこの日午後、膀胱がんのため東京都内の自宅で死去（77歳没）。小倉は『…とくダネ!』のメインキャスター在任中の2016年に膀胱がんに罹患。さらに2023年には左腎臓の摘出手術を受けるなど闘病生活を続けていた[1038][1039][1040]。
- 12日 - 【訃報】製菓学校卒業後ケーキ店やレストランなどの勤務を経て独立、パンや菓子の料理教室を主宰し、NHK『きょうの料理』や日本テレビ系『キユーピー3分クッキング』に講師として出演した、料理研究家のムラヨシマサユキ（本名：村吉雅之）がこの日、急性心筋梗塞のため死去（46歳没）。14日に主宰する料理教室の公式サイトで発表したもので、この日の夜に自宅で倒れたという[1041][1042]。
- 18日 - 【訃報】明治学院大学在学中に青島幸男（2006年没）に弟子入りして修行し、放送作家としてデビュー。1970年代よりTBS系『8時だョ!全員集合』、『笑って!笑って!!60分』やテレビ東京『平成女学園』などのバラエティ番組を数多く手掛けた放送作家・脚本家の田村隆がこの日、敗血症のため東京都内の病院で死去（83歳没）[1043]。
- 19日 - 【訃報】1950年に東京大学を卒業後、読売新聞社に入社。出版部に配属され「週刊読売」記者を務めた後に政治部記者となり、読売新聞社のオーナー（社主）でもあった自由民主党代議士の正力松太郎（1969年没）の知遇を得たことにより、大野伴睦（1964年没）派の番記者に抜擢された後は日本政治の数々の場面に立ち会い、読売本社ではワシントン支局長や編集局長などを経て1991年に社長に就任し、代表取締役を長く務めたほか、日本テレビや日本テレビホールディングス取締役を務め、NHK BSスペシャルで単独インタビュー番組『独占告白 渡辺恒雄 〜戦後政治はこうして作られた 昭和編』（2020年3月7日放送）が制作されるなどテレビ界にも足跡を残し、日本新聞協会会長、プロ野球球団：読売巨人軍オーナー、大相撲の横綱審議委員会委員長等を歴任し、政界やスポーツ界にも影響を与えたジャーナリスト、実業家で読売新聞グループ本社代表取締役主筆の渡邉恒雄がこの日、肺炎のため東京都内の病院で死去（98歳没）[1044]。
- 20日 - 【訃報】1955年に宝塚歌劇団第42期生（花組所属）としてデビューし、娘役スターとして数多くの舞台作品に出演して人気を博し、1971年に同歌劇団を退団した後は俳優・タレントとしてテレビドラマなどに出演。フジテレビ系情報・ワイドショー番組『3時のあなた』の司会を務めた経歴も持つ俳優の加茂さくら（本名：大谷照子）がこの日、肺がんのため兵庫県西宮市内の病院で死去（87歳没）。訃報は23日に明らかにされた[1045]。
- 23日 - 【訃報】都立王子工業高校在学中に漫画家としてデビューし、「週刊少年マガジン」（講談社）で連載され、1966年 - 1967年に日本テレビ・東映東京撮影所制作でテレビドラマ[注 197]が、1991年 - 1992年にフジテレビ系・スタジオぴえろ制作でテレビアニメ[注 198]が放送された『丸出だめ夫』をはじめ、「少年画報」（少年画報社）で連載され、1966年 - 1968年（フジテレビ・大広製作）と1986年（読売テレビ製作・日本テレビ系、東京ムービー制作）の2度テレビアニメ化された『ロボタン』などのヒット作を発表、またNET（後のテレビ朝日）で放送された『まんが海賊クイズ』[注 199]（1966年 - 1968年）にレギュラー回答者として出演した経歴を持つ漫画家の森田拳次がこの日、老衰のため死去（85歳没）。訃報は25日に明らかにされた[1046]。
- 25日
  - 【経営・人事・中継局】NHKは中継局を民放と共同利用するための子会社「日本ブロードキャストネットワーク」をこの日設立。社長にはNHK技術局システムソリューションセンター統括部長の吉見智文が就任する。本年4月に放送法が改正され、複数の放送局が中継局を共同利用できるようになったことを受け、3日に設立を発表、13日に総務大臣から設立認可を受けた。今後民放からの出資を受けて、2025年末までに山間部などの小規模局の共同利用や保守・管理の一体実施を開始する[1047][1048]。
  - 【放送事故・BS・4K放送】テレビ東京はこの日公式サイトにおいて、前日24日の12時28分から14時40分の2時間余りにわたり、テレビ東京・BSテレ東のデータ放送及びBSテレ東 4Kで放送されていた『絶景マーケット』内で、システム障害により株価情報のデータ更新ができない状態に陥ったとして謝罪した[1049]。
- 26日 - いずれも【訃報】
  - エリザベト短期大学（1966年廃校）を経てラジオ東京（後のTBS-HD）に入社し、音響効果担当として勤務しつつ国立音楽大学作曲科で学び、作曲家として「冬木透」のペンネームを用いてテレビドラマ作品の劇伴音楽を担当、特に円谷プロダクション制作の特撮作品の劇伴音楽を数多く手掛けたことで知られ、テレビ関係ではNHK総合の報道番組『NHKニュース21』（1988年 - 1993年）テーマ曲やフジテレビ系アニメ「世界名作劇場」第10作『牧場の少女カトリ』（1984年、制作：日本アニメーション）の劇伴音楽、ナショナル（後のパナソニック）製掃除機「隼」のCM音楽など多岐にわたる作品を手掛けた作曲家の蒔田尚昊（まいた・しょうこう、筆名：冬木透＝ふゆき・とおる）がこの日、誤嚥性肺炎のため死去（89歳没）。訃報は29日に明らかにされた[1050]。
  - カナダから来日した両親の下で広島市で出生。ツアーガイドなどを務めた経歴を持つ傍ら、タレントとして日本テレビ系『特命リサーチ200X』やフジテレビ系『奇跡体験!アンビリバボー』などに出演して名を知られるようになり、その他には数々のテレビドラマや映画作品、或いはロッテ「キシリトール」CMへの出演など多彩な活動を展開したカナダ系日系人でタレント・俳優・翻訳家のロバート・ボールドウィンがこの日、2022年頃から患っていた大腸がんのため死去（59歳没）。訃報は2025年1月4日に娘の有賀零（女優、旧芸名：ボールドウィン零）のSNSにて公表された[1051][1052]。
- 27日 - いずれも【訃報】
  - 1965年に俳優としてデビューし、1968年のイギリス・イタリア合作映画『ロミオとジュリエット』（フランコ・ゼフィレッリ監督）に出演したことにより人気スターとなり、その後も数々の作品に出演、日本においては1979年にカネボウ化粧品のコマーシャルに出演、実生活では布施明[注 200]（歌手）と国際結婚していたことでも知られた女優のオリヴィア・ハッセーがこの日死去（73歳没）。死因は不明だが過去に乳がんに罹患していた。訃報は翌28日に公式Instagramにて公表された[1053][1054][1055]。
  - 1962年に産業経済新聞社に入社し、同社横浜総局や本社社会部を経て政治部記者となり、政治記者として主に活動。その後重役を歴任して1997年に同社社長に就任。社長在任時代にはフジテレビジョン社外取締役、フジ・メディア・ホールディングス社外取締役などを務め、フジサンケイグループで重きを成したジャーナリスト・実業家の清原武彦がこの日、肺炎のため東京都新宿区の病院で死去（87歳没）[1056]。
- 30日 - 【訃報】俳優座養成所第6期生として修行し、1957年に俳優座座員に昇格。1958年にNHK総合のドラマ『事件記者』にて白石記者役を好演するなど数々のテレビドラマ作品に出演。声優としてもアメリカ合衆国の俳優：ウィリアム・ホールデン（1981年没）の出演作映画の日本でのテレビ放映の際の吹き替えを担当したことでも知られ、また1977年に日本テレビ系で放送されたアニメ『家なき子』（原作：エクトール・アンリ・マロ、製作：東京ムービー新社）ではビタリスの声を担当するなど幅広く活動を展開した俳優・声優の近藤洋介が本年11月に死去していたことがこの日、近藤と長年の友人であった新内節浄瑠璃太夫の三代目鶴賀若狭掾のX（旧：Twitter）のポストにより明らかにされた（91歳没）[1057]。
- 31日 - いずれも【活動進退・キー局】
  - テレビ朝日アナウンサーの加藤真輝子（2009年入社）は、この日付でアナウンサー職を引退すると共に16年間在職した同局を退職。退職後は専業主婦として家庭に専念する意向を示していると伝えられる[1058]。
  - TBSテレビアナウンサーの小倉弘子（1997年入社）がこの日付で27年9か月在職した同局を退職[1059]。

## 開閉局

### 閉局
- 3月31日
  - J SPORTS 1/2/3/4（4K）
  - 日本映画+時代劇 4K
  - スターチャンネル4K
  - スカチャン1 4K/スカチャン2 4K
- 5月31日
  - スターチャンネル2
  - スターチャンネル3

## 周年

### 番組
| 月 | 周年 | 番組（主管局） |
| -- | ---- | --- |
| 1  | 55   | タイムショックシリーズ（テレビ朝日） |
| 1  | 10   | ほっとするわ（関西テレビ）※3月終了 |
| 2  | 20   | プリキュアシリーズ（朝日放送テレビ） |
| 3  | 65   | 吉本新喜劇中継（毎日放送） |
| 3  | 45   | ズームイン!!シリーズ（日本テレビ） |
| 3  | 15   | みいつけた!（NHK Eテレ） S☆1、ひるおび!（以上、TBS） Jチャンやまぐち（山口朝日放送） ワイルドライフ（NHK BS・BSプレミアム4K） |
| 3  | 10   | しくじり先生 俺みたいになるな!!（テレビ朝日・ABEMA） ゆ〜わくワイド&News（テレビ大分） |
| 4  | 55   | 比叡の光（KBS京都） |
| 4  | 50   | おしゃれシリーズ（日本テレビ） 金曜ドラマ（TBS） |
| 4  | 45   | ドラえもん（テレビ朝日） 皇室ご一家（フジテレビ） おはよう朝日です（朝日放送テレビ） |
| 4  | 35   | NHKスペシャル（NHK総合） 渡辺篤史の建もの探訪（テレビ朝日） |
| 4  | 30   | プチプチ・アニメ（NHK Eテレ） ぐるぐるナインティナイン（日本テレビ） 開運!なんでも鑑定団（テレビ東京） めざましテレビ、はやく起きた朝は…（以上、フジテレビ） |
| 4  | 25   | 土曜スタジオパーク（NHK総合） ロンドンハーツ（テレビ朝日） |
| 4  | 20   | 報道ステーション（テレビ朝日） 週刊バイクTV、浅草お茶の間寄席（以上、千葉テレビ） |
| 4  | 15   | 満天☆青空レストラン、スクール革命!（以上、日本テレビ） BeauTV〜VoCE（テレビ朝日） A-Studio+（TBS） 華丸・大吉のなんしようと?（テレビ西日本） 牧野裕のEnjoy Golf（千葉テレビ） BSフジLIVE プライムニュース（BSフジ・BSフジ 4K）                                                                            |
| 4  | 10   | 林修の今、知りたいでしょ!（テレビ朝日） 火曜ドラマ、水曜日のダウンタウン（以上、TBS） ワイドナショー、ライオンのミライ☆モンスター（フジテレビ） 教えて!ニュースライブ 正義のミカタ（朝日放送テレビ） ちゃちゃ入れマンデー（関西テレビ） バラいろダンディ（TOKYO MX）※9月終了 中井精也のてつたび（NHK BS） |
| 5  | 55   | サンテレビボックス席（サンテレビ） |
| 5  | 10   | 昼めし旅 〜あなたのご飯見せてください!〜（テレビ東京） |
| 6  | 20   | run for money 逃走中（フジテレビ） |
| 6  | 15   | 世界衝撃映像100連発（TBS） |
| 6  | 10   | バナナマンのせっかくグルメ!!（TBS） |
| 7  | 55   | ワールドプロレスリング（テレビ朝日） |
| 7  | 35   | ビートたけしのTVタックル（テレビ朝日） |
| 7  | 15   | チャギントン（BSフジ・BSフジ 4K、フジテレビ） |
| 8  | 60   | ミュージックフェア（フジテレビ） |
| 8  | 25   | ほんとにあった怖い話（フジテレビ） |
| 10 | 65   | おかあさんといっしょ（NHK Eテレ） 皇室アルバム（毎日放送） |
| 10 | 55   | サザエさん（フジテレビ） |
| 10 | 40   | 木曜劇場（フジテレビ） カーグラフィックTV（BS朝日・BS朝日 4K） どーんと鹿児島（南日本放送） |
| 10 | 35   | 所さんの目がテン!、ダウンタウンのガキの使いやあらへんで!（以上、日本テレビ） news23（TBS） 噂の!東京マガジン（BS-TBS・BS-TBS 4K） |
| 10 | 30   | ゴジてれChu!（福島中央テレビ） 栄光の名馬たち（グリーンチャンネル） |
| 10 | 25   | 科捜研の女シリーズ（テレビ朝日） ONE PIECE（フジテレビ） 熱血!タイガース党（サンテレビ） |
| 10 | 20   | クイズプレゼンバラエティー Qさま!!（テレビ朝日） 白黒アンジャッシュ（千葉テレビ放送） |
| 10 | 15   | ブラタモリ（NHK総合） ホンマでっか!?TV（フジテレビ） 新 鉄道・絶景の旅（BS朝日・BS朝日 4K） |
| 10 | 10   | 痛快TV スカッとジャパン（フジテレビ） |
| 12 | 65   | 輝く!日本レコード大賞（TBS） |
| 12 | 50   | FNS歌謡祭（フジテレビ） |
| 12 | 10   | ミルンへカモン! なんしょん?（岡山放送） |

### 開局・放送開始
デジタルテレビジョン放送局の開局は2003年12月1日以降であるため、前身のアナログテレビジョン放送からの通算。
| 月 | 周年 | 放送局 |
| -- | ---- | --- |
| 1  | 65   | NHK教育テレビジョン（Eテレ）（東京）長崎放送（長崎局） |
| 2  | 65   | テレビ朝日 |
| 3  | 70   | NHK総合テレビジョン（大阪、名古屋） |
| 3  | 65   | フジテレビジョン、毎日放送（MBSテレビ） 九州朝日放送（福岡局）、日本海テレビジョン放送NHK総合（青森、鳥取、徳島）                                                         |
| 3  | 55   | NHK総合、NHK Eテレ（高松、佐賀） |
| 4  | 65   | 札幌テレビ放送、東北放送、北日本放送、中国放送 四国放送、高知放送、熊本放送、南日本放送NHK総合（福島）、NHK教育（大阪）                                                   |
| 4  | 60   | テレビ東京 |
| 4  | 55   | 長野放送、富山テレビ放送、石川テレビ放送、中京テレビ放送 京都放送（KBS京都テレビ）、岡山放送、瀬戸内海放送、福岡放送 サガテレビ、テレビ長崎、テレビ熊本、鹿児島テレビ放送 |
| 4  | 50   | テレビ和歌山 |
| 4  | 45   | テレビ埼玉 |
| 4  | 30   | 鹿児島讀賣テレビ |
| 4  | 25   | とちぎテレビ |
| 5  | 55   | サンテレビジョン |
| 6  | 65   | NHK総合（山口） |
| 6  | 35   | NHK BS1 |
| 7  | 45   | 静岡第一テレビ |
| 8  | 65   | NHK総合（福井、大分） |
| 9  | 65   | IBC岩手放送NHK総合（甲府） |
| 10 | 65   | 青森放送、山口放送（周南局）、大分放送NHK総合（松江） |
| 10 | 55   | 秋田テレビ、福井テレビジョン放送 |
| 10 | 35   | テレビ北海道、テレビユー山形、熊本朝日放送 |
| 10 | 20   | NHK総合（水戸） |
| 11 | 65   | 沖縄テレビ放送 |
| 12 | 65   | NHK総合（山形、秋田、帯広、釧路）山陰放送、山梨放送 |
| 12 | 55   | 青森テレビ、テレビ岩手、三重テレビ放送、テレビ愛媛 |

### ネットワーク
| 月 | 周年 | ネットワーク                            | 系列           | 備考       |
| -- | ---- | --------------------------------------- | -------------- | ---------- |
| 4  | 35   | TXNネットワーク（TXN）                  | テレビ東京系列 | [ 注 228 ] |
| 8  | 65   | ジャパン・ニュース・ネットワーク（JNN） | TBS系列        | [ 注 229 ] |
| 10 | 55   | フジネットワーク（FNS）                 | フジテレビ系列 | [ 注 230 ] |

### その他
- 1月20日 - 【生没】テレビの研究開発を手掛けた電子工学者であり、1990年放送のNHK連続テレビ小説『凛凛と』主人公のモデルにもなった高柳健次郎（1990年没）の生誕125年。
- 4月1日
  - 【本社移転・宮城県】仙台放送（OX、フジテレビ系）が仙台市青葉区上杉の本社屋に移転してから20周年。
  - 【放送持株会社・社名変更・中京広域圏】CBCテレビ（TBS系）の親会社である中部日本放送の認定放送持株会社移行により、テレビ分割準備会社[注 231]が株式会社CBCテレビへ社名変更・テレビ放送免許を継承してから10周年。
  - 【放送開始・東京都】TOKYO MX（独立局）の24時間完全マルチチャンネル放送（TOKYO MX1・2）開始から10周年。
  - 【本社移転・愛称・福島県】福島テレビ（FTV、フジテレビ系）が福島市御山町の本社屋に移転[注 232]、同時に愛称を「福テレ」を制定してから5周年。
  - 【企業再編・岡山県・香川県】旧・山陽放送が商号をRSKホールディングスに変更、認定放送持株会社に移行し、新法人RSK山陽放送（TBS系）が発足してから5周年。
  - 【CI・福岡県】TVQ九州放送（テレビ東京系）がCIを導入、呼称およびロゴを「TVQ」→「テレQ」に変更[1075] してから5周年。
- 4月4日 - 【本社増築・近畿広域圏】毎日放送（MBS、TBS系）[注 233]の本社（大阪市北区茶屋町）増築（B館）から10周年。
- 6月1日
  - 【合併・放送開始・近畿広域圏】朝日放送（当時、ラジオ単営局。後の朝日放送グループホールディングス）と大阪テレビ放送（1956年12月1日開局）の合併、朝日放送テレビ[注 234]としての放送開始[注 235]から65周年。
  - 【放送開始】NHK-BSの本放送開始から35周年。
- 10月3日 - 【本社移転】TBSが本社機能を赤坂・TBS放送センター（ビッグハット）に移転してから30周年。
- 12月1日 - 【本社移転・福岡県】テレビ西日本（TNC、フジテレビ系）の本社が北九州市八幡東区から福岡市[注 236]に移転してから50周年。

## キリ番・記念回

### 帯番組
- 5500回 - イチオシ!!（達成日不明、北海道テレビ）[注 237]
- 4500回 - 情報ライブ ミヤネ屋（達成日不明、読売テレビ）[注 238]
- 4000回
  - 3月29日 - ごきげんライフスタイル よ〜いドン!（関西テレビ）[1076]
  - 達成日不明 - イチモニ!（北海道テレビ）[注 239]
- 3500回
  - 達成日不明
    - ヒルナンデス!（日本テレビ）
    - 今日ドキッ!（北海道放送）[注 240]
- 2500回 - ミルンへカモン! なんしょん?（7月11日、岡山放送）
- 2000回 - なないろ日和!（5月20日、テレビ東京）[1077]

### レギュラー番組
- 10900回 - 世界の車窓から（3月4日、テレビ朝日）[注 241]
- 3000回 - ミュージックフェア（6月1日、フジテレビ）[1067][1078]
- 2900回
  - 3月3日 - 笑点（日本テレビ）[注 242]
  - 11月10日 - 比叡の光（KBS京都）
- 2700回 - 遠くへ行きたい（3月10日、読売テレビ）
- 2400回
  - 6月8日 - 釣りごろつられごろ（テレビ新広島）
  - 9月29日 - テレビ寺子屋（テレビ静岡）
- 1700回 - 日立 世界・ふしぎ発見!（3月9日、TBS）※3月30日レギュラー放送終了
- 1600回
  - 6月8日 - ぶらり途中下車の旅（日本テレビ）
  - 7月6日 - 朝だ!生です旅サラダ（朝日放送テレビ）[1079]
  - 11月4日 - クイズ!脳ベルSHOW（BSフジ・BSフジ 4K）[注 243][1080]
- 1400回 - Going!Sports&News（達成日不明、日本テレビ）
- 1300回 - 情熱大陸（5月12日、毎日放送）[1081]
- 1200回
  - 1月6日 - 競馬予想TV!（フジテレビONE）
  - 8月12日 - 吉田類の酒場放浪記（BS-TBS・BS-TBS 4K）[注 244]
- 1100回 - ONE PIECE（4月7日、フジテレビ）
- 1000回
  - 2月6日 - 白黒アンジャッシュ（千葉テレビ）[1082]
  - 5月26日 - 浅草お茶の間寄席（千葉テレビ）
  - 6月2日 - プリキュアシリーズ（朝日放送テレビ）[1083][注 245]
  - 8月24日 - ぐっさん家〜THE GOODSUN HOUSE〜 （東海テレビ）[1084]
- 900回
  - 3月16日 - バース・デイ（TBS）
  - 3月23日 - 重賞メモリアル（グリーンチャンネル）
  - 9月5日 - 日経スペシャル カンブリア宮殿（テレビ東京）
  - 12月30日（29日深夜） - ゴッドタン（テレビ東京）
- 800回 
  - 4月27日 - ゴリ夢中（中京テレビ）[1085] ※9月28日レギュラー放送終了
  - 12月6日 - A-Studio+（TBS）[注 246][1086]
- 700回 - ウラマヨ!（6月1日、関西テレビ）
- 600回
  - 1月7日 - やすとものどこいこ!?（テレビ大阪）[1087]
  - 1月13日 - 夢釣行〜一魚一会の旅〜（BS日テレ・BS日テレ 4K）
  - 3月31日 - 健康カプセル!ゲンキの時間（CBCテレビ）
  - 5月5日 - 世界の果てまでイッテQ!（日本テレビ）
  - 9月21日 - 音ボケPOPS（TOKYO MX）[注 247]
  - 9月28日 - ごぶごぶ（毎日放送）
  - 達成日不明
    - 将棋フォーカス（NHK Eテレ）
    - 囲碁フォーカス（NHK Eテレ）
- 500回
  - 4月1日 - しゃべくり007（日本テレビ）[注 248][1088]
  - 6月9日 - ライオンのミライ☆モンスター（フジテレビ）
  - 7月21日 - うまいッ!（NHK総合）
  - 7月29日 - YOUは何しに日本へ?（テレビ東京）
  - 8月4日 - ワイドナショー（フジテレビ）[1089]
  - 9月10日 - 笑点 特大号（BS日テレ・BS日テレ 4K）
  - 11月13日 - てゲてゲ（南日本放送）[1072]
  - 11月16日 - 〜癒・笑・涙・夢〜夕焼け酒場（BS-TBS・BS-TBS 4K）[1090]
  - 12月12日 - トレセンまるごと情報局（グリーンチャンネル）
- 400回
  - 3月9日 - ぼのぼの（フジテレビ）
  - 4月12日
    - 金バク!（岡山放送）[注 249]
    - 全力!脱力タイムズ（フジテレビ）

  - 7月7日 - 日曜日の初耳学（毎日放送）[注 250]
  - 7月16日 - ちゃちゃ入れマンデー（関西テレビ）
  - 9月14日 - 日本のチカラ（民教協加盟33社/テレビ朝日ほか）
  - 11月20日 - 水曜日のダウンタウン（TBS）
- 300回
  - 2月17日（16日深夜） - 千原ジュニアの座王（関西テレビ）[1091]
  - 3月9日 - 知られざるガリバー〜エクセレントカンパニーファイル〜（テレビ東京）[1092]
  - 3月31日 - パズドラ（テレビ東京）
  - 6月11日 - 相席食堂（朝日放送テレビ）
  - 7月8日 - 町中華で飲ろうぜ（BS-TBS・BS-TBS 4K）[注 251]
  - 8月25日 - 馬産地通信（グリーンチャンネル）
  - 12月28日 - アタック!地方競馬（グリーンチャンネル）

### 不定期・特別番組
- 530回 - プロフェッショナル 仕事の流儀（3月11日、NHK総合）[注 252]
- 450回 - 朝まで生テレビ!（11月3日、BS朝日・BS朝日 4K）[注 220]
- 300回 - OHKてれび時評（6月30日、岡山放送）
- 250回 - Rising Reysol（1月28日、千葉テレビ）
- 210回 - ファミリーヒストリー（3月13日、NHK総合）[注 252]
- 80回 - World Baseballエンタテイメント たまッチ!（9月14日、フジテレビ）
- 50回 - 世界衝撃映像100連発（12月4日、TBS）[1093]
- 40回 - 明石家サンタの史上最大のクリスマスプレゼントショー（12月25日（24日深夜）、フジテレビ）[注 253][1094]
- 30回 
  - 1月3日 - さんま・玉緒のお年玉あんたの夢をかなえたろかスペシャル（TBS）
  - 4月18日 - NHK MUSIC SPECIAL（NHK総合）
- 20回
  - 3月30日 - 千原ジュニアのタクシー乗り継ぎ旅（テレビ東京）
  - 7月5日 - 所でナンじゃこりゃ!?（テレビ東京）
  - 7月10日 - ローカル路線バスVS鉄道乗り継ぎ対決旅（テレビ東京）
  - 9月27日 - 世界法廷ミステリー（フジテレビ）[1095]
  - 12月22日 - M-1グランプリ（朝日放送テレビ）[注 254]
  - 12月24日 - クリスマスの約束（TBS）※最終回[492][493]
- 10回
  - 3月23日 - タモリステーション（テレビ朝日）
  - 4月7日（6日深夜） - オールスター後夜祭（TBS）[1096]
  - 5月5日 - ひむバス!（NHK総合）
  - 7月31日 - 路線バスで鬼ごっこ（テレビ東京）
  - 12月1日 - 誰も知らない明石家さんま（日本テレビ）[1097]

## 視聴率
数字・世帯視聴率はビデオリサーチ関東地区調べ。その他地域別の世帯視聴率はその他テレビに関する話題に。

### ニュース・報道番組
| 順位 | 視聴率 | 放送日               | 番組名       | 放送局  |
| ---- | ------ | -------------------- | ------------ | ------- |
| 1    | 21.5%  | 1月1日 16:12 - 17:00 | ニュース     | NHK総合 |
| 2    | 20.8%  | 1月2日 19:00 - 20:00 | NHKニュース7 | NHK総合 |

### スポーツ
| 順位 | 視聴率 | 放送日                 | 番組名                                                                                     | 放送局     |
| ---- | ------ | ---------------------- | ------------------------------------------------------------------------------------------ | ---------- |
| 1    | 28.3%  | 1月3日 7:50 - 14:18    | ★SAPPORO新春スポーツスペシャル: 第100回東京箱根間往復大学駅伝競走・復路                    | 日本テレビ |
| 2    | 26.1%  | 1月2日 7:50 - 14:05    | ★SAPPORO新春スポーツスペシャル 第100回東京箱根間往復大学駅伝競走・往路                     | 日本テレビ |
| 3    | 24.9%  | 3月20日 19:41 - 22:20  | MLB開幕戦・ロサンゼルス・ドジャース×サンディエゴ・パドレス                                 | NHK総合    |
| 4    | 23.6%  | 2月3日 20:27 - 22:35   | テレビ朝日開局65周年記念 サッカー・AFCアジアカップカタール・日本×イラン                    | テレビ朝日 |
| 5    | 23.1%  | 8月5日 22:00 - 22:45   | パリオリンピック2024 バレーボール男子準々決勝・日本×イタリア                               | NHK総合    |
| 6    | 20.3%  | 10月12日 10:04 - 11:54 | MLB2024・ナショナルリーグ地区シリーズ第5戦 サンディエゴ・パドレス×ロサンゼルス・ドジャース | NHK総合    |

### バラエティ・歌番組
| 順位 | 視聴率 | 放送日                 | 番組名                                           | 放送局     |
| ---- | ------ | ---------------------- | ------------------------------------------------ | ---------- |
| 1    | 32.7%  | 12月31日 21:00 - 23:45 | 第75回NHK紅白歌合戦・第2部                       | NHK総合    |
| 2    | 29.0%  | 12月31日 19:20 - 20:55 | 第75回NHK紅白歌合戦・第1部                       | NHK総合    |
| 3    | 20.7%  | 1月7日 19:00 - 21:56   | 芸能人格付けチェック!2024お正月スペシャル・第2部 | テレビ朝日 |

## 受賞
その他の賞については、以下を参照。